# 年齢主義と課程主義
年齢主義（ねんれいしゅぎ）と課程主義（かていしゅぎ）は、教育学において教育制度上で対立する二つの主義および教育問題である。この語には、学年制度・入学制度の場面で使われる意味と、義務教育制度の場面で使われる意味がある。
年齢主義とは、義務教育制度における「義務」の完了を認定するに当たり、年齢に達したならば、自動的に義務教育は終了したと認めるものであり、課程主義とは、一定の教育課程の習得をもって義務教育は終了したとみなすものである
。
このほか、教育課程をその能力に応じて、一定年限の間、履修すればよいのであって，特に最終の合格を決める試験もなく，履修の成果を上げることは求められていないとする考え方として、履修主義があり、日本の小・中学校においては、履修主義が採られている。

## 基本解説
学年制度・入学制度の意味での年齢主義と課程主義は、学校などにおいて、学習者をどの学年に所属させるか（進級させるか）や、どのレベルのカリキュラムを与えるかや、入学志願者の入学を許可するかを決定する際の、判断基準となる考え方のことを指す。この場合は、年齢主義では、学習者・入学志願者の年齢によって学年・学習内容・合否が決定され、課程主義では、学習者・入学志願者の学力（習熟度・到達度）や履修状況（学歴）によって学年・学習内容・合否が決定される。通常はこの意味で用いられるので、本記事では、主にこれについて詳述する。
義務教育制度の意味での年齢主義と課程主義は、何をもって義務教育期間（就学年限）の開始と終了とみなすかを決定する際の、判断基準となる考え方のことを指す。この場合は、年齢主義では、一定の年齢に達したら義務教育期間は終了し、課程主義では、一定の課程を修了したら義務教育期間は終了する。これについては教育行政学の範疇なので、｢義務教育｣の記事内で詳述する。
また学年制度・入学制度の意味と義務教育制度の意味の両方において、年数主義という第三の用語が使われる（後述）。

### 年齢主義
年齢主義は、学習者の年齢によって、決まった学年または学級に所属する形態である。このため年齢主義の学校では、基本的には同一学年には同じ年齢（本記事では、生年月日が1年以上違わない事を指す）の生徒だけが在籍しているが、同じ学年でも生徒間の学力は大きく異なっている。基本的には、全くトラブルがなく良好な成績評価のまま卒業まで至ることを理想状態としている制度である。
途中で成績が低下しても、原級留置は行われずに年を追うごとに進級する。更に休学・不登校の期間があっても、復学時は「年齢相当学年（後述）」に復帰する。
ただし、成績不振の場合、補習や特別支援学級への移籍などの能力別教育が行われる場合もある。
逆に成績が良好な生徒に対しても飛び級は行われず、1学年ずつ進級する。ただし、拡充（発展的な授業、エンリッチメント）や才能開発コースへの移籍などの能力別教育が行われる場合もある。異種の制度からの転入生・編入生を除けば原級留置も飛び級も存在しない形態である。
日本においては、ある学年に低年齢で在籍できないという問題よりも、高年齢で在籍できないという問題を指す場合に、この用語が使われることが多い。英語では学年制度の意味の年齢主義にage-grade system（年齢-学年制）またはSocial promotion（社会的進級）の語が当てられることもある。

### 課程主義
課程主義は、学習者の学習段階によって、決まった学年または学級に所属する形態である。このため課程主義の学校では、基本的には同一学年には異年齢の生徒も所属するが、同じ学年の生徒間の学力は年齢主義の場合ほどには異なっていない。
標準的な生徒の場合は、年齢主義の学校と変わらない進級の仕方をする。休学・不登校期間があった場合は、復学時には以前に在籍していた学年に戻る。
成績が低下した時は、原級留置が行われて同じ学年を再度履修する。
逆に成績が良好な生徒などに対して飛び級をさせる場合もある。
所属する課程は、進級試験の成績などの純粋な学力によって決められる場合もあるし、出席日数などの履修状況や、授業理解力などの知能水準によって決められる場合もある。日本においては、飛び級が行われるという部分よりも、原級留置が行われるという部分を指す場合に、この用語が使われることが多い。

### 実際の運用
多くの国の学校制度では、完全な年齢主義または完全な課程主義のどちらかであるわけではなく、片方の影響が強いという程度である。
例えば日本では、義務教育段階での多くの学校の考え方は年齢主義と断言しても良いほどであるが、原級留置や就学猶予も、実態としては全くと言っていいほどなされないものの、制度上は一応可能であるので、課程主義的な要素も一応存在する。
逆に高等学校では、制度上は課程主義が原則であるが、多くの高校では最低年齢の生徒が大半であるため、実態として年齢主義的な要素が存在する。
また義務教育段階で課程主義を基本としている国であっても、例えばスペインでは原級留置が2回しか許可されなかったり、アメリカ合衆国のように一般的な在学年齢との差が大きい人は在学できなかったりする場合もあり、年齢主義的要素が存在しないわけではない。
学校の入学志願者に対して入学を許可するかどうかを決定する際の判断基準としても年齢主義と課程主義という用語が使われる
年齢主義の選抜制度の場合は、志願者の学力や学歴に関係なく、一定年齢である場合に入学を許可する。
年齢基準は下限のみの場合、上限のみの場合、両方ともにある場合が考えられる。例えば日本においても、新しく中学校に入学する際に13歳以上では入学できないといった事例が存在し、アメリカでも年齢詐称による高校入学を試みた女性が逮捕された事件が存在する。
課程主義の選抜制度の場合は、志願者の年齢に関係なく、学力や学歴が基準を満たしている場合に入学を許可する。
最も、現実には、例えば高校受験において、「15歳以上、かつ入試問題で一定以上の点を取ること」というように、年齢主義と課程主義を併用していると考えられる。
大学以降は課程主義が強まると考えられるが、日本の大学においても、医学部において多浪生に不利な得点操作をなされる場合があり、50歳以上の高年齢の受験生が合格者平均点を10点以上も上回ったのに不合格となり、入学許可を求めて訴訟を起こしたという事例が存在する（詳細は2018年に発覚した医学部不正入試問題を参照）。

### 履修主義と修得主義
年齢主義と課程主義は相互に対立する概念だが、同様な対立する概念として履修主義と修得主義がある。履修主義は授業に出席していれば実際に学力が身に付いたかを問わずに進級または単位取得をさせる考え方のことで、年数主義（後述）と類似した考え方であり、年齢主義ともある程度近い考え方である。
修得主義（習得主義）は実際に学力が身に付かなければ次の課程に進まない考え方であり、課程主義と類似した考え方である。ただし、この節の最後で後述するように必ずしも定義は確定していない。ただしどちらも課程主義の一種と考えることもできる。修得主義は真の課程主義であり、履修主義は年齢主義や年数主義に近い課程主義である。
日本においては、年齢と学習段階のどちらを基準にして進級すべきかという方面の教育制度については、大正期以降に徐々に年齢主義の要素を強めてきた（日本における歴史説にて後述）以前の習慣にならう意識が強い。

### 年数主義
年齢主義と課程主義とは別の概念として、年数主義（ねんすうしゅぎ）という用語を使用する場合もある。これは日本では年齢主義と同じ意味に用いられる場合も多いが、「在学年齢が何歳であっても、飛び級や原級留置を行わずに進級し、一定期間在学すること」という意味合いで、在学期間を増減しない考え方の意味に用いられる場合もある。

## 比較
| 比較                     | 年齢主義                                                             | 年数主義                                                             | 課程主義       |
| ------------------------ | -------------------------------------------------------------------- | -------------------------------------------------------------------- | -------------- |
| 学年内年齢               | 一定                                                                 | 入学年齢が同じ場合は一定 入学年齢が違う場合は不定                    | 不定           |
| 学年内学力               | 不定 入学者選抜により一定以上にできる 学力別学級では学級内学力は一定 | 不定 入学者選抜により一定以上にできる 学力別学級では学級内学力は一定 | 一定           |
| 飛び級・原級留置         | 同一制度内であれば不可能 異制度からの転編入では存在                  | 不可能                                                               | 可能           |
| 高年齢での入学・就学猶予 | 不可能                                                               | 可能                                                                 | 可能           |
| 成績不良者に対する対応   | 補習                                                                 | 補習                                                                 | 原級留置、補習 |
| 成績優秀者に対する対応   | 拡充（発展的な授業）                                                 | 拡充                                                                 | 飛び級、拡充   |

年齢主義の制度においては、在学者の学習段階を考慮せずに一律に進級させることになるため、同じ年齢の生徒が同じ学年に所属し、同年齢集団を形作る。
また、成績の良し悪しによって所属する学年が変わらないことから、原級留置になったことによる敗北感・劣等感を与えないことになる。また、平成初期の裁判例においては、体力・社会経験などを考えると、小学校段階、あるいは中学校段階までは同年齢集団での教育が望ましいとの考え方が示されたことがある（神戸市立小学校強制進級事件）。同じ学年に学力が違う生徒が所属することによって起こる問題については、成績不良者に対する補習、成績優秀者に対する拡充（発展的な授業、エンリッチメント）、習熟度別学級編成、入学者選抜などの、能力別教育を実施することによって緩和され得る。
年齢主義が特に強い日本の小中学校においては、すでに最高学年の相当年齢を過ぎた人（学齢超過者）に至っては、入学すらできないことになる（学齢も参照）。
また、年齢主義の制度のもとでは、拡充・補習を行うかどうかに関わらず、一定の課程を修了していなくても自動的に学校を卒業することになるため、形式的卒業者が増えることとなる。
また、習熟度にあった十分な教育が行われないと、本人の基礎学力がなくても自動的に進級することになる。
逆に成績が優れている生徒の場合は、授業で教わることをすでに知っていたりすることになる。
また、日本など年齢主義の強い国の学校の場合、年齢主義を取っていない外国の学校などの全くカリキュラムが違う学校で過ごしてきた生徒が転編入する際に、以前のカリキュラムと合わない学年に編入されてしまうという問題がある（後述）。これは上学年に編入される場合、望まない飛び級といわれる。
課程主義の制度においては、学力を基準として学習集団を作る。
不登校や身体療養などのための休学の後も、学年は自動的には進級していないため、学級が遅れることになる。
学力のみを進級基準とした制度のもとでは、成績が著しく悪い生徒は何度も原級留置をすることになり、そういった生徒への適切な支援が難しい。また、知的障害や学習障害など、学習面で障害がある生徒の場合、進級基準を杓子定規に適用すると、何年たっても最低学年のままになったり、あるいは卒業ができないまま年月だけが過ぎるという問題が発生してしまう。
実際、明治初期の日本の小学校では厳格な進級試験があったため、成績不振の児童や障害児は落第を繰り返し、最低学年に生徒が滞留し、また1度も進級できないまま教育不十分で学校を去ることになった（後述）。
こういった生徒に対しては特別支援学級や特別支援学校などの特別支援教育の場で教育するという配慮をすべきだといわれるが、明らかに重度の障害の場合は所属先を迷わずにすんでも、ボーダーライン上にある生徒の場合は、どこからどこまでが健常で、障害なのかを分けることが難しい（境界知能）という問題がある。
最終的に突き詰めれば、延々と原級留置を続けさせるか、あるいは義務教育を十分に修了しないままドロップアウトとして社会に放り出すか、救済措置として日本の小中学校で見られるような形式卒業を認めるかのいずれかの選択（トリレンマ）を迫られることになる。
言い換えれば、課程主義と、教育期間の上限、全員卒業の3つは同時に達成できないことになる。
成績が振るわない生徒が存在する以上、課程主義と教育期間の上限を達成しようとすれば未修了者を出さざるを得なくなる。
課程主義と全員卒業を同時に達成しようとすれば延々と原級留置させ続ける生徒が出ざるを得ない。
そして教育を受けさせる期間を限定し、なおかつ卒業証書を全員に与えようとすれば、形式的な卒業者を生み出さざるを得ないということである。

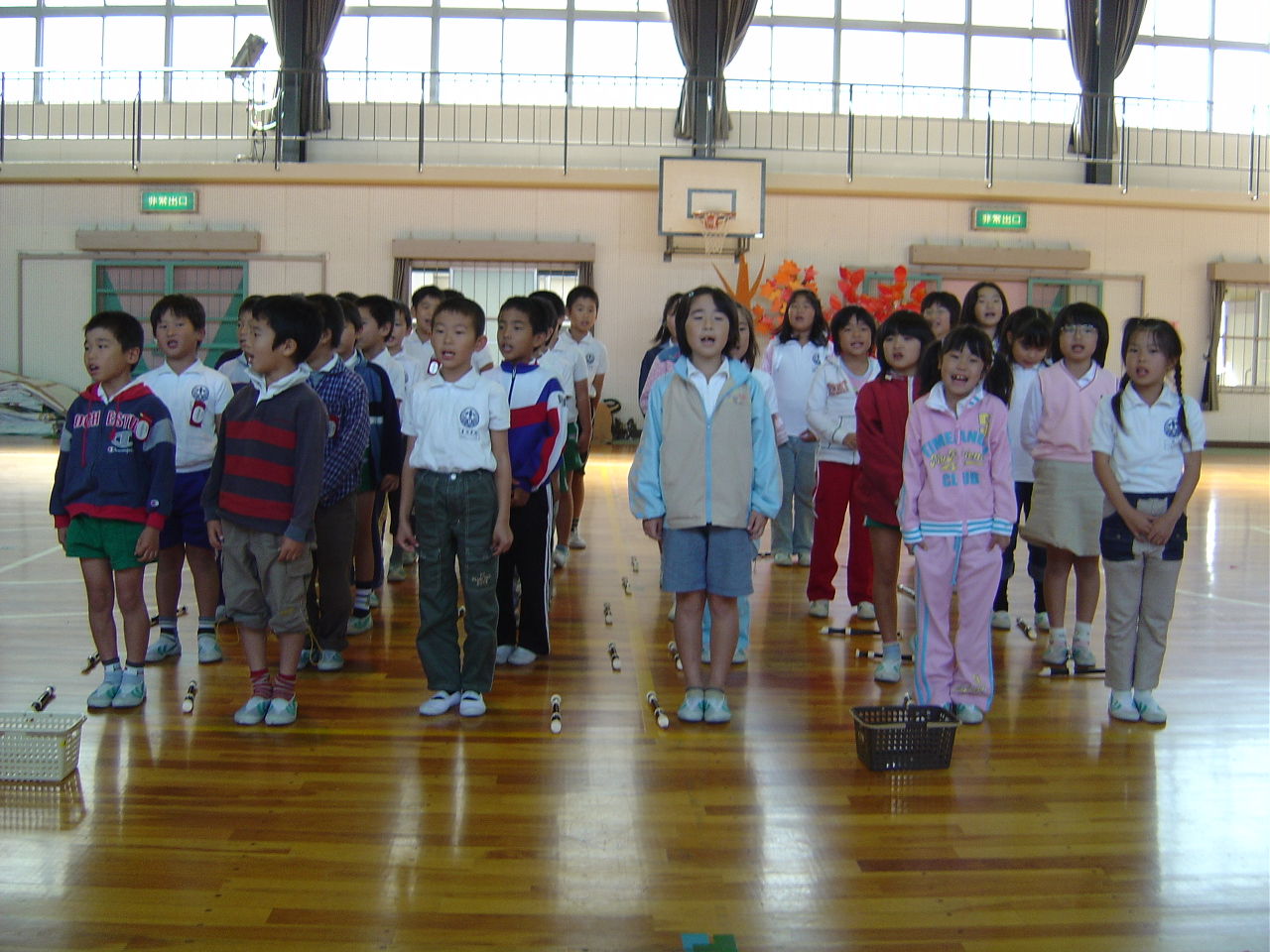
体格が揃っていると体育の授業がしやすい

年齢主義と課程主義のどちらが生徒にとって優しい制度であるのかについては、はっきりとした答えは出されていない。しかし最近では後述するユネスコやOECDの研究にある通り、世界の教育学者の間では、初中等教育における原級留置の弊害が強く指摘されており（後述）、年齢主義が有力視されている。
世論においては、原級留置になることや同年齢平均者に対して学年が低いことを恥とみなす文化圏では年齢主義が歓迎され、そうでない文化圏では課程主義が歓迎される傾向がある。たとえば心理学者の河合隼雄は1960年代のスイス在住時に、現地の学校では低年齢でも原級留置が行われることに驚いたが、逆にスイスの教員から落第がない日本の教育は不親切だと言われたという話があり、能力のない子供を無理に進級させることは不親切だとスイスでは考えられているとのべている。
また、どちらの方式が生徒自身が他人との能力の差を気にしなくてよいのかということも一概には言えない。
特に日本では、ほとんどの小中学校が年齢主義を基本として運営されているという画一的な状態であるため、日本国内での両者の比較は難しいという問題がある（後述）。
もっとも、こういった比較は学齢者の場合であって、学齢超過者の場合は、年齢主義の制度のもとでは原級留置の弊害を議論する以前に入学すらできないという大問題があるので、課程主義または年数主義の制度でしか対応できないことになる。
また、課程主義制度の場合は、同年齢の平均よりも下の学年に在籍していることが、能力的な劣等感・自尊心への悪影響を生むといわれており、実際にその弊害について国際機関の研究も存在する（後述）。

## 国際機関による指摘
いくつかの国際機関では、義務教育・初中等教育においての課程主義と原級留置の弊害を指摘する声が上がっている。

### ユネスコによる原級留置批判
2006年のユネスコ国際教育計画研究所（UNESCO-IIEP）とInternational Academy of Education（IEA）による報告書では、留年制度を批判するとともに、自動進級制度を支持した。
同報告書によれば、原級留置を余儀なくされた生徒は、原級留置された直後こそ一時的に成績を向上させるが、時間の経過と共に進級した他の同年齢の生徒に対して遅れを取っていく傾向にあるという。
原級留置した学年のテストで良い結果が出ても、その後の学年ではそれらの効果も消えるなど、その効果は極めて短期的であり、長期的に見れば原級留置は逆効果であるという調査結果をまとめている。
不本意な原級留置は学校への社会的、感情的、行動的側面に悪影響を及ぼすとともに、原級留置を受けた生徒にとってそれは罰や社会的スティグマとして受け止められてしまう。
留年経験のある6年生にアンケートを取ると、これまで最も大きなストレスとして留年経験を上げたことも報告されている。下記のOECDの報告書と共通して、自尊心の低下、友人関係の障害、問題行動の増加の他、学校嫌いの増長、中退率の上昇を上げている。自動進級が学力低下につながるとする主張も、デンマーク、日本、韓国、ノルウェー、スウェーデンの例から否定できるとしている。これらは主にアメリカにおける調査結果であるが、同様の研究はベルギーやフランスなど他の先進国でも行われており、こちらも同様のパターン（原級留置は逆効果である）が報告されている。

### OECDによる原級留置の廃止提言
2012年、経済協力開発機構（OECD）が、学校教育での留年について「コストがかかるうえ教育成果の引き上げでも効果的ではない」として廃止を求める提言を行った。
その中で、少なくとも1年原級留置した経験のある15歳の比率と初等中等教育への総支出に占めるコストを比較、OECDは「コスト増に加え、学習到達度の生徒間格差の拡大、自尊心への悪影響、問題行動に出る傾向を高める」と報告書にまとめた。
生徒に1年余分な教育を与えることへの費用、労働市場に生徒が入ることが1年以上遅れることへの損失は、留年率が高い国ほど多いのに加え、OECD生徒の学習到達度調査（以下PISAと略す）の調査においては、留年率の高い国ほど、生徒の成績が良くなく、OECD諸国の得点のばらつきのうち15％を留年率の違いから説明できるとしている。
OECDは報告書の結論において、「生徒の学業上の将来性や関心、態度で生徒をグループ分けするのに 使われる方策、例えば生徒の留年、他の学校への転校といったものは、学校制度にとって損失となりうるものであり、一般的に生徒の成績が良くなる ことや、平等な学習機会が増えることには結びついていない。」とした。
その上でOECDは留年の代替案として学習支援や自動的な進級（＝年齢主義）を推奨した。
PISAは2018年の報告書においても、同様の内容を報告している（後述）

## 実例
下記のように、全ての教育方針が年齢主義と課程主義のどちらかに分類できるわけではなく、両方を部分的に併用している場合もある。
なお、年齢の下限とは学年の上限である。
- 完全な年齢主義のみの例
  - （進級時）4月1日時点で7歳であれば小学2年生、8歳であれば小学3年生という風に、学力に関係なく完全に年齢と学年を対応させる。病気などで欠席しても年齢とともに進級する。
  - （入学時）入学資格が「4月1日時点で15歳である者」で、学歴要件や入学試験はない。
- 年齢下限のみの年齢主義のみの例
  - （進級時）4月1日時点で7歳であれば小学2年生以下、8歳であれば小学3年生以下という風に、学力に関係なく年齢によって学年の上限が決まる。
  - （入学時）入学資格が「4月1日時点で15歳以上である者」で、学歴要件や入学試験はない。
- 履修主義の課程主義のみの例
  - （進級時）出席日数が足りていれば進級し、足りなければ原学年に留め置かれる。年齢と無関係に学年が決まる。
  - （入学時）入学資格が「3月に中学校を卒業する見込みの者、または中学校を卒業した者」で、入学試験や年齢制限はない。
- 修得主義の課程主義のみの例
  - （進級時）進級試験に受かれば進級し、落ちれば原学年に留め置かれる。年齢と無関係に学年が決まる。
  - （入学時）入学試験に合格しなければならないが、学歴要件や年齢制限はない。
- 履修主義かつ修得主義の課程主義のみの例
  - （進級時）進級試験に受かり、出席日数が足りていれば進級し、進級試験に落ちるか出席日数が足りなければ原学年に留め置かれる。年齢と無関係に学年が決まる。
  - （入学時）入学資格が「3月に中学校を卒業する見込みの者、または中学校を卒業した者」で、入学試験に合格しなければならないが、年齢制限はない。

ただし中学校の卒業可能年齢が一定以上の場合は、実質的に下限のみの年齢主義も内包している
  - （入学時）入学資格が「3月に中学校を卒業する見込みの者」で、入学試験に合格しなければならないが、年齢制限はない。

ただし中学校の卒業年齢が一定の場合は、実質的には完全な年齢主義に近い
- 年齢下限のみの年齢主義+修得主義の課程主義の例
  - （進級時）進級試験に受かれば進級し、落ちれば原学年に留め置かれるが、4月1日時点で7歳であれば小学3年生以上になれず、8歳であれば小学4年生以上になれない。
  - （入学時）入学資格が「4月1日時点で15歳以上である者」で、入学試験に合格しなければならない。
- 年齢上限のみの年齢主義+修得主義の課程主義の例
  - （進級時）進級試験に受かれば進級し、落ちれば原学年に留め置かれるが、4月1日で7歳であれば小学1年以下になれず、8歳であれば小学2年以下になれない。
- 完全な年齢主義+修得主義の課程主義の例
  - （進級時）4月1日時点で7歳であれば小学2年生、8歳であれば小学3年生という風に、完全に年齢と学年を対応させ、進級試験に合格できなければ退学になる。
  - （入学時）入学資格が「4月1日時点で15歳である者」で、入学試験に合格しなければならない。
- 完全な年齢主義+履修主義かつ修得主義の課程主義の例
  - （入学時）入学資格が「4月1日時点で15歳である者」と「3月に中学校を卒業する見込みの者」で、入学試験に合格しなければならない。

以上のように、実際の制度は年齢主義あるいは課程主義の一言で言い表せるものではなく、細分化されている。また、ある学年は基本的に原級留置を行わず、ある学年で厳しく落第させるといった、学年ごとに方針が異なるという例もある。

## 世界的な流れ
年齢主義も課程主義も、学校が現れてからの概念であるが、必ずしも普遍的な義務教育制度が完成してからの物ではない。古代より学校そのものは存在し、一部の階層を対象に教育が行われていた。
近代的な学校以前の教育施設は、制度も目的も対象者もさまざまであり、また初等学校と高等学校との連携が取られていたわけではない。
傾向的には、万国とも、世代が下るにつれ、また初等教育に近づくほど年齢主義的になっている。諸外国においても、当然ながら国や時代ごとに年齢主義の強さは異なっている。
日本においては、学制が始まった明治時代が最も課程主義が強く、天皇直系の皇族ですら例外とはされず原級留置していた。しかし明治33年の進級試験廃止をきっかけとして、時代とともに徐々に年齢主義が優勢になり、現代が最も年齢主義が強い。
これまでは「下の学年と机を並べるのを『かわいそう』と考える日本と十分に理解しないまま進級させるのを『かわいそう』と捉える欧米諸国」と対比させられてきた。しかしながら、ユネスコやOECDの報告書では、こうした欧米諸国の『かわいそう』は実際には児童生徒のためになっておらず、当人にとって原級留置は罰や不名誉の象徴としか捉えていない（言うなれば大人たちによる善意の押し付け）とした。そして現在では下記の通り原級留置を減らし、年齢主義を取り入れ始める国もでてきている。またそれに伴って、諸外国でも日本のような「年齢と学年の一致」という文化が芽生え始めている。
しかしそれでも、アメリカのように世論と行政でせめぎ合い、揺れ動く例もある（後述）。
そもそも年齢主義とは、産業革命期のイギリスにその発想の源がある。義務教育制度が発達し、児童労働の防止の観点から就学義務が設けられるなどの趨勢と一致している。子供が労働力として酷使されないための保護としての義務教育である。ここから、小学校は児童のための学校という認識が強まっていった。
逆に課程主義は、18世紀のプロイセンで整備されたとされる。
なお、徴兵制などのもとでは、知識レベルではなく体格レベルでまとめた方が将来の兵士の養成に役立つため、学校もそういった形態になりやすく、例えばナチスドイツ期のヒトラーユーゲントや、日本の青年学校なども、徴兵制度などと密接なかかわりがあった。そして学校と軍の関わりが強いと、国民の錬成の観点からも年齢主義は歓迎されるという説もあるが、実際には下記の「日本における歴史」を見て分かるように、戦前よりも戦後の方が年齢主義が強くなっている。
また、年齢主義は生年月日および年齢（の下限・上限）を基準にするため、国民の生年月日を記録する制度がない国・地域では正常に機能しない。
途上国においては、現代でも生年月日を厳格に記録していない国・地域もあるため、この場合は精密な年齢主義は当然ながら不可能である。こういったことから、年齢主義の普及には戸籍に生年月日を記録する制度の導入が前提条件となる。
社会と政府の近代化に伴い、同年齢教育が実行可能になったといえよう。また、児童労働の防止を目的とした義務教育制度の発足により、特定年齢層の全員就学の必要性が高まったことも原因である（「義務教育」の記事を参照）。

## 日本における歴史

### 課程主義の時代
江戸時代以前は、主に寺子屋で農民・町民の子弟を教育していたが、ここには年齢による学年という概念は存在せず、師匠が生徒の進度にあわせて教育するという形態を取っていた。学年が存在しないため、当然ながら年齢主義は存在し得なかったことになる。
1868年（明治元年）に始まった明治維新の影響で、1872年（明治5年）に学制が公布されて近代的な学校制度が始まり、学齢児童の就学が行われた。
学制下の下等小学と上等小学（1886年（明治19年）の小学校令によって尋常小学校と高等小学校となった）では、等級制という半年間のレベル別学級に分けた進度別編成が行われ、当時はどちらの小学校も8等級あり修業年限は4年間であった。
等級制のもとでは、月ごとの小試験、期末の中試験（進級試験）、学校末の大試験（卒業試験）によって厳密な進級・卒業判定がなされた。当時のこの風景は今でも季語に残っており、「大試験 学年試験 進級試験 卒業試験 受験 及第 落第」が春の季語となっている。
また飛び級も可能であったため、進級試験の際に数段階進級した生徒もおり、例えば夏目漱石は2回（学年制に直せば1年になる）の飛び級経験がある（ただしその後落第した）。また小学校入学年齢の下限は一応存在したが、厳密に守られていたわけではなく、寺田寅彦のように1年程度早期に入学する例もあった。
当時の学校は、同じ等級に属していても年齢はかなり隔たりがあった。一例を挙げれば、1877年の大分県の下等小学第八級（現在の小学1年前半の時期に相当）には2万2000人が在籍していたが、在学年齢は3歳6ヶ月から19歳2ヶ月までであった。
また下等小学第二級（現在の小学4年前半の時期に相当）では540人が在籍していたが、年齢は8歳1ヶ月から18歳7ヶ月であった。このように、現代では幼稚園から大学に通っていてもおかしくない年齢層の人が同じ学級で学んでいたのである。勿論ながら、中学校や専門学校ではさらに年齢はばらばらだった。
このように、近代教育が始まった当初の日本においては、実質的には年齢に縛られない明確な課程主義に基づく制度であった。
この時代の課程主義の厳格性を示すものとして、後の大正天皇である嘉仁親王が原級留置しているというエピソードが存在する（詳細は大正天皇の項目を参照）。この時代は、後に天皇となり得る皇族でさえ成績が基準に満たなければ落第・留年という措置が取られたのである。
学制では小学、中学については在学年齢が下限・上限ともに明文化されており、制度上はかなり厳密な年齢主義のような形で書かれているが、実際にはこの規定は前記のように有名無実であり、教育令期以降は年齢上限の規定は廃された。
- 参考：留年・中途退学問題への取り組み - 46ページに年齢と等級の表がある。また徳育や体育は異年齢集団では難しいとの解説がある。

厳格な課程主義のもと始まった明治初中期の小学校は、すぐに進級不可能な児童が下級に蓄積されていく一方であり、教員数などの面で教育に困難をきたしてしまった。
たとえば、1875年（明治8年）の下等小学では、最初級である第八級に在学している児童が65%で、第七級に在学している児童が17%であり、現在の一年生に相当するこの二つの等級の児童が82%と飛躍的に多く、上の等級に上っていくに連れて急激に減少している。
このように、初級をずっと繰り返して4年間過ぎてしまうという生徒の例がかなりあった。また上等小学にいたってはわずか0.1%ほどであり、これは1886年（明治19年）になっても0.8%でしかなく、ごくわずかの児童しか通えなかった。この原因としては、以下のものがあげられる。

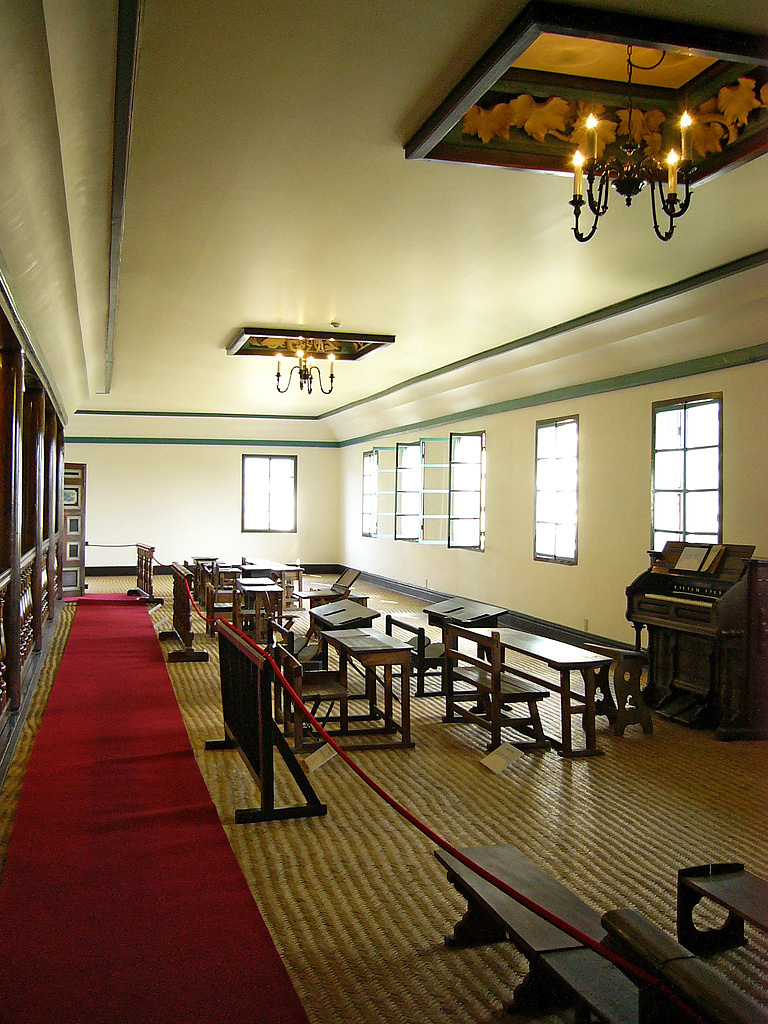
開智学校内部。このような優美な学校はむしろ例外的であった。

- 本来、等級制は1等級当たり教員一人が担当することを前提とした形態だったが、実際には1校（8等級）に正教員が1人だけしかおらず、代用教員などを含めても3名程度しかいないというような例が多く、教員の質量の不足のため合級授業（複式学級）とせざるをえなかったこと
- 当時は統計上2.27%程度存在する知的障害者などの存在にはあまり注目されておらず、特別支援学級もなく、特別支援教育の考え方もなかったこと
- 年少者の労働が多く、また急速な学校制度への反発のため、就学率が1873年（明治6年）には28.1%、1885年（明治18年）には49.4%（ただし欠席者や学齢超過者を除いた実質就学率は1873年で15.1%、1885年で30.5%である）と低く、欠席数も多かったために十分に授業を受けられないという環境だったこと
- 1学級の定員が80人程度であり、現代の40人定員の2倍であったにもかかわらず、教室は現在より少し狭かったという過密状態だったこと
- 下等小学第七級（現在の小学1年後半の時期に相当）の書き取り試験の問題に「茄子、箱、寒暖計、鶴、単衣」のような漢字が出されるなど、進級試験の難易度が高かったこと[24]

このように社会的に教育環境が整っていなかったため、一定の課程を修めることを進級の前提とする方式では破綻をきたしてしまったのである。開智学校のような近代的建築で有名な学校は、政府が特に力を入れたモデルスクールであり、大部分の小学校は劣悪な環境であった。こうした問題に対する対策として、徐々に年齢主義も取り入れられるようになっていった。また、落第を繰り返す児童のうち少なからぬ者が障害児であったとされているが、そういった児童に対する教育の場として1890年に松本尋常小学校では落第生学級が設置された（日本初の特殊学級）。
1885年（明治18年）には、これまで6ヶ月だった小学校の1等級の期間が1年に変更され、現在の学年に近い形となった。また、1891年（明治24年）には学年という概念が用いられるようになり、等級制から学年制に移り変わりはじめた。

### 年齢主義の導入
厳格な課程主義を取っていた日本の義務教育の転換点となったのが1900年（明治33年）の第三次小学校令である。そこでは、「試験ヲ用フルコトナク児童平素ノ成績ヲ考査」と定められ、反対意見もあったが小学校における次学年への進級試験や卒業試験が廃止された。しかし、一定の成績に達しないものは進級・卒業が認められないという原則は変わりがなかった。
1908年（明治41年）、樋口長市は大都市圏における小学校の原級留置児の実態を調査し、原級留置を経験した児童生徒のその後が芳しくなく、特に高学年においては原級留置の教育的効果が発揮されるどころか、そのまま中途退学によって教育を受けられなくなるというより深刻な事態に追い込まれる確率が高いということを発見した。樋口は、成績不良児には原級留置ではなく進級を認めた上で特殊学級に編入するという救済措置を提案した。
明治から大正の時代に入ると、「平素ノ成績」の基準が緩くなり始めた。新潟県のある小学校の例では、1915年（大正4年）頃から、極めて成績不良でありながらも進級を認定された事例も出始め、1923年（大正12年）には特別学級の成立が影響してか、全科目が10点評価で1にもかかわらず「平素ノ成績」により進級している例も出ている。
大正末期にあたる1925年（大正14年）になると、旧制中学校の入学者のうち大体13歳（現役）である尋常小学校卒業者が50%を上回り、学年差=年齢差という現在の形態に近づいていった。難関中学校は浪人が多かったが、そうでない学校は現役生が多かったため、そういった学校ほど学年内の年齢差は少なかった。
こうして、次第に年齢主義的な運用に近づいて行き、また実際に年齢差が縮小して行った。
学校において長幼の序が重んじられるようになり、特に旧制高校（現在の大学教養課程に相当）においては年下の者が年上の者を追い越すこと（飛び級）が不敬とされ、徐々に年齢階級的な意識も広まってきた。そのため、この時代あたりから学年差による年功序列的な「先輩･後輩」関係が現れるようになったとされる。
ただし、入学時年齢には5歳程度の幅があり、卒業時年齢も20代後半や30代前半という例も見られる。また、師範学校においては一般入試よりも推薦入学のほうが多かったため、旧制中学よりも年齢差は少なかったとされる（ただし第二部では年齢層は高めかつ広めであった）。
一方、飛び級（飛び入学）については、五年制中学校を四年修了した段階で上級学校に進学できる四修などで、ある程度は認められていた（不破哲三などが体験者）。また、旧制高校においては、ずっと年齢のばらつきが大きい状態が続いた。
明治30年代の学校制度では、修業年限は小学校6年、中学校5年、高等学校3年、大学3〜4年であり、6歳から就学して留年や飛び級や浪人をせずに進学していけば、23〜24歳で大学を卒業することになるが、上級学校と下級学校の接続が円滑でなかったため、進学の難易度が高く、平均的な大学卒業年齢は26〜27歳であったといわれている。
このように、むしろ現役進学者にあたる年齢層の方が少数派ですらあった。学校制度を扱う文献などには、戦前の学校系統図が掲載されていることがあるが、中には大学院段階まで年齢が付記されている場合がある。
しかし、特に戦前はこのように年齢的な集約性が低かったので、中等教育以降に年齢を付記するのはむしろ弊害がある。外国でも同様な図はあるが、高等教育以降に年齢を付記していない例 や、後期中等教育以降に年齢を付記していない例 もある。
また、図の学校の部分に網掛けをするなどして「義務教育である」と表示している例も見られるが、完全に課程主義の義務教育制度の場合は問題ないものの、年齢主義の義務教育制度の場合は、図と異なる年齢でその学校に在学していた場合に現実と合致しない表記となってしまうため、問題がある。
なお、戦前においては制度上の年齢主義はさほど強固ではなかったものの、法規によって入学年齢の下限が定められている例も多かった。例えば中学校・高等女学校はともに12歳が下限であり、高等中学校は17歳が下限であった。とはいえ後述のようにわずかにそれより若い年齢での入学はあったようだ。なお、戦前・戦後とも法規において年齢の下限が定められていない学校種は多いが、それでも下級学校の卒業を入学要件としているので、実質的な下限はあるとみなせる。
一方、義務教育期間の終了基準については、学制発布当初から年齢主義と課程主義の併用によって決定されていたため、一定の教育課程を修了していない場合は、学齢を超過するまでは就学義務が存在した。たとえば小学校令（明治33年）では、「尋常小学校ノ教科ヲ修了シタルトキヲ以テ就学ノ終期トス。」となっており、学齢期は6歳から14歳までの8年間であった。このように当時は義務教育期と学齢期が違う概念だった。
現代では学校種ごとの在学年齢の統計は一部を除いて取られていない。国勢調査などの大規模アンケート調査はあるが学校由来のデータはなく、学校基本調査でも特別支援学校と高校通信制課程にしか年齢回答欄がない。
しかし戦前は比較的在学年齢の統計が充実しており、府県統計書では小学校の年齢項目は見当たらないものの、中学校などの入学・卒業時点の年齢については、多くの県で掲載されている。
中学校の最低入学年齢はほぼ12歳で、まれに11歳代後半の例が見られる程度であるが、明治末期の私立中学校に27歳の入学者がいるなど、最高年齢はかなりばらつきがある。
障害者向けの学校はさらに幅広く、例えばある県の盲学校は、昭和初期の初等部の第一学年入学時年齢は6歳から15歳、中等部の入学時年齢は12歳から44歳と幅広く、また他県の聾唖学校の初等部も年齢的に幅広い。また、中学校などの落第・及第の統計も取られており、落第者の比率は、明治末期では中学校で1割程度、高等女学校ではわずかであり、昭和初期には低下が見られる。
1941年（昭和16年）の国民学校令によって、義務教育期間の終了基準が「満14歳ニ達シタル日ノ属スル学年ノ終迄」とされて完全な年齢主義に転換された。以後、現在に至るまで義務教育期間の終了基準は年齢主義である。これについては「義務教育」の記事で詳述する。
また、戦時中は徴兵の観点から、男子に対しての定時制義務教育として青年学校制度が制定された。これも同年齢層に対する教育が前提であった。なお、戦前は出生届に医師の証明書が必須ではなかったため、恣意的に戸籍上の生年月日を操作することも可能であった（特に丙午に当たっていた1906年（明治39年）など）。戦後生まれでも大島健伸の様に、学校入学時期を早めるために生年月日を偽った例もある。

### 戦後におけるさらなる年齢主義の浸透
1945年（昭和20年）の太平洋戦争の敗戦を受けて、1947年（昭和22年）に学制改革が行われた。これによって義務教育年限は9年間となり、年齢相当学年（後述）からの飛び級が法律で禁止された。
終戦からしばらくの間は、小中学校は基本的には年齢主義であるものの、貧困から学齢を過ぎて就学する人、学齢期でも周囲の児童より年齢が高い児童なども多く、欠席日数などによる原級留置などもあり、飛び級禁止になった以外はある程度課程主義の要素も残った。
しかし、進級試験が廃止された1900年以降一貫して続いた同一学年同一年齢への傾向は、戦争が終わった時点で既に45年が経過しており、流れが止まることはなかった。
小中学校における原級留置については、後述のように統計は存在しないので数値的には判断不能であるが、時代を下るにつれて減ってきているといわれる。
これは同一学年同一年齢の流れが戦争を挟んでも変わらずに続いたこともさることながら、明治時代の課程主義を知る世代が昭和を通じて徐々に亡くなっていき、義務教育における年齢＝学年というのが日本国民の常識・文化になっていったことも影響している。
一方、就学猶予と就学免除については、統計では1970年代を境として著しく減少しているが、これは小学校入学者のうちの就学猶予経験者が激減したということを表しているわけではなく、1979年に養護学校が義務教育学校となり、重度障害児も全員義務教育を受けられる制度になったことが大きく影響している。学制改革以来、21世紀までに学校制度はほとんど変更されていない。
戦後を通じて年齢主義が強化された要素として、小中学校において不登校での欠席日数が多くても原級留置になったり、中学校を卒業できなくなるといったケースが減り、やがて皆無に等しくなったことが挙げられる。
これがいつ頃皆無に等しくなったかについては、各々の学校の校長たちの権限であるため判然としないが、前川喜平によれば、1980年代までは不登校による中学校の除籍処分が行われる可能性があったとされる。
この処分を受けると中卒という学歴すら与えられず放り出され、それはあまりにも非人道的じゃないかという批判が起きたので、不登校であっても卒業証書は出すというのが一般化したという。
1993年（平成5年）には神戸市立小学校強制進級事件が発生、不登校に陥り原級留置を求めた原告が敗訴し、強制進級とさせた学校側の主張を裁判所が認めた。遅くともこの時期までには、年齢と学年の一致、義務教育は不登校でも原級留置させないという文化が日本全国に強く根付いたことになる。
平成中期に入ると、こうした過度な年齢主義を改めようとする動きが一部であったものの、結局頓挫した（「日本における展望」節にて詳述）。
2003年（平成15年）3月に埼玉県川口市公立小学校で6年生2人に対して3月の卒業を長期欠席を理由に一時的に保留にした（いずれの児童も転校生かつ不登校であった。6日間の補習の後で他児童と同じく3月に卒業）、校長は毎日新聞の取材に対して、「責任を持って卒業させられない」として卒業認定を留保し、春休みに校長室などで6日間の補習を受けさせ、テストでまずまずの成績だったことを受けて3月31日に卒業を認めた。
これに対して当事者団体であった「不登校を考える会」は「何よりも、友達と一緒に卒業させなかったことは、不登校に対する見せしめ的な差別との批判を受けても仕方がないでしょう」と批判している他、フリースクール・東京シューレの理事長（当時）も「学校教育の制度から言って、子どもの将来を応援すべき校長として、何が最も大切なことか、ということを考えると、２人だけに、見せしめ的な形で、卒業は認めないと言い、その後条件として補習を与えることが、その不登校の子どもにとって本当によかったとは言えない」と批判している。
この時には、原級留置にさせるどころか一時的に卒業を留保させただけでも新聞沙汰になった挙げ句、不登校の当事者団体からも非難を浴びるほどになっており、この事例以降、同様のニュースが話題になったこともない（少なくとも同様のニュースが報じられたことはない）ため、これが日本の義務教育において課程主義的措置を取ったことがニュースになった最後の事例であると考えられる。

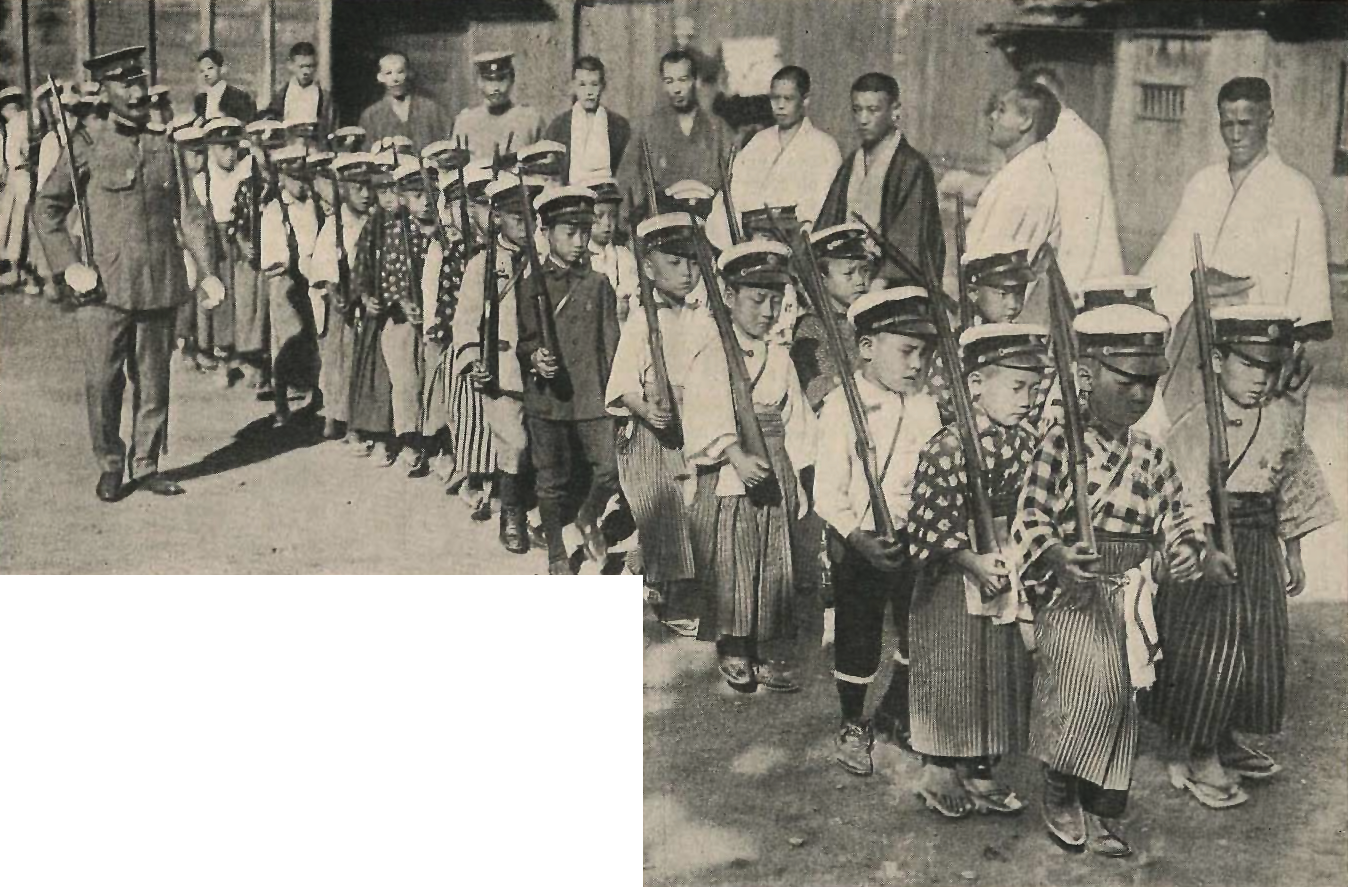
行進

令和になって初めての国勢調査となった2020年（令和2年）の国勢調査においては小中学校における過年度生、原級留置の割合がこれまで以上に著しく減少したことが判明している他、2018年のOECDの調査においても、15歳の生徒の所属学年のアンケートにおいては全員が標準学年であり、留年・飛び級とも誰1人経験していないとする調査結果がでている（後述）。
このような状況であるため、令和時代の日本において小中学校の段階で原級留置を復活・運用していくことは、児童生徒に対する負の影響が大きいこと、並びに保護者（親世代は無論のこと祖父母曾祖父母の世代も既に年齢主義に染まっている世代である）の理解が得られないと考えられている。

### 学校の役割の変遷
以上の通り、近代的学校制度が始まった当初は極めて厳格な課程主義を敷いていたが、現代日本においては非常に年齢主義の強い学校制度を敷いている。
これはある日ある事件をきっかけに突然そうなったわけではなく、また面倒を避けたいからなどといった教育者の怠慢からそうなったわけでもない。
最初の進級試験の廃止から、100年以上の長い時間をかけて、課程主義の弊害、とりわけ原級留置を余儀なくされた児童生徒の長期的デメリットが顕在化するとともに、漸進的に年齢主義が強まっていき、現在に至ったのである。
よく学校は知育・徳育・体育の場であるといわれるが、学校が同年齢集団となる場合、知育の場としての性格が薄れて行く傾向が見られる。
前述の通り、江戸時代においては寺子屋などの私塾が読み書きそろばんの習得の場であった。江戸・畿内では男性の識字率がかなり高く、これは寺子屋の貢献が大きいといわれる。明治時代に学校制度が施行されてからもしばらくの間は、小学校は進級試験のある課程主義で運営され、それまでの寺子屋に代わる日常生活のための識字の場であり、また立身出世のための学問の場でもあった。
しかし課程主義教育の破綻、大正時代における原級留置児のその後に関する情報が蓄積され、また軍国化がすすむに伴い、知育よりも軍役に耐える国民を作り出すための体育が重視され始め、国民学校制度の頃にはほぼ年齢主義となった。
軍国主義が否定されたとされている戦後もこの影響は払拭できないどころかむしろ更に強まり、ほとんどの小中学校は同学年=同年齢の集団に対する教育の場と位置づけられた。
年齢主義を徹底すると、学年は能力に応じて所属する教育の場ではなく、同年齢者の集合する場となるため、様々な個別化教育を行わないと能力に合った教育が難しくなる。しかしながら、平成時代までの日本では諸外国のように個人の能力差に応じた教育があまり行われなかったため、特にゆとり教育で学習指導要領が簡素化されていた時代には、学校で十分に進学のための知識を習得することは難しくなり、学習塾が人気を呼ぶこととなった。
進学志向の強い生徒や家庭は、公立の小中学校では高校受験や大学受験に適した学力を身につけることは困難だと判断し、学習塾や予備校や学習参考書や通信教育を利用し、独学傾向が強まって行った。また、長期欠席生徒が進学を目指す場合もそうならざるを得ない。こうなると小中学校は学力を身につける場という性格が薄れていき、通塾率の高い地域においては、学校は社会教育の場、塾は受験勉強をする場という住み分けすらなされている。一方、私立学校においては知育重視の教育をするところもあり、必ずしも学校離れが起きているわけではない。
このように、江戸時代における知育の場は寺子屋などの私塾であったが、明治時代にはそれが小学校になり、高度経済成長期以降には再び学習塾や予備校などの学校外教育機関に戻るという変遷をたどっている。とりわけインターネットが急速に普及した現代では、学校以外にも学びの場所は多いため、かつてよりは相対的に学校の魅力や必要性が低下している。
こういった状況は、塾の費用を負担できない階層や教育に対する意識が少ない階層にしわ寄せが行くため、学力格差・教育格差や学力低下としてよく批判される。しかし、日本ではすでに識字率が高止まりし、それ以上の学校知があまり社会で役に立たないという共通認識も強いため、あまり深刻には受け止められていない。ただ、中学校までもが幼稚園と同じように同年齢教育の場になっているため、学習者の年齢によっては学校教育が受けられず、独学や学習塾などに頼るしかないという状況は依然として存在する。
これに対しては後述するように、高校以降において挽回可能なシステムが整ってきている。

## 日本における現状
日本の学校教育は、法制度における規定（建前）と実際の運用（実態）が異なっている場合や、教育者の目標（建前）と生徒・親の行動（本音）が異なっている場合がかなり存在する。これは特に在学年齢について著しいため、初学者にとっては非常に理解しづらい。そのため、まずは「制度と実態が大きく乖離している」と認識することが実態を理解する上での近道である。
現代の日本では、以下のように就学前の教育施設および児童福祉施設と、前期中等教育までの学校と、後期中等教育以上の学校で大きく年齢主義と課程主義の運用方法が分かれる。法律上は、在学年齢に上限があるのはグループ1のみで、グループ2以上は上限がないとされているが、実態はそれほど単純ではなく、年齢によってかなり縛りがあるということが重要である。

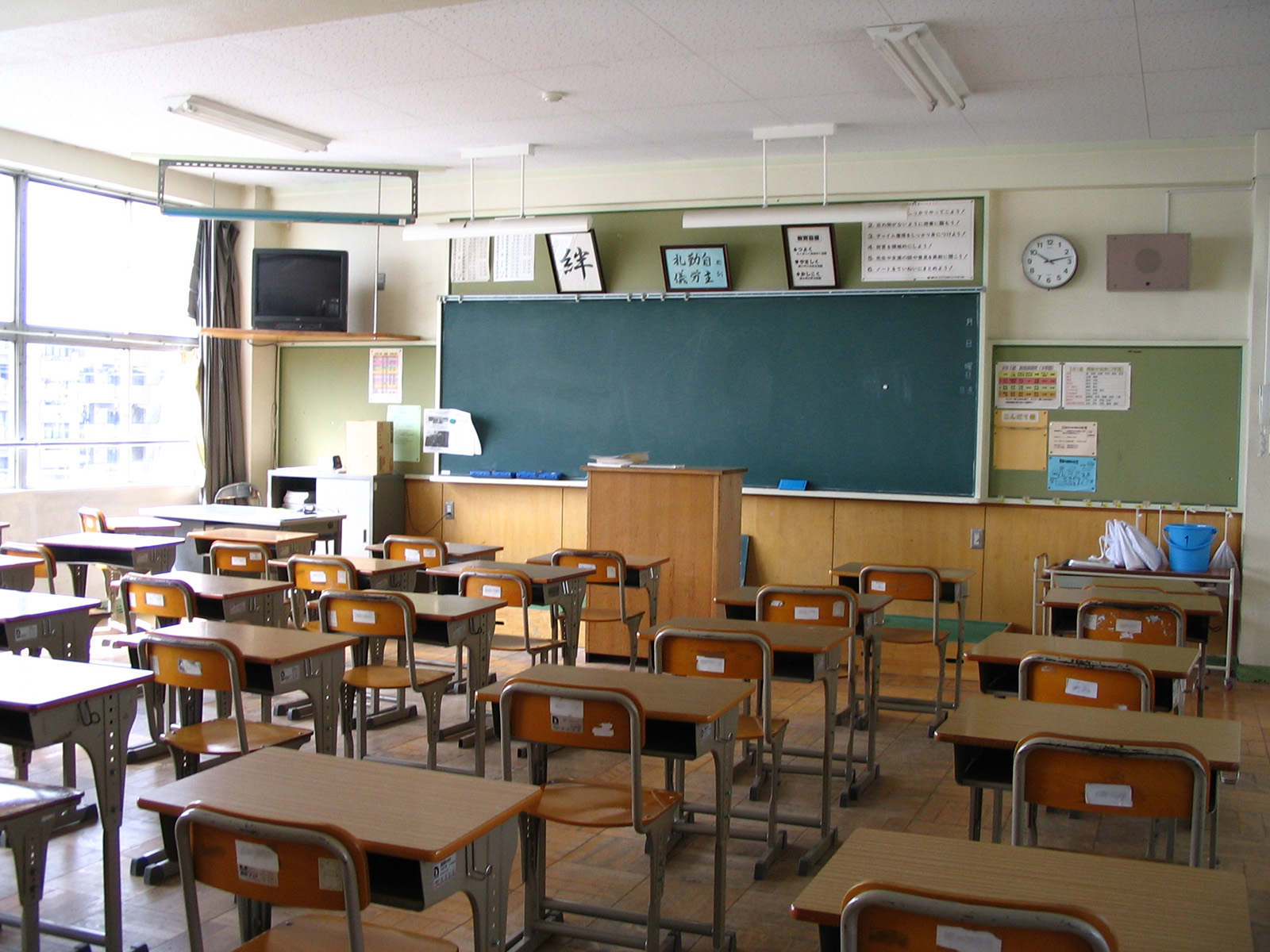
日本の中学校教室

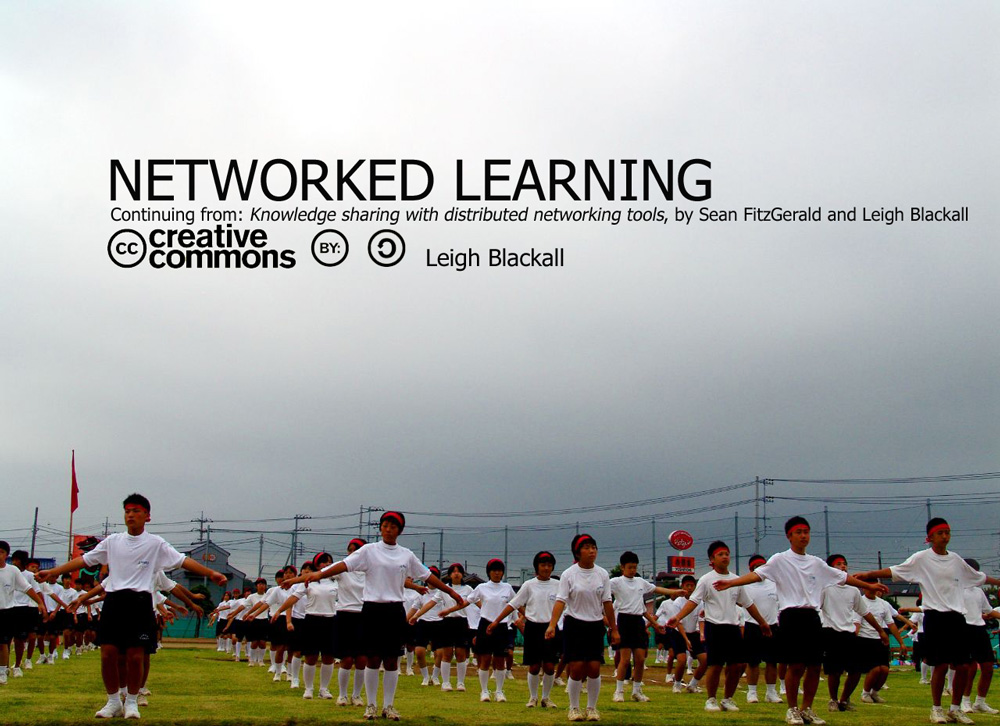
集団体育

- グループ1
  - 就学前の教育施設および児童福祉施設

認定こども園を含む幼稚園、保育所、特別支援学校（盲学校・聾学校・養護学校）の幼稚部
- グループ2（義務教育諸学校）
  - 初等教育の学校

小学校、特別支援学校（盲学校・聾学校・養護学校）の小学部
  - 前期中等教育の学校

中学校、中等教育学校前期課程、特別支援学校（盲学校・聾学校・養護学校）の中学部
- グループ3
  - 後期中等教育の学校

高等学校、中等教育学校後期課程、特別支援学校（盲学校・聾学校・養護学校）の高等部、専修学校高等課程
  - 高等教育の学校

高等専門学校（後期中等教育に含める場合もある）、大学、大学院、専修学校専門課程

（上記のグループの名前は本記事のみで通用する区分である）
ただし、中学校の夜間学級・通信教育課程のようにグループ2に所属しながら実態はグループ3のものとなっているという場合や、特別支援学校の小学部・中学部などのようにグループ2に所属しながらグループ3の特徴もあわせ持っているという場合もあり、必ずしもすべての学校で明確な区切りがあるわけではない。
グループ1のうちの就学前教育を行う施設は、法制度上も年齢主義での運用となっており、実態も年齢主義での運用となっている。このため、所属するのは幼児のみである。
グループ2の小学校・中学校などでは、基本的には年齢主義を取っており、複式学級を除けばある学年に所属する児童生徒はほとんどが同一年齢である。
制度上は原級留置など課程主義的な運用も可能であるが、実際には成績不良・長期欠席（不登校）でもほとんど全ての児童生徒を進級・卒業をさせており、生徒が「今の学年にとどまりたい」と希望し、かつ保護者がこれに同意してもほぼ強制的に進級させられるケースもある（後述の裁判例を参照）。
この理由としては、年齢主義で運営してきた長年の習慣があること、それによって保護者や児童の理解を得られないと考えられていることと、学校教育法で義務教育期間の終了を年齢基準としていることがあげられる。一方、年齢相当学年（後述）を超える飛び級については、一律禁止となっている。公立学校では学年内能力別教育はあまり存在しない。
日本では4月1日時点で満6歳から満14歳である人に対し、学齢期という呼び方がなされ、日本国民にとっては学齢期は義務教育期と同等となっている。また、通常は初中等教育が学齢教育期の教育を行っているため、グループ2の学校は学齢期の児童生徒がほとんどを占めている。（要推敲）学齢は在学年齢の下限を定める物であるが、上限を定める物ではないため、学齢未満の者の在学は不可能だが、学齢超過の者の在学は一応可能である（学齢を参照）。初中等教育の学校に在学している学齢超過者は0.16%程度であり（後述の統計を参照）、かなり少数派である。
グループ3の高等学校・大学などでは、基本的には課程主義を取っており、出席日数・成績が不良の場合は進級・卒業できないが、高校（特に全日制高校）においては年齢主義的な要素もある。
また、近年では高校2年からすぐ大学に入学できる飛び入学や、大学の早期卒業、大学院への飛び入学などの制度が行われ始めており、年数主義も弱まり始めているが、やはり大幅な年限短縮は不可能であるため、年数主義が強いといえる。
これらの学校では、生徒学生が何歳で在学しているかよりも、何年間在学しているかの方が重要であるため、年齢主義の色彩は薄いが、課程主義であるとともに年数主義であるといえる。
高等学校における原級留置は年間0.6%程度であり、諸外国と比較すると少ない。これは年数主義かつ履修主義であるといえる。また19歳以上の生徒も少ないため、ある程度年齢主義であるともいえる。
大学における留年は、国立大学が10〜20%、私立大学が5〜10%程度であり、諸外国と比較すると少ないものの、ある程度課程主義的になっている。
より詳細な情報は、#日本における学校ごとの現状を参照。

### 在学可能な年齢
日本において年齢と入学できる学校の関係は以下の一覧のとおりとなっている。以下の2の学校では3の学校に入れる年齢である人の新入学・転入学・編入学・在学などがきわめて少なく、また3の学校でも4の学校に入れる年齢である人の新入学・転入学・編入学・在学などが少ない（過年度生も参照）。
|   | 4月1日時点の年齢 | 学校                                                                                                  |
| - | ---------------- | --- |
| 1 | 満3歳以上        | 幼稚園（広義的な認定こども園を除く） 特別支援学校幼稚部                                               |
| 2 | 満6歳以上        | 小学校義務教育学校前期課程 特別支援学校小学部                                                         |
| 3 | 満12歳以上       | 中学校中等教育学校前期課程 義務教育学校後期課程 特別支援学校中学部                                    |
| 4 | 満15歳以上       | 高等学校本科中等教育学校後期課程 高等専門学校本科 特別支援学校高等部 専修学校高等課程（高等専修学校） |
| 5 | 満18歳以上       | 大学短期大学高等学校専攻科 専修学校専門課程（専門学校）                                               |
| 6 | 満20歳以上       | 高等専門学校専攻科 2年制短期大学の専攻科                                                              |
| 7 | 満21歳以上       | 3年制短期大学の専攻科                                                                                 |
| 8 | 満22歳以上       | 大学院（修士課程）                                                                                    |
| 9 | 満24歳以上       | 大学院（博士課程）                                                                                    |

大学・大学院では飛び入学・早期卒業があるため、表の年齢よりも低い年齢での所属がありえるが、それ以外の学校種においては、表内の年齢下限は厳格である。また大学校は独自にさまざまな年齢制限を設けている。より詳しい表は「学校制度」を参照。

### 統計
日本では学校の報告による正確な在学年齢統計が存在しないため、本人または家族の申告による国勢調査を基にする。これらの統計は10年ごとに調査・発表されるため、次回の調査は2030年となる。
なお国勢調査の他にPISAが15歳生徒の在籍学年をアンケート調査している。

#### 国勢調査

##### 初中等教育

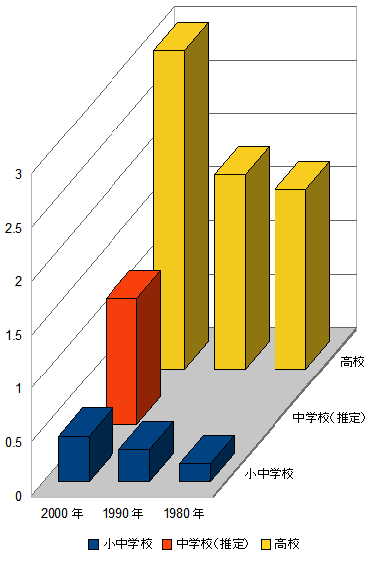
特定年齢以上の小中高生の比率の年代ごとの記録（中学校は2000年のみ描画）

| 年度   | 小中学生数   | 小中学生数   | 小中学生数   | うち16歳（小学生分離時13歳）以上 | うち16歳（小学生分離時13歳）以上 | うち16歳（小学生分離時13歳）以上 | 16歳（小学生分離時13歳）以上の比率 | 16歳（小学生分離時13歳）以上の比率 | 16歳（小学生分離時13歳）以上の比率 | うち学齢超過者 （概算値） | うち学齢超過者 （概算値） | うち学齢超過者 （概算値） | 学齢超過者の 比率（概算値） | 学齢超過者の 比率（概算値） | 学齢超過者の 比率（概算値） | 出典   |
| 年度   | 小学校       | 中学校       | 合計         | 小学校                           | 中学校                           | 合計                             | 小学校                             | 中学校                             | 平均                               | 小学校                    | 中学校                    | 合計                      | 小学校                      | 中学校                      | 平均                        | 出典   |
| ------ | ------------ | ------------ | ------------ | -------------------------------- | -------------------------------- | -------------------------------- | ---------------------------------- | ---------------------------------- | ---------------------------------- | ------------------------- | ------------------------- | ------------------------- | --------------------------- | --------------------------- | --------------------------- | ------ |
| 2020年 | 621万2533人  | 320万7720人  | 942万0253人  | 2604人                           | 8922人                           | 1万1526人                        | 0.042%                             | 0.278%                             | 0.122%                             | 3654人以上                | 1万0997人以上             | 1万4651人以上             | 0.059%以上                  | 0.34%以上                   | 0.16%以上                   | [ 54 ] |
| 2010年 | 1050万6934人 | 1050万6934人 | 1050万6934人 | 3万9712人                        | 3万9712人                        | 3万9712人                        | 0.378％                            | 0.378％                            | 0.378％                            | 4万5457人以上             | 4万5457人以上             | 4万5457人以上             | 0.43％以上                  | 0.43％以上                  | 0.43％以上                  | [ 55 ] |
| 2000年 | 1151万2169人 | 1151万2169人 | 1151万2169人 | 4万9254人                        | 4万9254人                        | 4万9254人                        | 0.427%                             | 0.427%                             | 0.427%                             | 5万6463人以上             | 5万6463人以上             | 5万6463人以上             | 0.49%以上                   | 0.49%以上                   | 0.49%以上                   | [ 51 ] |
| 1990年 | 1480万3300人 | 1480万3300人 | 1480万3300人 | 4万4363人                        | 4万4363人                        | 4万4363人                        | 0.299%                             | 0.299%                             | 0.299%                             | 5万4414人以上             | 5万4414人以上             | 5万4414人以上             | 0.37%以上                   | 0.37%以上                   | 0.37%以上                   |        |
| 1980年 | 1695万0267人 | 1695万0267人 | 1695万0267人 | 2万7792人                        | 2万7792人                        | 2万7792人                        | 0.163%                             | 0.163%                             | 0.163%                             | 3万2937人以上             | 3万2937人以上             | 3万2937人以上             | 0.19%以上                   | 0.19%以上                   | 0.19%以上                   |        |

| 年度   | 中学生数    | 16歳以上の比率 （推定値） | 学齢超過者の 比率（概算値） |
| ------ | ----------- | ------------------------- | --------------------------- |
| 2020年 | 320万7720人 | 0.28%                     | 0.34%以上                   |
| 2010年 | 未          | 未                        | 未                          |
| 2000年 | 412万4689人 | 1.19%                     | 1.37%以上                   |
| 1990年 | 539万3260人 | 0.82%                     | 1.01%以上                   |
| 1980年 | 511万9735人 | 0.54%                     | 0.64%以上                   |

| 年度   | 高校生数    | うち19歳以上 | 19歳以上の比率 | うち学年初日で18歳 以上（概算値） | 学年初日で18歳以上 の比率（概算値） |
| ------ | ----------- | ------------ | -------------- | --------------------------------- | ----------------------------------- |
| 2020年 | 331万5989人 | 3万8799人    | 1.170%         | 4万8614人以上                     | 1.47%以上                           |
| 2010年 | 356万2201人 | 7万5749人    | 2.126%         | 9万4066人以上                     | 2.64%以上                           |
| 2000年 | 434万1657人 | 12万9450人   | 2.981%         | 15万7795人以上                    | 3.63%以上                           |
| 1990年 | 575万4907人 | 10万5203人   | 1.828%         | 13万8673人以上                    | 2.41%以上                           |
| 1980年 | 473万4109人 | 7万9668人    | 1.682%         | 10万5880人以上                    | 2.24%以上                           |

2000年のデータを元にした円グラフ

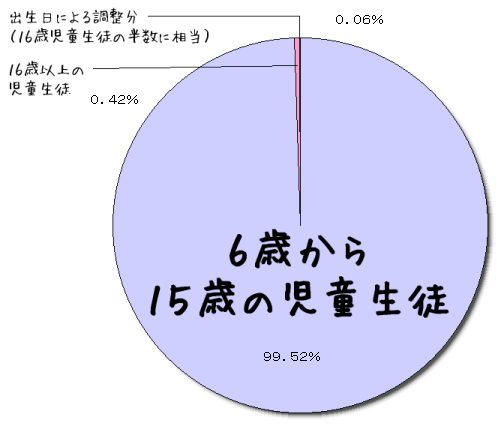
小中学生の年齢構成
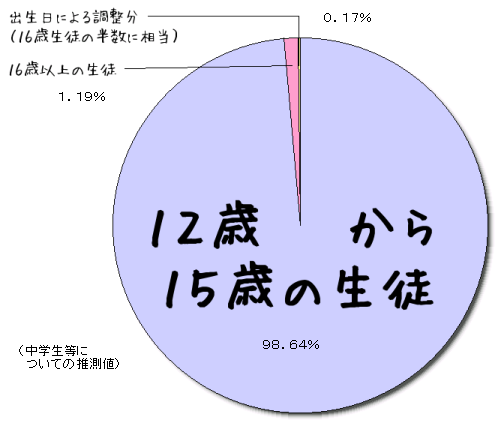
中学生の年齢構成（推定値）
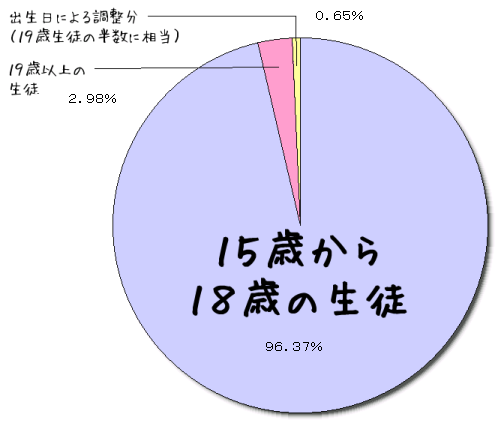
高校生の年齢構成

数値算出の詳細は脚注を参照のこと（数値は2000年のもの）。なお、2010年以前の国勢調査では小学校と中学校が分離されずに集計されているため、中学校分のみを算出するには推計に頼るしかない。
これらの過去のデータから見ると、中学校・中学部の16歳以上の児童生徒の比率は1980年から2000年までの20年間で2.2倍に、高校・高等部の19歳以上の生徒の比率は1.7倍に増えている傾向が分かる。高校は1990年以降の伸びが大きい。この統計からは小中学校において原級留置が増えているのか高年齢入学が増えているのかはわからない（高校は原級留置と過年度生の統計があるが、中学にはどちらもない）。90年代から不登校生徒が急増し、長期欠席を理由とする原級留置はあまり見られなくなってきたとの説明が良く聞かれるが、実際の統計上は高年齢生徒が増加していたことが分かる。ただし中学校においては、2クラスに1人の割合でしか学齢超過者が存在しないという結果であり、年齢的な多様性はきわめて低い。
学齢超過の生徒といえば夜間中学校に通っているというイメージもあるが、夜間中学校の生徒数は2000年当時は約3000人であるため、94%以上は全日制の中学校・中学部（または小学校・小学部）の生徒であることが分かる。また特別支援学校の在籍者も少ない。
中学校・中学部について、出生日による調整をして20歳以上の児童生徒（年度内に20歳になる場合を含む）を推計すると、1万3827人よりやや多く存在することになる。同様にして30歳以上の児童生徒（年度内に30歳になる場合を含む）を推計すると、1582人よりやや多く存在することになる。
なお16歳の小中学生と全小中学生の比較では、80年は0.060%、90年は0.135%、00年は0.125%と、伸びはストップしており、90年以降の伸びは17歳以上の構成者が多いことが分かる。2010年は0.109％となっており、2020年は0.044％にまで一気に半分弱に激減したものの（16歳の中学生と全中学生との比較では0.129％）、ここ10年で3-4分の1になった全体の16歳以上の中学生の割合よりは幾分か緩やかであるため、17歳以上の中学生の割合が大きく減じられたことになる。19歳の高校生の比率についても、2020年の国勢調査では。2010年比で6割と、16歳の中学生比率ほどではないが大きく減少している。

###### 2010年以降の調査結果
2010年に、これまで増加していたとされた学齢超過の小中高校生の比率が減少に転じた。2010年の時点では、まだ1990年の水準は上回っていたものの、2020年の国勢調査では学齢超過者が激減し、概算値は2000年比で4分の1となった。
また今まで小中学生とされた統計が小学生と中学生に分離されたことによって、15歳以上の小学生が日本全国に皆無であることが判明した。
2019年の夜間中学校の学生数は1729人とするデータがあるため、全日制の中学校・中学部に所属している生徒が多いと考えられる。しかし、ややデータは古いものの2016年時点で自主夜間中学で学ぶ生徒が約7400人いるとする調査結果がある。非常に乱暴な計算ではあるが、両者を合計すると9129人となって上記8922人の実態に非常に近くなる。
いずれにしても、2010年から2020年までの10年間に、学齢超過の小中学生が著しく減少したことは間違いない。
2000年の中学校では2クラスに1人の割合だった学齢超過者も、2020年の国勢調査を基準にすると7クラスに１人の割合まで減っていることになる。
その原因に関する資料や分析は存在しないものの、2010年代の日本の小中学校において、これまで以上に年齢主義が強固になったことは事実である。
ただしこれでも尚、後述するOECDのPISA2018のデータとは大きな隔たりが存在する。

##### 後期中等教育以上
「高等専門学校生・短期大学生・専門学校生数」は、高等専門学校と短期大学の学生、および専門学校の生徒についての統計である。「大学生・大学院生数」は、大学（学部）と大学院の学生についての統計である。2020年統計は大学と大学院が分離されている。
| 年度   | 高等専門学校生・短期大学生・ 専門学校生数 | うち21歳以上 | 比率   |
| ------ | ----------------------------------------- | ------------ | ------ |
| 2020年 | 65万8731人                                | 12万2901人   | 18.66% |
| 2010年 | 75万3359人                                | 17万1242人   | 22.73% |
| 2000年 | 108万5789人                               | 20万1673人   | 18.57% |
| 1990年 | 137万6899人                               | 16万0948人   | 11.69% |
| 1980年 | 79万3909人                                | 9万7847人    | 12.32% |

| 年度   | 大学生・ 大学院生数 | うち23歳以上 | 23歳以上の 比率 | うち25歳以上 | 25歳以上の 比率 |
| ------ | ------------------- | ------------ | --------------- | ------------ | --------------- |
| 2020年 | 287万8250人         | 39万1649人   | 13.61%          | 18万8915人   | 6.56%           |
| 2010年 | 272万0086人         | 42万3084人   | 15.55％         | 19万8039人   | 7.28%           |
| 2000年 | 262万9532人         | 46万6109人   | 17.72%          | 18万6826人   | 7.10%           |
| 1990年 | 216万4676人         | 33万9783人   | 15.70%          | 11万5910人   | 5.35%           |
| 1980年 | 182万9713人         | 27万0416人   | 14.78%          | 8万2902人    | 4.53%           |

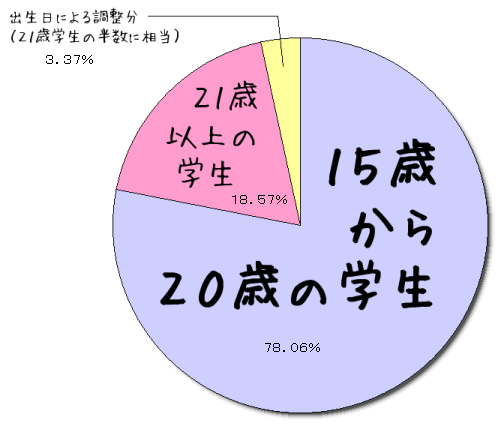
高等専門学校生・短大生・専門生の年齢構成
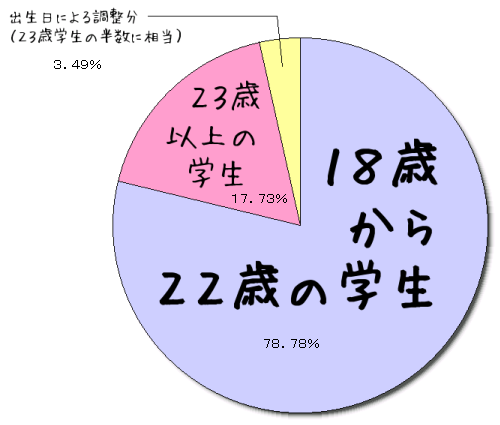
大学生・大学院生の年齢構成

これらの過去のデータから見ると、高等専門学校・短期大学・専門学校の21歳以上の学生・生徒の比率はこの40年間で1.5倍に増えているが、大学・大学院生の23歳以上の学生の比率は増減がありつつも増えていないことがわかる。
高等専門学校・短大・専門学校の場合は1990年に落ち込んでいるが、理由は不明である。
大学・大学院の23歳以上の人の比率については、大学の総数が増え入学難易度が落ちたことから、浪人をせずに入学する人が多くなっているのが、増加を押さえている一因であると考えられる。25歳以上の人の比率については、大学院重点化による大学院生の増加と、生涯学習の機運の高まりによる高年齢大学生数の増加が影響し、ある程度増加していると考えられる。
2020年の調査では大学と大学院が分離されたため、より正確な情報がわかるようになった。総数は大学268万4313人、大学院19万3937人、23歳以上の大学生は21万7127人で8.089％、同じく25歳以上は97117人で3.618％である。
いずれにしても小中学生や高校生と比べ、高年齢の学生は珍しくない存在であることは明らかであるとともに、小中学校のように2010年以降に減少に転じたり2020年に（やや減少しているものの）激減したという事実もない。

#### 国勢調査以外の統計
粗就学率と純就学率の比率により、その国の学校教育の年齢的な集中度を表すことができる。日本の初等教育の粗就学率は100.41%、純就学率は99.91%であり、制度計画上の比定年齢範囲である者は99.5%である。中等教育の粗就学率は101.59%、純就学率は99.9%であり、制度計画上の比定年齢範囲である者は98.33%である（数値はいずれも2004年）。この比定年齢範囲率は世界各国の中でもきわめて高い。
また、PISAによる2018年の調査として79の国と地域（詳細は後述）60万人の15歳の生徒に調査した聞き取り調査がある。その中には15歳の生徒の原級留置経験率並びに現在の所属学年の聞き取りアンケートとして標準学年、標準学年より上（飛び級）、標準学年より下の3つから選択するアンケートを実施した。
日本は留年経験があると答えた生徒が0であるとともに、標準学年より上と答えた生徒、標準学年より下と答えた生徒共に0.0%、つまり標準学年の生徒が100.0%と誰一人標準学年から外れていると答えた生徒がいないこととなる。これは本調査の調査対象となった79の国と地域で唯一である。
これを信じるならば、PISAの調査は国勢調査の概算値では0.34%存在するはずの学齢超過生徒を全く引き当てなかったことになる。79カ国60万人が均等とすると1カ国あたり約7500人強となるが、7500回全てで0.34%を引き当てない確率は単純計算で約{\displaystyle 8.065\times 10^{-12}}つまり約1240億分の1である。
無論、実際の調査人数が不明である以上は断定することは不可能であるが、現在の日本の中学校では学齢超過者の大半が夜間中学校または自主夜間中学校に所属しており、また現在の全日制の昼間中学校において原級留置というのはないに等しい程度に珍しくなっているのは動かしがたい事実であろう。
就学率並びにPISA調査の他国のデータについては諸外国における歴史と現状を参照。
学校基本調査では高校入学者のうち過年度中学校卒業者の数の統計がある。また公・私立高等学校における中途退学者数等の状況調査においては高校の原級留置者数の統計がある。また就学猶予者の統計も存在する。
これらは学校の年齢状況を直接的に表すものではないが、中学卒業時期、高校在学時期、小学校就学の始期は年齢的な下限があるため、これらの統計によって高年齢在籍者の数を推し測れる。また、通信制高等学校や特別支援学校の生徒の年齢についても簡単な統計がある。
なお、日本国内の外国人学校やインターナショナルスクール（例外はあるが通常は各種学校など一条校ではない）は学校基本調査のこれらの項目の対象外である（国勢調査では申告者が一条校と同等とみなして書けば、集計結果に含まれる）ため、結果的に日本式の学校の実態に近い数値となる。
また学校基本調査では、大学においては入学年齢や在学年齢のデータはないが、高校卒業何年度経ってからの入学かについてのデータがある。大学院については、入学年齢のデータがある。また大学の最低在学年限超過者についてもデータがある。

#### 統計の地域差
国勢調査のデータは都道府県別のものもあるため、地域による差が分かる。2000年のデータでは、この表のように、16歳以上の小中学生については、最高の東京都が0.62%、最低の香川県が0.27%と2倍強の差であることが分かる。
このことは、私立学校が集中している地域でもそうでない地域でも大きな差はないことを意味し、公立学校にある程度学齢超過者が在籍していることも示す。一方19歳以上の高校生については、最高の東京都が5.24%、最低の山形県が1.70%と3倍強の差であり、小中学生より地域差は大きめである。なお、かつて高校受験浪人が多いとされた県は、現在では特に高年齢生徒が多いわけではなく、この数値には表れていない（ただし、学校基本調査の過年度生統計では、その県に多いとの傾向が見える場合もある）。
小中学生、高校生とも、全域より人口集中地区、また郡部より市部が高年齢生徒が多い傾向があり、このことが都市部の多い都道府県の方が数値が高いという結果に結びついている可能性がある。
国勢調査では全体的に2000年を頂点として高年齢生徒の割合が多くなっているが、沖縄県は例外的な傾向を持つ。2000年度の統計では全国平均とあまり差がないが、1990年度、1980年度の統計では、全国平均よりも高年齢生徒の割合が目に見えて高い。沖縄県では1975年3月の中卒者のうち、高校受験浪人（定義は志願者のうちの不合格者）が18.2%と多く、日本平均が1.6%なので10倍以上の差があった。その後、徐々に本土のレベルに近づいていき、現在ではこの状況はあまり見られなくなっているものの、現在でも沖縄県の高校入学者の過年度生率は他県よりかなり高い。

### 平素の成績
小学校・中学校・高等学校・高等専門学校においては、学校教育法施行規則により「各学年の課程の修了又は卒業を認めるに当っては、児童（生徒・学生）の平素の成績を評価して、これを定めなければならない」とされており、年齢や在学期間によって自動的に進級するとされているわけではないため、法律上は課程主義を取っている。
この「平素の成績」というのが何を表しているのかは諸説あるが、「試験の成績」ではないことから、進級試験や修了・卒業試験を行ってその成績で決定するのではなく、日常の試験の成績や出席日数なども含めたものだとされている。
現在の一般的な公立小中学校では、学力試験の結果や通知表の評価よりも、主に出席日数を基準として解釈されている。このため、成績不良でも出席日数が十分である場合は進級できる場合が多く、また1990年代ごろからは不登校生徒の増加に伴い、フリースクールの出席も学校出席とみなすという規定が適用され、それによって進級できることが多くなっている。
さらに近年はこういった施設を利用していなくても進級できる例も増え始め、出席日数ゼロでも進級する取り扱いをする場合がほとんどである。
このように、課程主義であっても、ほとんど出席日数のみ（あるいはそれすら考慮しない）で進級を決定する場合は、修得主義ではなく履修主義での運営といえるため、年齢主義・年数主義と類似した運営となる。こういった、学習段階を考慮せずに自動的に進級させる制度は「ところてん式進級」とも呼ばれる。ただし、私立中学では後述するように学力的な成績も考慮される場合もある。
一方、高校・高等専門学校においては、単位取得が進級・卒業の必要条件となるため、出席日数が十分であっても単位認定に不合格となると進級できないため、小中学校よりも課程主義の考え方が強いといえる（ただし近年では高校においてはやはり原級留置は激減している）。

### 年齢相当学年という考え方
特に公立の小学校・中学校・中等教育学校前期課程では、年齢相当学年（ねんれいそうとうがくねん）という考え方が強く浸透している。これは年齢主義で運営されている学校においては重要な概念であり、生徒の年齢によって所属することになる学年のことをあらわしている。たとえば下記の表のように、4月1日の時点で13歳である人の年齢相当学年は中学校2年生または中等教育学校2年生である。年齢主義の学校では、年齢相当学年に在籍している人の年齢が、その学年の標準年齢であるといえる。
小は小学校の略。中は中学校、中等教育学校の略。
| 直前の4月1日時点の年齢 | 6歳 | 7歳 | 8歳 | 9歳 | 10歳 | 11歳 | 12歳 | 13歳 | 14歳 |
| 年齢相当学年           | 小1 | 小2 | 小3 | 小4 | 小5  | 小6  | 中1  | 中2  | 中3  |

法律上、年齢相当学年よりも高い学年に在籍することは不可能であるため、標準年齢の生徒は飛び級をすることは不可能である。一方、年齢相当学年よりも低い学年に在籍することは可能であるため、標準年齢以上の生徒は原級留置をすることが可能であるが、こういった例は年齢主義の強い学校においてはかなり少数派である。すなわち、年齢相当学年に在学する生徒は、標準年齢かつ、法律上その学年に所属可能な最低年齢であるが、最高年齢ではないということである。しかし、各学校や教育委員会の方針が年齢主義に基づいている場合、最高年齢であると事実上決められている例も多い（要するに、同年齢の人しか所属できない）。なお、法律上は在学年齢には明文化された上限はないため、最高年齢は存在しないことになる。
この用語は教育法上の正式な用語ではなく、最低年齢を規定する以外の法的な根拠は薄いが、実態として年齢主義の学校ではそういった概念が生まれるため、あくまで便宜的にであるが文部科学省などでも広く使っている言葉である。一方、特別支援学校（盲学校・聾学校・養護学校）の小学部・中学部においても年齢相当学年の縛りはあるが、上記ほどではなく、高年齢の在学者も多めである。また中学校の夜間学級・通信教育課程は例外的に学齢超過者のみを対象としているため、年齢相当学年の考え方は一切存在せず、また上記の表に当てはまらない。

### 異年齢教育
日本の学校では時々異年齢教育という言葉が使われることがある。これは数歳ほどの差のある生徒を集めた学習集団を構成し、相互に刺激を与えようとするなどの目論見から行われる場合が多い。ただし、日本の多くの学校は厳格な年齢主義であるため、同じ学年内には異年齢の生徒がいない場合も多く、異年齢教育のためには他の学年の生徒を混ぜなければ、そもそも異年齢学習集団すら作れない状況にある。このため、一般的な日本の学校で言われる「異年齢教育」とは、異学年教育に他ならない。例えば中等教育学校のメリットとして、「年齢差の大きい生徒同士が同じ学校にいることで、相互によい作用をもたらす」という点が主張されているが、これは日本の中等教育の学校における学年内の同年齢度が高いため、中学校や高校は学年が3年間のみなので学校内では2歳差しかないが、中等教育学校は学年が6年間あるので5歳差があるからである。このように、異年齢と異学年の区別が付きにくいため、異年齢であるために生じる効果なのか、異学年であるために生じる効果なのかは実質的に分離する意味を持たない（できない）。

### その他
年齢的な統一度が高い学校において、年長の生徒が他の生徒に年長であることを知られるかどうかについては、ケースによって異なる。数歳以上の差がある場合、外見によって当然知られることもあるし、以前の学校の同窓生が共に在学をしている場合、その人の話によって知られることもある。基本的には、確実に秘密にすることが可能なシステムではない。しかし、日本的な同年齢社会になじんだ生徒の場合、あえて自分の年齢を隠す例も聞かれる。年齢を隠せば外見からは異年齢だと気付かれない場合、せいぜい3歳程度の差であることが多いはずだが、その程度の年齢差であっても年齢主義の強い学校社会では気にする人が一定数存在する。しかし、こういった行為により、他の生徒がその生徒が年長であることを知らないままになり、「うちの学年はみんな同年齢だった」と後々まで考えるようになってしまい、学年=年齢という観念をさらに強化させてしまいかねない。しかし、生年月日は個人情報であるという観念からすると、同級生に対して秘密にするのは道義的におかしなことではなく、個人の自由である。
年齢主義の場合、通常は学習者の生年月日によって入学や進級を判断する。これは戸籍または住民票、外国人登録証明書の記述が元になるが、詐称がまったく不可能なわけではない。公立の小中学校では住民票を元にした学齢簿によって就学事務が行われているため、通常の場合は年齢詐称は不可能である。外国人の場合は、その本国の証明資料によって外登証の生年月日が記載されるため、本国の資料の信頼度によって生年月日の正確さが変わる。公立高校の入学時には、住民票や外登証の原簿が要求される場合があり、そういった書類を偽造しない限り年齢詐称は無理である。ただし、現役生の場合は住民票などが不要という場合もあるため、この場合には在籍している私立中学校ですでに年齢が偽られていればそのまま証明書を提出することなく高校に入学できる。また、基本的に私立の学校においては、住民票などの公的書類を提出させない場合もあり、詐称に対する対策があまり厳密ではない。スポーツ競技の場合には公平な競争ができなくなるなどの実害があるが、学校教育の上では実害は少ないため、あまり厳重さは求められていない。
2000年時点では、中学校の外国人生徒は約2万3000人（学校基本調査）であり、中学校の学齢超過生徒（約5万6000人）の約半分しか存在しなかった。しかし外国人生徒についてはメディアで取り上げられるなどある程度配慮がなされたりする。しかし学齢超過者については、ロビイスト（利益団体）がないためかあまり配慮がなされず、そういった生徒が世の中に存在しないかのような表現がまかり通っている。
また、小中学校の学齢超過者の多くは外国人ではないかという推測がなされやすいが、2000年時点での実際は大部分が外国人ではない。上記の約2万3000人という数値は、小中学校の学齢超過者の半数以上は外国人生徒ではないということを裏付ける。もちろん外国人生徒の中でも学齢超過者は一部に過ぎないから、学齢超過者の大部分は日本国籍がある生徒だと考えられる。
ただし、2020年には外国人生徒約2万9000人と微増したのに対して学齢超過生徒の人口が2000年比で5分の1以下まで激減したため、学齢超過生徒は外国人生徒の数と比べて逆に半分以下になった。
学校給食においても、年齢主義に裏打ちされた制度が見られる。多くの自治体では、小学校や中学校の給食に対して、全て同じ分量で支給するのではなく、学年や学校種によって支給量を変えている。たとえば小学校は低学年・中学年・高学年と3段階に分け、中学校は小学校高学年よりさらに量を増やすといった形で、食事の量を調整している。食事は学力に応じて必要量が変わるものではなく、明らかに体格に応じて必要量が変わるものであるため、学年ではなく年齢に応じて支給すべきものであるが、実際には実年齢にかかわらず、学年によって支給量が変わる。なお教員用の給食は、児童生徒用と別の分量のものが用意されている場合が多い。

## 日本における現在生じている課題
現在、日本の小中学校は年齢主義が強い運用となっており、また国民にも広く受け入れられているものの、反対意見も当然存在する。
そうした人々は、強すぎる年齢主義によっていくつかの面で弊害が生じているとする意見を唱えている。「落ちこぼれ」といわれる学業不振者や、「浮きこぼれ」といわれる成績優秀者に対する抜本的な対策の必要性が主張されている。前述したように年齢主義の学校制度では、落ちこぼれや浮きこぼれを生まないためには、習熟度別学級の編成や補習や個別指導などの能力別教育の必要性が高いが、公立の小中学校では、今まであまりそういった取り組みが行われてこなかった。
授業に付いていける生徒は小学校で7割、中学校で5割、高校で3割であるという、いわゆる「七五三現象」が指摘されているが、こういった落ちこぼれ問題などは画一的な年齢主義の弊害が原因だとして、課程主義・修得主義に対しても再評価を求める声もある。
授業を理解しにくい状態で無理に進級すればますます理解できなくなるため、学年内能力別教育によっても目標水準に到達できない健常生徒に対しては、原級留置の適用を拡大するべきだという意見もあるが、それによる弊害を指摘する学術研究も存在していることや、教育史的にも時代の流れに真っ向から逆らうことになる（先述）ため、単純に課程主義を導入すればよいというものではない。
一方、浮きこぼれについても大きな問題となっている。通塾率の増加、学習指導要領の簡素化などで、同一年齢の生徒でも大きく知識力に差があるようになってきている。また、公私間転学の際、カリキュラムがあまりに違うと浮きこぼれが生じやすい。大学の早期卒業・大学・大学院の飛び入学など、高等教育以上では対策が始まっているが、初中等教育では飛び級による対策は皆無である。
一方で、飛び級しない形での浮きこぼれ対策として、ギフテッド教育に関しては2022年に文部科学省が支援に乗り出すことを表明した。

### 入学・復学拒否問題
2021年には小中学校において不登校の児童生徒が19万人を超えたが、不登校経験者が復学する場合に対する教育の場の保障の観点から、年齢に固執しない学校を求める声も上がっている。
現状では、例えば小中学生が1年不登校で休学した後、学校への復帰の意思を見せたとする。この場合、学校側は進級後の学年への復帰を促している。また学齢期の不登校生徒に対しては各方面から学校復帰の働きかけがあるが、学齢を超過すると今までとは打って変わって、たとえ1日も登校せずとも卒業したということになり、後から学校復帰を望んでも困難となってしまうという、年齢によって正反対の対応をされるという問題がある。
こういった強制進級・強制卒業問題のため、生徒によってはかえって学校に復帰しにくくなっている（ただし、特に現代日本においては逆に原級留置がなされることによって復帰しにくくなる生徒も存在する事も忘れてはいけない）。
休学期間中に学力が伸びていない場合は、進級した学年の内容に付いていこうとすると、遅れを取り戻すためには家庭や学習塾などで猛勉強をしなければならず、かえって不登校以前より疲労することになる。学業不振が原因の不登校の場合は、なおさらそういった問題が大きい。現状では、そういった元不登校者の受け皿は民間の塾やフリースクールしかない。塾やフリースクールはどんなに設備が充実している所でも、プール・校庭・体育館・理科室などはないであろうし、授業料も高いという問題がある。また通常の塾は学校の生徒の空き時間に合わせて開業しているため、午前中は開いていない場合が多い。このため、なかなか学校の代替となる民間施設はない。こういった状況下で、一度学齢を超過すると復学が困難となるという問題があると、小中学校段階で不登校になった生徒に対する教育機会が保障できなくなる。
なお、学齢超過者が入学できる中学校として有名なものには夜間中学校があるが、設置数こそ増えているものの地域限定である上、かなり授業時間が省略されており、その上夕方以降に通わなければならず、また生徒の大半が外国人であるために「日本語学校化」している所もあるなど、多くの問題があるために一般の中学校の代替にはなっていない。
文部科学省からの支援もあって、生涯学習のかけ声は高いが、現在は大学や大学院などの高等教育においてのみ適用されている嫌いがあり、高校では高年齢者はあまり入学しておらず、中学校以下は（夜間中学を除いて）ほぼゼロである。不登校による初等教育・前期中等教育未修了者は、学校復帰しようとしても、現状では大多数が前期中等教育を修了しないまま（形式的卒業含む）高校などの後期中等教育機関や大学などの高等教育機関に進学する形となっており、基礎的な学習段階を十分に履修しないまま上級学校に行かざるを得なくなっている。最も、現在では高校進学後に挽回可能な体制が整えられつつある（後述）
他にも、高校以下の学校においては、同等学校の既卒者の再入学を認めないという取り扱いがなされる場合もあり、以前の卒業校では満足した教育が受けられなかった「形式的卒業者」への対応も求められており、2015年には文部科学省の通知により、夜間中学でも形式卒業者を受け入れるようになった。
しかしながら、不登校生は統計的に増加傾向であり、それはすなわち形式卒業者も増加傾向にあるという意味であるが、夜間中学校の生徒数は依然減少傾向である。
一方で、やや情報が古いものの、文部科学省が実施した不登校中学生の追跡調査（平成18年度不登校生徒に関する追跡調査報告書）では、全体の統計とは依然として大きな開きがあるものの、不登校に陥った中学生の高校進学率・大学進学率が大幅に高まり、また高校進学後の中退率も、全国平均の7倍と依然大きいものの、以前の追跡調査と比べれば大幅に下がった傾向が確認されているため、義務教育課程で不登校となった形式卒業者の受け皿は、夜間中学校ではなく高校が担っている傾向がうかがえる。
こうなった原因として、高校における（元）不登校生への対応ノウハウの蓄積（不登校生に対する内申点の考慮）や、不登校でも通いやすい通信制高校の普及など、不登校などによって学力に問題があっても高校で挽回可能な体制が整えられたことが考えられる他、単純にわざわざ夜間中学校に入り直すよりも、高等学校に進学して卒業した方が速やかに高卒を名乗り、また大学への進学の道も早く開くことができるからとも考えられる。

#### 外国人・帰国子女の問題
外国から日本に移住・帰国した小中学生が、日本でも小中学校に通おうとした場合、所属すべき学年よりも高い学年に所属させられてしまう場合がある（望まない飛び級と言われる）。ただし、こういった年齢相当学年の考え方が強い小中学校でも、外国籍の生徒に対しては、その制限がゆるい場合もある。しかし地域による差が強く、年齢が適合せずに拒否される例も多い。
2009年春に文部科学省が経済危機に伴う定住外国人子ども緊急支援プランを策定し、都道府県教育委員会に対して「年齢相当学年」よりも低い学年への編入についての勧告を行った。しかし、岐阜県教育委員会は意向に反して、外国籍生徒の中学校編入学年を、学力に関係なく「年齢相当学年」にするよう岐阜県内の市町村教育委員会に勧告を行った。ただしその後、2009年11月に岐阜県教委は方針を転換し、国の方針に従うことにした。
- 参考：2010 昼間の中学校に編入可能な（年度内の）年齢の上限は? - このデータによると、都道府県によっては「年齢相当学年」での編入を原則としている所もあるが、制限なしとしている所や、そうした生徒を想定していないのか、「規定なし」もある。ただし多くの都道府県は市町村教育委員会の判断に任せている。なお、同調査の2016年版においても、大半の都道府県において対応が変化していない。上記の岐阜県においては、「個別の事案で判断する」としている。

こういった現状に対し、日弁連は、18歳未満の学齢超過外国人も編入するように求めている（後述）。
学校の設置者、各地域の教育委員会によって年齢主義の度合いが異なるため、甚だしい場合は日本国内、同一都道府県内同士でも、転居をした際に転出校と転入校で学年が変わってしまう場合、さらには小学校・中学校の垣根を飛び越えてしまう場合もある。小学校から中学校への進学は勿論、学校内での進級も、本来は下学年の履修が条件であるが、この場合においてはそのルールが守られていない。
- あーすぷらざ外国人教育相談報告書

この文書には、外国の文化を持つ人々が日本の硬直的な年齢主義の学校社会についての知識を持たないまま現実に直面し、進路に躓いてしまう例が多く取り上げられている。特に南米系やフィリピン系などの落第が日常的である学校文化圏で育った家庭では、「いつか、行きたくなった時に中学校に行けばいい」（18ページ）と考え、日本語を修得するまで待ってから就学しようとしたり、下の子の面倒を見終わってから就学しようとしたりといった考え方をする傾向がある。その結果、入学するべき時期にはすでに「学年相当年齢」や学齢を過ぎていたということが起きやすい。また、年齢主義の風土に対するなじみのなさから、「いままで原級留置にならなかったから、学力は十分である」と思い込み、高校受験で不合格となる場合もある（36ページ）。

### 学校間の学力格差
成績が悪いからと原級留置をさせるよりはマシであるとはいえ、年齢主義を基準とした進級・卒業制度をとる以上、そういった学校（特に小中学校）の卒業生の学力は担保されていないことになる。
このため、上級学校への進学を志願する卒業生の中には、本来の課程修了レベルの学力に達していないまま半ば強制的に卒業の形で放り出された者も多く、上級学校によっては、そういった生徒をも入学させることになる。
日本の教育環境においては、学力による選抜試験を行って入学者を決定するのが通例であるため、入学難易度の低い学校には学力の低い生徒が集まりやすくなる傾向にある。日本では難易度の低い学校に学力の高い生徒があまり入学しない傾向にあるため（「偏差値輪切り」という）、その傾向はますます強まる。こうして、学校間の生徒の学力格差が広まり、固定化するようになる。
この傾向は、小学校、非大都市圏の中学校においては選抜制の学校が少ないためにあまり見られず、学校内における生徒間の学力格差は大きいが、大都市圏（特に東京）の中学校においては私立中学が多く中学受験が盛んであることから特に公私間の学校格差が拡大している。また、近年は公立中高一貫校の増加に伴い、多くの地域で限定的ながら同様な状況が生まれつつある。
高校においては、ほとんどの学校が選抜制を採用しているため、一時期はかなり強固に学力によって進学する高校が振り分けられており、学校間格差が非常に大きかった。近年はそういった進学指導は緩和しているが、依然として入学試験の偏差値によるランク付けはなされており、「難関校」「底辺校」といった固定的なイメージは残存している。
ただし、年齢主義の場合であっても必ずしも学校間格差が大きくなるわけではなく、学校が選抜試験を行わず、1つの学校で多様な学力の生徒に対して適切な教育を施せる体制を整えれば、学校間格差は生じない（人気の集中する私立校の存在は除く）。実際に、アメリカ合衆国では高校までも年齢主義的な進級制度をとっている例も多いが、多くの高校は選抜制ではないため、学校間の学力格差はさほど問題になるほどではないといわれる（むしろ貧富や治安、人種問題などの差がある）。

### 統合教育との齟齬
統合教育の考え方においては、障害を持つ児童生徒であっても特別支援学校から普通学校の特別支援学級へ、特別支援学級から普通学級へと統合するのがベターであるとされる。そして実際に、授業を受けるのに大きな支障がある障害児でも普通学級で他の児童生徒と共に教育を受ける例が多くなってきている。
これは、公立の小中学校においては適格者主義ではなく、生徒同士がお互いの違いを認め合うことで、人間的な発達を促進させるなどの意図から、積極的にハンディキャップを持つ生徒と混じって授業を受けさせる取り組みが行われている。
しかしながら、これは障害児と健常児の統合であるに過ぎず、年齢に差のある健常者同士の統合にはなっていない。本来、重度の障害を抱えている生徒を授業に参加させる労力よりも、たった1歳年上である健常な生徒を授業に参加させる労力の方がはるかに少ないはずである（そもそも、体育以外の授業においては年齢差はまったく支障にならない）。
しかしながら、現実には｢年齢相当学年｣の重度障害児よりも、学齢を超過している健常者の方がずっと普通学級への在学が困難である。
統合教育の本来の考え方から言えば、違いに対する許容が前提であるのだから、重いハンディキャップがある生徒が学校に受け入れられるのであれば、当然異年齢の健康な生徒も受け入れられるはずである。これが実際にはそうなっていない点について、年齢主義と統合教育の間で齟齬が生じている。障害児を特別支援学校に隔離しようとする動きに対しては、人権面で強い非難がなされることもあるが、一部自治体で行われている、学齢超過者を夜間中学に隔離しようとする動きに対しては、一部識者を除いてあまり表立って問題視してはいない。
ただし、日本における統合教育の取り組みはまだ日が浅く、試行錯誤の状況でもあるため、上記の事実は必ずしも統合教育関係者側の問題とも言い切れない。また、課程主義と統合教育を同時に進めた場合、当然ながら重度の障害児は普通学級の授業についていけず成績不良となるため、大量の原級留置児を出した明治時代の構造に逆戻りすることになる。

### 法律間の齟齬
教育基本法、学校教育法、また関連の施行令、施行規則などの教育法規では、在学年齢の下限を間接的に規定しているものの、上限に関する規定はない。むしろ小学校に15歳まで在学する場合も想定した文言が存在するなど、ある程度の年齢的な多様性を許容した書き方がされていると読み取るのが自然である。このように、年齢主義の要素はこれらの法規からは読み取れない。
しかし、児童手当法では長い間、小学校は12歳で卒業するものであるということを前提とした書き方がなされていた。また2010年度に成立した平成二十二年度における子ども手当の支給に関する法律では、さらに中学校は15歳で、高等学校は18歳で卒業するものであるということが明文化された（条文の詳細は「子ども手当法」に記載がある）。
このように、日本政府の法律同士が齟齬をきたしている。これは、明治初中期の皇族さえ留年し得る厳格な課程主義から現代の全く不登校においても卒業が認められる年齢主義まで、時代とともに徐々に切り替わっていて法律の方が変わっていないからである。
なお実際には、子ども手当法にこのように書かれているからといって、これらの年齢で卒業することを強制されるものではなく、実際にはこれに当てはまらない年齢の在学者も存在している。
ただし、役所の説明文書などのレベルにとどまらず、正式な法律の条文内に学校の卒業年齢を一律に規定してしまったのは、これらの法律が最初である。以前は、児童手当法での小学校卒業年齢の規定はあったものの、中学校以上での年齢主義を裏付ける記載はまったく存在しなかった。
当時の国会などではこれらの在学年齢に関する記述が問題視されることも議題になったこともなかった。なお、国会議員が全員、最低年齢で小中高と卒業したからそういう発想になったわけではなく、民主党の横路孝弘衆議院議長自身が、16歳で中学校を卒業したという経歴の持ち主である。また高校を卒業していない国会議員（民主党の家西悟）も存在する。
ただし、時の政権党であった自民党、民主党は、特に公約や政策目標に「小中高の在学年齢の画一化」を挙げていたわけではなく、むしろ自民党にいたっては文教族の町村信孝や河村建夫らによる小中学校の異年齢化容認発言もあり、必ずしも積極的に年齢主義を推進しようとする意欲は感じられない。上記のような法律間で齟齬が起きていることについて、ほとんどのマスメディアでは取り上げていない。

### 情報の不足
以下に述べるように、実例・参考資料・統計・進路情報が不足しているという四重苦の現状があるため、正確なデータに基づく議論がなされることは少ない。課程主義推進派は、課程主義のデメリットを十分に考慮しないまま義務教育期間における原級留置・飛び級を広く容認しようとする嫌いがあり、一方、年齢主義堅持派は、年齢主義のデメリットは認識しているものの、課程主義に不慣れなため、結果を十分に想像できず、未知の問題の発生を懸念せざるをえない。
ただし、先述したように、2012年にOECDが原級留置制度の廃止を提言する報告書をまとめた他、ユネスコによる原級留置を受けた生徒に対する悪影響をまとめた報告書も存在し、現在では英語の資料ではあるもののある程度はそこからの引用が可能である。
またインターネットの普及と、AIによる機械翻訳の性能向上により、諸外国における年齢主義と課程主義の論争や、それに伴う政策の変遷を調査する事ができる。
最も、これらの事例を日本にそのまま当てはめることには、当然文化の違いもあるため慎重を期す必要はある。

#### 実例の不足
日本の小中学校はほぼ例外なく年齢主義を取っており、平成中期にあたる2000年代前半の時点で既に不登校生の卒業留保さえ新聞沙汰になる社会であったため、令和の日本においては課程主義を基本とする学校は見つけることが困難（あるいは不可能）である。
このため、日本という同一の国家・言語・文化・生活習慣の中での、年齢主義と課程主義の優劣の比較が不可能な現状であるため、課程主義の導入を検討する際はフランスなどのはるか遠くのヨーロッパ諸国の例を引き合いに出さざるを得ない。どうしても日本国内の例を引き出そうとすると、明治時代初中期まで遡らなければならない。
日本では国立学校は新しい試みを行う実験校的な存在であるにもかかわらず年齢主義が強く、入学者の年齢を厳しく制限しており、それぞれ建学の精神に基づいた教育を行っている私立学校でさえ、基本的には年齢主義である。
もっとも学習塾など学校類似の機関では課程主義のようなものも広く行われてはいるが、義務教育学校はほとんど横並びである。
明治時代初期には厳格な進級試験があり、小学生の原級留置がしょっちゅうあったが、その頃に学校教育を受けた歴史の証人は令和となった現在は1人も生存していない。よって現在は高齢者であっても年齢主義の学校で育った人たちであり、進級試験が廃止された1900年は現在では120年以上も前であるため、こうした課程主義の教育を受けた世代から直接口伝でその証言を聞いた人ですら少なくなっている。現在、日本国民の中には課程主義の小中学校をイメージできる人は、そうした国で教育を受けた人やその家族を除けば殆どいなくなってしまっている。
また現在の公立小中学校では著しい成績不良や出席日数不足の場合であっても、本人や保護者に対して「元の学年に留まるか」と質問されることはあまりないため、本人や保護者、場合によっては教師ですら「原級留置が可能である」ということを考える機会すらなく、実質的には当事者に原級留置の選択肢が与えられないまま年齢主義で進級している。
もっとも、仮に問われたとしても、現代日本において小中学校段階での原級留置に対する親や不登校生の抵抗感は極めて強く、それを承諾する人も殆どいない。それどころか、不登校によって本人と親が原級留置を希望した場合でも、学校側が強制的に進級・卒業させることも多く、裁判で学校側が勝訴した事例すらある（神戸市立小学校強制進級事件）。
小中学校にも高校同様に「進級判定会議」は存在するが、実際には進級しない生徒はまず存在せず、形式的なものになっている。

#### 参考資料の不足
前述したように、こういった方面の教育制度については1947年の学制改革以来約60年間にわたって議論されてこなかったため、理解の助けとなる資料はほとんど存在しない。
本記事の参考文献（後述）を見れば分かるように、ごく一部の書籍に2〜4ページ書かれていたり、大型事典の中に項目があるだけだったりで、本格的に年齢主義と課程主義というテーマについて扱っている書籍はおそらく存在しないと思われる。
資料の不足については年齢主義と課程主義のみならず、義務教育段階における原級留置や、学齢超過者の就学や、就学猶予と就学免除においても同様であり、詳しく書かれている書籍は存在しないと思われる。また、そういったわずかに書かれている書籍ですら多くが絶版で入手が不可能だったり、7-8冊組みの事典なので大型図書館程度でしかお目にかかれなかったりする。
このように、いざ課程主義について調べようにも情報へのアクセスがほとんど不可能であり、それ以前の問題として「年齢主義」や「課程主義」という言葉を知ることすら困難になっている。
このように、小中学校においては原級留置が行われうるということすら想像することが消極的に不可能となっており、全く心の準備がない状態である。また、書籍のみならずウェブサイトでも、課程主義について詳しく書かれている場所はまだ存在しないと思われる。
フランスなどの諸外国の教育事情を紹介するシーンでは、課程主義についても説明されているが、日本の教育情報を解説しているサイトでは、年齢主義が強いという説明は少ない。
こういった光が当たらない状態なのは、年齢相当学年を外れて在籍することが少数派だからという事も大きいが、それだけではない。なぜなら、不登校や外国留学や障害を主題とした書籍・サイトは多数存在し、少数派であるとはいえ、ある程度の認知はされているからである。
前述のグループ2に在籍している学齢超過者は1万0997人で、不登校生徒19万人と比較してそれなりの少数派となっているものの、それでも不登校関連書籍を日販で検索すると2005年10月の時点で既に「不登校」で1204件、「登校拒否」で907件該当し、読みきれないくらい存在するのと比較すると雲泥の差である。
一方、年齢相当学年（後述）を超える形の飛び級については、学制改革以降長く不可能だったにもかかわらず、英才教育を主題にした本でなどある程度書かれている。ただし高校以下では法律上不可能なので実践論は存在しないと思われる。

#### 統計の不足

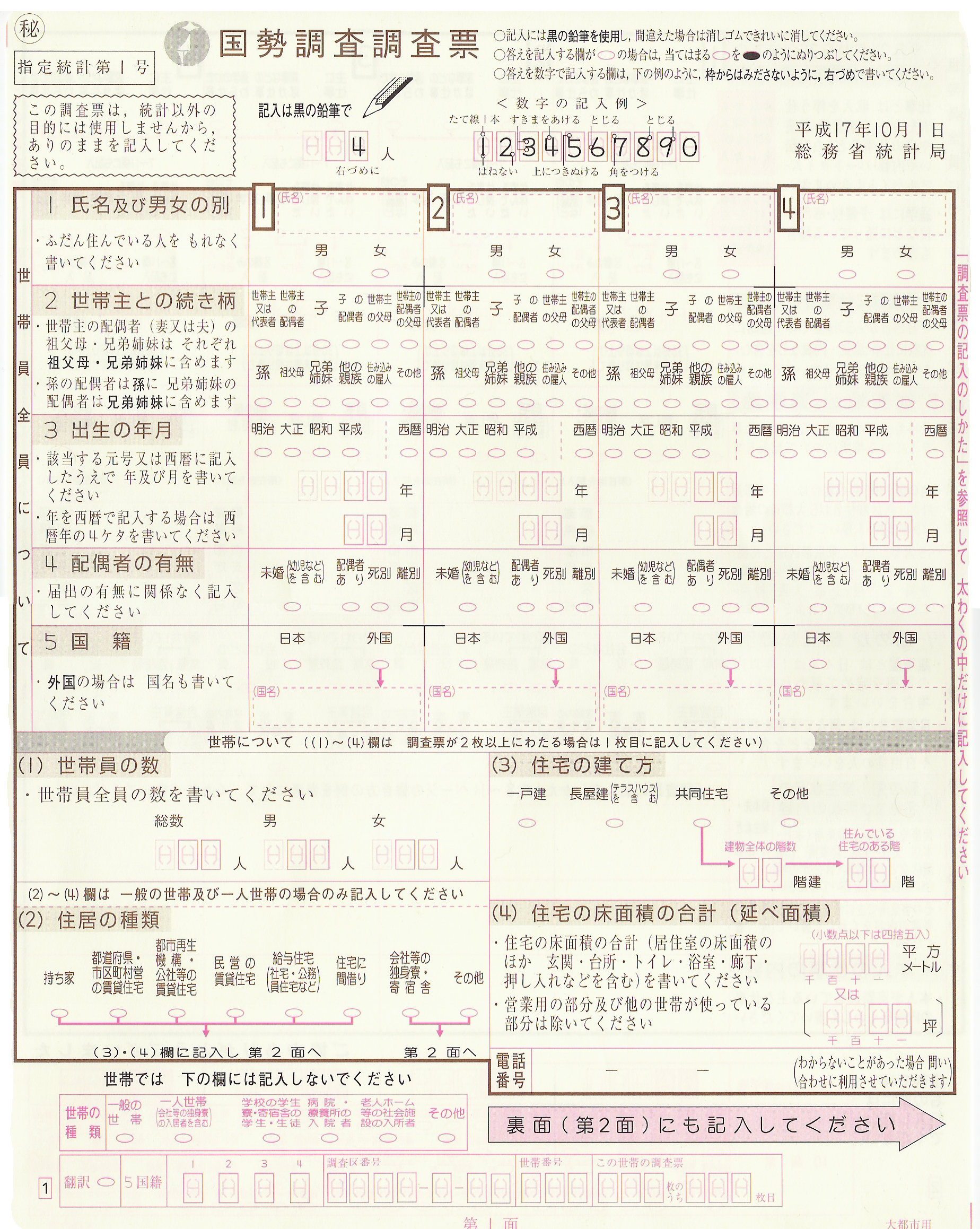
文部科学省による在学年齢の統計がないため国勢調査の大雑把な自己申告データに頼らざるを得ない

日本において年齢主義と課程主義の比較を論ずる際のもう一つの大きな問題は、前期中等教育以下の学校での原級留置者数の統計が存在しないことである。
このため、人数は重要なデータなのに「ほとんど存在しない」ということしか分からず、感覚的な判断しかできなくなっている。例えば、中教審事務局の発言 によれば「1980年ごろまでの中学校では、欠席日数が年間3分の2を上回ると原級留置になったが、2000年ごろになるとそういった例は極めて少なくなってきている」ということが理解できる。しかし、この談話のように単なる感覚的な証言でしか把握できず、数値的なデータは乏しい。
そのような現状であるため、「成績不良による原級留置」や「出席日数不足による原級留置」や「海外留学による原級留置」などの分類ももちろんなされておらず、ましてそういった生徒たちの原級留置経験後の経過を知ることも困難である。就学猶予と就学免除の統計や、後期中等教育以上の学校での原級留置者数の統計は存在するにもかかわらず、この部分だけ統計が欠落しているのである。なお、公立学校であれば、各教育委員会は原級留置の報告を受けることになっているので、政府の指示があれば集計を開始することは可能な状態である。
また、どの学校の第何学年にどのくらいの年齢層の人が所属しているのかという統計も存在しない。文部科学省管轄のデータは、教員の年齢の統計こそあるものの、生徒の年齢の統計は存在しないのである。一応、総務省統計局管轄の国勢調査による自己申告データであれば、各学校ごとの年齢層がある程度判明するが、各学年ごとではないという問題、小学校と中学校が一緒に統計されているという問題（2020年に解消）、特殊教育諸学校も一緒に統計されているという問題、9月30日時点の年齢を基準にしているという問題がある。
なお、文部科学省の学校基本調査では、特別支援学校（盲学校・聾学校・養護学校）の年齢別在学者数の統計がされており、1歳刻みではないものの学齢超過者などの数値が分かる。また通信制高等学校についても同様の統計がある。ただし、依然として小中学校、全日制と定時制の高校のデータはないままである（調査票には記入欄もない）。
また国勢調査では、記入者の回答をそのまま掲載するのが原則であるにもかかわらず、7歳以上の幼稚園児・保育園児の数を意図的にゼロにしている可能性が高い。実際、報道や役所の文書などで、就学猶予を受けた7歳児が幼稚園に通う例が存在することは明らかである。このように、少数派の存在が意識的に抹消されているという問題もある。
辛うじてOECDによるアンケートが存在し、僅かながら実情を把握できる。
そのアンケートは、15歳の生徒たちに対して、「自分の所属する学年が標準学年か、それより上か下か」を調査したものである。
そしてその調査では、日本人の生徒は全員が標準学年所属と答え、原級留置を経験した生徒も、学齢から逸脱した生徒も誰一人いないという結果になっている（先述）。

#### 進路情報の不足
学習者にとっても情報不足は深刻である。日本では教育制度の基礎的な情報は意識的に入手しようとしなければほとんど手に入らず、かなり熱意を持って調べようとしても、特に在学年齢に関する情報は非常に入手困難であるため、ほとんどの人が在学年齢に関して正しい知識を持っていない。
そのため、単なる社会通念と自分の学校体験でしか、学校制度に対する認識・判断を持てなくなっている。学校選びの際の判断は、こういった「多数派における常識」のみで成り立っているような側面があるため、少数派は情報不足に直面してしまい、一般の常識では判断できず、さりとて情報もないため混乱してしまう。
例えば、一部の高等学校では入学年齢に上限があるということは、一般には知られておらず、直接募集要項を読むまで分からない場合が多い。しかしながらこれとは全く逆に、「高校（特に全日制）は年齢が高いと入学できない」という偽情報がまことしやかに語られたりする場合もある。このように、正確な情報が不足しているため、正反対の誤った情報が流通しているようなケースもある。
小中学校においてはさらに複雑であり、法律上は在学年齢に上限がないので高年齢者の入学は認められているものの、実際の運用では不文律として年齢相当学年を外れる生徒が所属することは殆どない。
このように、教育に関する法令や公式資料を読んだだけでは実際の取り扱いは理解することができない。しかし、夜間中学校では全員が学齢超過者であるという例もあり、また一部の私立中学校では最低年齢よりも数歳年長でも入学可能であるなどの例もあり、必ずしも年齢主義一辺倒ではない。
このように、「年齢上限が全くない」という考え方も誤りであり、また「学齢超過者が所属できない」という考え方も誤りである。しかし一般にはそういったことは知られておらず、考える機会すら与えられないまま、ほとんどの学齢超過者は中学校に行こうと考えることはないし、18歳を超えた人が高校に行こうと考えることも少ない。
これらのことは書籍や雑誌やウェブサイトでも同じである。一般の受験関連書籍や受験情報誌や受験情報サイト（以下、受験情報媒体と表記）は、高校までの学校については最低年齢者の受験を前提としており、年齢が高い受験生についてはほとんど触れていない。例えば、もともと高校は高年齢者が入学することを十分に許容している制度であり、社会通念でも高年齢者が在学することは理解されているにもかかわらず、一般的な受験情報媒体には、年齢が高いと入学できなくなる場合があるとは書かれておらず、最低年齢の受験生を対象にしている媒体なのだということを、社会通念で判断するしかない。
このように、多数派以外は情報が著しく不足しているため、年齢制限に気づかない場合が多い。また公立高校でも年齢や中卒後期間によって調査書の取り扱いなどが変わるが、こういったこともほとんどの受験情報媒体には書かれず、教育委員会の公式情報を見たり、各私立高校の募集要項を一校ずつ見たりするしかない。中学受験においては、もはやほとんどの受験情報媒体は高年齢者の受験を無視しており、資料によっては例外的に一部の中学校の帰国生徒入試の受験可能年齢が書かれているくらいである。
また、一般的な公立の小中学校においてはさらに情報不足が顕著であり、夜間中学や選抜のある併設型中学校では入学可能な年齢または学歴が明示されていることが多いが、そうではない大多数の無選抜の全日制の中学校や小学校では、学校や教育委員会の公式サイトなどでも入学資格がまったく明示されていない場合がほとんどである。
これはそれらの学校が義務教育の実施校としての役割が強いことから、学齢簿に登録されている学齢期の子女を自動的に入学させる場合がほとんどであり、任意で入学を希望する人を想定していないという事も一因である（「就学事務」の記事を参照）。そして実際に何歳の人が入学可能であるのかは、教育委員会の判断を待つしかなく、きわめて曖昧である。

## 日本における展望
日本の小中学校では戦後70年以上にわたって年齢主義が続いてきたが、この間必ずしも問題点が指摘されなかったわけではなく、変えて行こうという動きも強い。
しかし、「情報の不足」欄に先述したように、年齢主義以外の制度に対する免疫が存在しない状況では、混乱が生じる恐れもあり、改悪になってしまわないか危惧する声もある。また日本における歴史欄に記したように、教育史的な流れにも逆行するという事実も存在する。
官僚・識者の間にも、課程主義の導入を求める声は存在していた。
例えば町村信孝文部科学大臣（当時）は2001年に、10歳の大学生や20歳の中学生がいてもよいとの見解を示した。河村建夫文部科学大臣（当時）は2004年に、義務教育段階での原級留置は今までほとんど活用されなかったが、今後検討しなければならないとの考えを示した。このように、大臣レベルでは年齢主義に反感がないわけではない。
しかしながら、これらの発言から20年前後の時が流れた2023年現在に至るまで、現実に原級留置が増加したとの報道はない（逆に減少を裏付ける統計は存在する（先述））。
原級留置の適用拡大に当たっては、ちょうど少子化の時期であり、教員数、教室数は余裕があるため、明治初期のように破綻することはないとも言われている。また、補習や習熟度別指導などの個別指導の技術についても、明治初中期とは比較にならないほど情報が蓄積されており、ある程度失敗する可能性はゼロではないにしても、明治初中期当時のような決定的な破綻を引き起こす可能性は低いという意見もある。
また前述したように、原級留置が増加しても直接的な税金負担は増えないので、労働市場への参加が遅れることを除けば導入による財政負担の増加は少ないと考えられる。ただし現状では、義務教育期間の終了基準は年齢主義になっているものの、無償の義務教育期間を過ぎた中学生に対しても、授業料を徴収していないという例も多いため、この取り扱いを継続するならば原級留置が増加すると財政面の負担が増えることになる。
過去の指導では「（学齢超過者は）学校の収容能力等の諸事情を考慮して（受け入れるべきである）」とされているため、学齢生徒と比較すると融通が利くので、一人当たりの税金負担は少ない。また、原級留置をせずに高等学校に進学した場合と比較しても、公立高校の授業料も低廉に抑えられているため、学齢超過の中学生から授業料を徴収しないことによる、高校生との税金負担の差はあまりない。ただし、原級留置児童の労働市場への参加が遅れることに対する間接的な経済負担からは逃れられない（先述）
一方、浮きこぼれ問題もやはり存在するため、戦後約70年間にわたって禁止されていた中学校以下の学校での標準年齢者の飛び級に対しては、各界から導入の要請が強いが、上記の町村発言のようなダイナミックな飛び級はまだ不可能である。
また飛び入学が可能な大学数は1998年当初は千葉大学1校だったが、2005年には5校に増加しており、徐々に広まってきてはいるが、「特に優れた資質」に限定し、例外的措置とされている。なおこの飛び入学制度についても、国勢調査によって2020年には殆ど廃れたと言っていいほど激減している。
また現在の教育環境では、中学校以下の学校での飛び級のような早期教育に対してはアレルギーが強く、安易に飛び級を認めると過当競争が生まれる恐れも強く、ますます受験戦争（飛び級競争）を低年齢化させるという懸念も強い。
原級留置や就学猶予、学齢超過者の就学については、法律を改正しなくても現場の対応の変更によって対応可能である。一方、標準年齢者の飛び級や早期就学については、学校教育法などの大々的な改正が必要であるため、原級留置などと比較すると即座の導入は困難である。
このように、2000年代当時における固定的な年齢主義打破の試みは失敗した。新制学校以来長年にわたって続いている慣習を打破できない原因として、旧制時代から既に年齢主義導入の流れが確立されていたために、100年以上も続いている強固な時代の流れに逆らうことが困難であったことや、学校社会に限らず企業社会においても、従業員の新卒一括採用制度が根強く残っているという一因もある。
しかし、一部の学校では色々な先駆的な試みを始めていることもあり、新しいアプローチがなされることも期待されている。
学校教育法一条校ではなくインターナショナル・スクールではあるが、東京都豊島区の ニューインターナショナルスクール（日本語・英語） というプレスクールから9年生まで（幼稚園から中学3年に相当）の学校では、「マルチエイジ教育」という名称で各クラスに2、3歳年齢が異なる生徒が在籍している。
2006年8月、日本弁護士連合会は、学齢期に修学することのできなかった人々の教育を受ける権利の保障を提言するとともに、15歳以上18歳未満の新渡日外国人（いわゆるニュー・カマー）については、既存の昼間の小中学校への編入学も許可されるべきであると提言している。
2006年の教育基本法改正では、義務教育年限が9年とされていた規定が削除された。これは学校教育法などの下位の法律で年限を個別に決定しやすくするためのものであるが、現時点では義務教育年限の変更の気配はない。ただし、これによって義務教育年限の終期が延長され、高等学校が義務教育諸学校の一角を形成するようになると、公立高校の年齢制限が厳しくなる可能性もある。
2008年5月、前川喜平大臣官房審議官はコラムで、外国から来日した子どもが年齢によって学年が決められたために苦労した話を挙げ、不登校だった子どもの場合なども含め、機械的な年齢主義は不適切であると批判し、年齢主義偏重に対する疑問を提示した。また読売新聞でこれらの問題を「学校教育法の年齢主義が原因」と断じていることに対し、学校教育法はこの意味では年齢主義ではなく、現場の実態が年齢主義であることが問題であると反論している。
2010年に中川正春文部科学副大臣（当時）は、外国籍の子どもについては初等中等教育における年齢主義を緩和する方針を示した。しかし以降の続報は入っていない。

### 分離運動
学齢超過者の中学校入学に関しては、その重要性を訴える人々も多いが、その中には夜間中学の増設によってそれを実現しようとする立場の動きもある。こういった主張では、学齢超過者は一般の（昼の）中学校に入学するのではなく、一般の中学校内に設けられた夜間学級や、夜間中学専用校に入学するべきであるとしている。それらの運動では、なぜ一般の中学校ではいけないのかについて触れられていない場合も多い。もちろん、法制度上は夜間中学でも一般の中学校でも学齢超過者の受け入れについて異なることはない。
また、教育委員会などの行政組織も、夜間中学がある地域では学齢超過者は一律に夜間中学に誘導するなどして昼の中学校から締め出す例も見られる。こういった分離運動に対しては、特に南米系の外国人やその支援団体からは不満が出ている。
なお、夜間中学の増設を望む声の中には、「一般の中学校への入学は断られるから、夜間中学に行くしかない」との前提のものもあり、必ずしもそれらの意見のすべてがこういった分離を支持しているわけではない。
現時点では、政府は夜間中学校の増設も、一般の中学校の年齢制限緩和も、特に打ち出していない。
これまた社会通念上であるが、「学び直しをする場合は夜間中学が受け皿になっている」というのが常識化しており、またそこで学ぶ人々のニーズも通常の中学生である若い生徒たちと大きく異なる点が多々あることも原因である。一部の夜間中学では「日本語学校化」の傾向が著しく、中には国語（日本語）の授業だけに出席している人もおり、ある教員からは「ここは無料の日本語学校ではない、税金が投入されている公立の学校で学ぶ意味を繰り返し説明していますが…」と苦言を呈されている。
ただし生徒数的には、中学校全体の学齢超過者比率は2000年までは上昇傾向にあり（前記国勢調査）、夜間中学の生徒数は変動が激しいが概ね減少傾向にあるため、分離教育の潮流はやや弱まっているとも考えられていた。
しかし21世紀以降、国勢調査の結果やOECDの調査結果を見る限り、特に2010年代以降は分離主義の潮流が急速に強まった。

### 民主党政権による変化
2009年8月30日の総選挙で民主党が大勝し、民主党政権が成立した。民主党は以前より教育関連の政策を発表しており、それらの実施が確実視されている。重要な政策のうち一つは子ども手当制度で、もう一つは高校授業料無償化・就学支援金支給制度である。
民主党のマニフェストによると、子ども手当は「中学卒業までの子どもに対して年間約30万円を支給する」となっており、マスメディアもそのように報道しているが、実際にはマニフェストの説明は正しくない（マニフェストには年齢制限があることは一切書かれていない）。
支給の要件は、完全に年齢が基準となっており、中学を卒業していなくても15歳の3月で支給が打ち切られる。また、小学校や中学校に在籍しているかとは無関係に支給されるため、マニフェストの「中学卒業」の語句はまったく関係ない。
これについては、民主党の広報担当者が電話取材に対して明言している。この部分においても、中学校の卒業は15歳でなければならないという思想が存在する。
また、民主党は高校授業料無償化・就学支援金支給制度を実施しているが、当初の法案では、公立高校や私立高校に通う20歳までの生徒の保護者に対して授業料相当額（上限あり）を支給するというものであった。
20歳という年齢制限があることから、高年齢者が高校に在学することは低年齢者と比較して経済的に負担が大きくなり、この政策は高校生の低年齢化を強める可能性があった。なお、民主党の宣伝や大手マスコミでは、年齢制限について触れず、全ての生徒が対象であるかのように報道していた。なぜ年齢制限が予定されていたかの理由は不明であるが、実際に施行される法律では、年齢制限がなくなり、学校設置者に対する給付に修正された。
上記の二つの事例で、いずれも民主党や大手メディアが、その制度に年齢の上限があることについてほとんど明言をすることがないのは、日本では年齢主義が強く浸透し、高年齢の生徒が著しく少ないため、それによって影響される人が限られているからだと考えることもできる。
一方、町村信孝、河村建夫ら自民党の文教族議員が野党に転落したことで、彼らの主張していた在学年齢自由化や原級留置の適用拡大の検討は、ひとまず棚上げにされた。
また、2010年4月から施行される子ども手当法では、高校までもが18歳で卒業することを前提とした書き方がなされている。条文には、「十二歳に達する日以後の最初の三月三十一日を経過した児童手当法第三条第一項に規定する児童（次号において「小学校修了後高等学校修了前の児童」という。）」との表記があり、「児童手当法第三条第一項に規定する児童」とは「18歳の4月1日の前日までの児童」であるから、この文章は「小学校は12歳で卒業し、高校は18歳で卒業する」という意味となる。また「中学校は15歳で卒業する」という前提の表現も存在する。
このように、法律の条文にまで高校までが年齢主義によって運営されているのが当然とするかのような表現が登場している。なお、今までの児童手当法にも、小学校は12歳で卒業することを前提とした表記はあったが、中学校や高校までも同年齢で卒業すべきとの表現は存在しなかった。
このように、民主党の政策には高校まで年齢主義を推進しようとする意向が覗えた。最も、当時の民主党政権が子ども手当法を利用して、年齢主義の推進を本気で意図したのかどうかは不明である。
当時の（現在でも）日本では、高校（特に全日制高校）においても同じ学年は同じ年齢の集団というのが社会通念であったため、何の意図もなく無意識にそう書いただけである可能性も十分に考えられる（ハンロンの剃刀）
この問題については、子ども手当#年齢と学歴の表記の混同も参照。

### その後の展開
2012年2月22日には、当時の大阪市長橋下徹が小中学生の留年を検討を指示し、市教委がフランスの事例を持ち出して難色を示していた。ともわれ、再び課程主義導入への議論が活発に行われるかに思われた。
ところが、その発言の翌日2月23日、OECDが「学校教育での留年の教育効果」に対して批判的な提言をまとめ、年齢主義的な自動進級制度に対しては、留年の代替案として逆に肯定的な評価をした（詳細は「国際機関による指摘」説にて先述）と毎日新聞が報じた。
無論これは陰謀論の類ではなく、単なる偶然の域を出ないものであるが、このようなタイミングで国際機関が年齢主義を肯定したことが、日本の義務教育における年齢主義と課程主義の議論に影響を与えたのは言うまでもない。
同年末に自民党に政権が戻った以降も議論は低調であり、2019年には経済同友会が小中学校での飛び級並びに原級留置の運用を拡大すべきとする提言をまとめたものの、それに対して与野党ともに反応がなく、検討する気配もない。
前述の町村は2015年に死去し、河村も2021年に政界を引退。年齢主義是正に動いていた前川喜平も、2017年に文部科学省天下り問題による不祥事で事務次官退任を余儀なくされており、2020年代に入ってからの年齢主義是正の動きは2000年代よりも下火になっている。
平成が終わり令和となった現在においても、日本の義務教育は強固な年齢主義のまま運用が続いており、それどころか2020年の国勢調査を見る限りでは、2010年代にはこれまでにも増して年齢主義が強化された事実が見て取れる。
2018年にもPISAが報告書内で原級留置がもたらす悪影響を再び指摘した（後述）のも相まって、フランスを筆頭に留年率の高い国々がそれを下げようとしている情報などが日本に伝わった。
こうした原級留置への国際機関による批判は、原級留置が盛んな国にとっては制度の修正を余儀なくされ得るが、以前より強力な年齢主義で極力原級留置しない運用をしてきた日本にとっては（あくまでも年齢主義で運用するという面のみにおいてであるが）ひたすらに現状維持でよいと言われていることになる。
現在でもこうした年齢主義への批判がメディアの遡上に上がることはあり、例えば教育学者の舞田敏彦が2017年に年齢主義を批判するコラムをニューズウィークに掲載したものの、これによって教育行政は動いておらず、事実上無視されている。
2021年（令和3年）に文部科学省が発表した「令和の日本型教育の構築」においても、義務教育における進級・卒業の基準は年齢主義を基本に置くことが大前提となっている。

## 日本における学校ごとの現状

### 就学前の教育および保育
幼稚園（広義的には認定こども園を含む）では、園児の年齢によって年少組、年中組、年長組に分けられており、学年の名づけ方からも分かるように年齢主義である。
この段階では学校的な学習よりも、周囲の人とのコミュニケーションなどの情緒的な内容が重視されるため、年齢で区切るのが自然だと考えられている。ただし、近年は異年齢保育が注目されている。異年齢とはいっても、この年代では1歳程度の差でも、かなり発達度の差があるため効果的なようだ。通える年齢については基本的には「就学の始期まで」となっているが、就学猶予を受けた園児は引き続き通う場合もある。

### 初等教育
前述したように、小学校においては、中学校・高等学校と同様に進級に当たっては「平素の成績を評価」とされているため、法律上は課程主義を取っているとされる。しかし現実的には年度が替わると自動的に学年が上がるような形となっており、ほぼ年齢主義での運用になっている。このため就学猶予や原級留置が行われることは稀であり、学年を構成するのは同年齢集団となっている。
ただし異年齢になるケースも非常に稀ながら存在し、例えば病気などのために長期欠席をした場合や、帰国生徒などのように日本語の能力に問題がある場合は、所属できる最高学年よりも下の学年に所属する場合もある。また、標準年齢=最低年齢であるため、早期教育・ギフテッド教育などを目的として標準年齢児童が飛び級をすることは不可能であるが、年齢主義による高年齢者に対する強制的な飛び級が行われる場合もある。また学齢超過者の入学は困難である。
年齢主義について、1993年の神戸市立小学校強制進級事件の判決では以下のように述べられている（抜粋）。

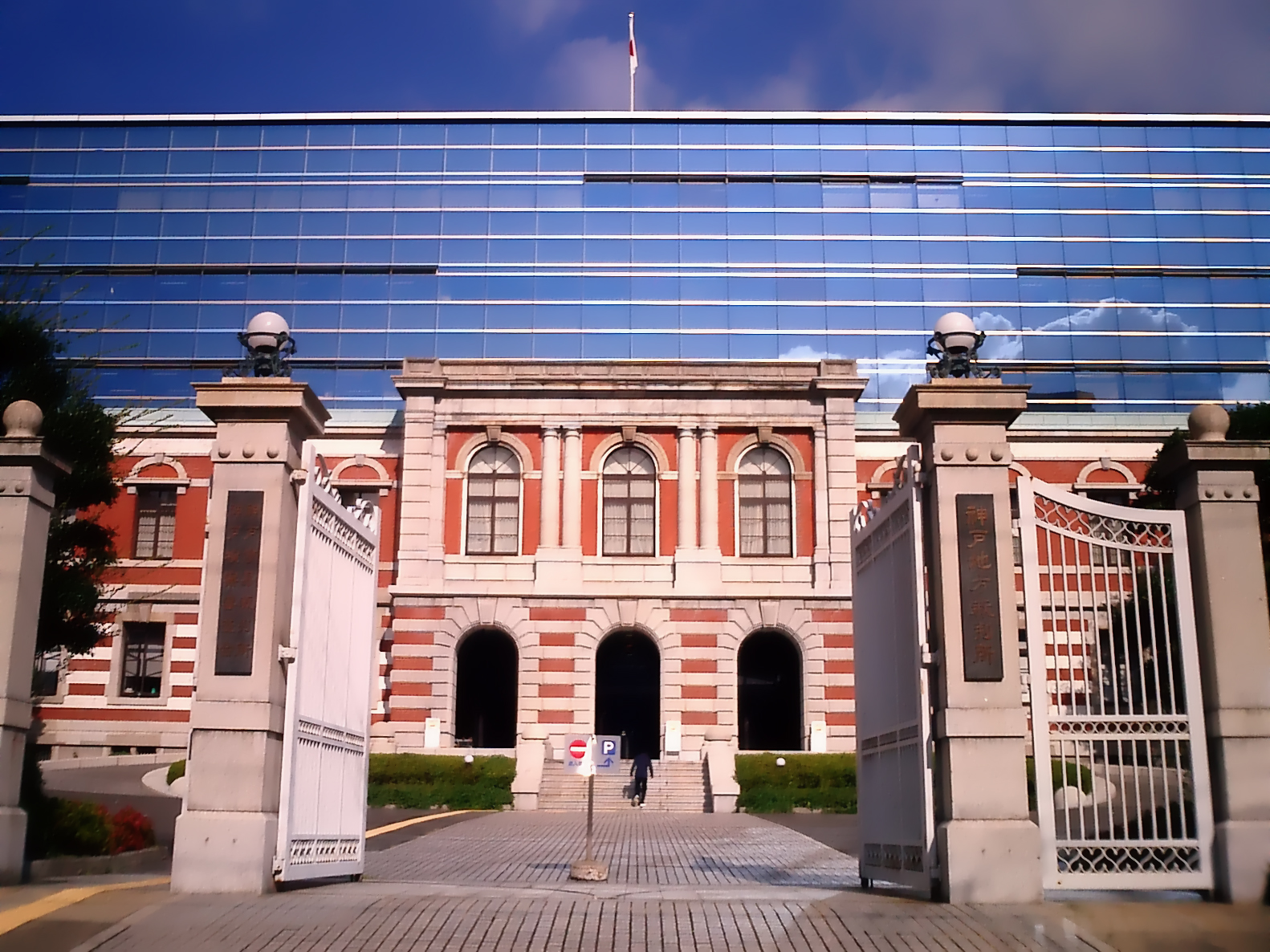
神戸地方裁判所

- 小学校段階では年齢により、体格・精神年齢・運動能力に顕著な差があり、一年遅れると次年度の児童の間にとけ込むのに大変な努力が必要になるし、社会的な違和感に耐える必要という著しい不利益を被ることを考慮すべきである。
- 一般的に義務教育では年齢主義的な学年制の運用がされているが、殊に、初等普通教育においては「心身の発達に応じて」教育を施すことを目的としており、小学校の段階では年齢により、精神年齢・運動能力･体格等心身の発達に顕著な開きがあることから、年齢別の教育が最も適するといえる。
- 同じ社会生活･日常生活上の経験を有する同年齢の児童ごとに教育することが最も適していると解せられる。

このように、神戸地方裁判所の裁判官は、小学校においては同年齢集団に所属することが望ましいとの判断を下した。特筆すべきことは、このケースは学校側が原級留置を強要したのではなく、児童本人並びにその親が出席日数が少ないことを理由として原級留置を望んだのであり、ほぼ自主的な原級留置といえるケースだったことである。
それでもこういった判決が下りているため、この判決は掛け値なしに年齢主義の強さを示すものと判断できる。
この判決の是非はともかく、現代の日本の多くの小学校においては、判決で指摘されているように「児童」が1歳でも年長であると特異な視線で見られる場合があるのもまた事実である。
もちろん、違和感があるのは小学校で異年齢の「児童」が非常に珍しいからであり、その原因は長年続いてきた年齢主義にあるのだが、やはり社会通念はなかなか変わらない以上、現時点では個々の「児童」にそういった疎外感を背負わせるのもまた過酷である。
また、小学校の在籍者（小学生）は法律用語では「児童」と呼ばれることになっており、学校教育法などでは小学校の在学年齢に上限は設けられてはいないのであるが、この呼称自体が小学生は生活場面における未成年者であることを想定しているかのような用語である。このように、法の制定時は、やはり小学校にはあまり高い年齢の生徒が在学しないと考えていたのであろう。29歳で小学3年生になった八木下浩一の事例が大きく話題になったのは、これほど大きく年齢が違うのは非常に珍しいという認識があるからである。
一方、上記判決の10年後には、上記判決とは逆に、埼玉県川口市の公立小学校で6年生2人に対して3月の卒業を長期欠席を理由に一時的に保留にした例（いずれの児童も転校生かつ不登校であった。6日間の補習の後で他児童と同じく3月に卒業）もあるなど、必ずしも現場の判断は統一されていない。
ただし不登校を考える会や東京シューレといった当事者団体はこの措置を「不登校に対する見せしめ的な差別」として批判している上に、この出来事も既に20年以上も前であるため、現在も現場の判断は統一されていないとは断言できないことには留意したい。
その他、小学校に通わずインターナショナル・スクールで過ごした生徒が、12〜13歳の年度になっても公立中学校に入学できない教育委員会の地域もあるなど、一応完全に年齢主義ばかりで運営されているわけではない。
また私立学校においては運営方針によって対応がさまざまであり、学校法人玉川学園では、5年生（小学5年生相当）以降は学習到達度が不足していれば原級留置にする場合があると明記しているように、課程主義をとっている学校もある。
ただし私立学校で原級留置になった場合、生徒の面子保持として「家庭の事情により公立中学校に転学（事実上の退学処分）」という形を取る生徒が殆どであり、転入先の公立校では他の生徒との年齢の兼ね合いを鑑み、年齢主義制が採られるため、標準学年で卒業することが可能である。
ただし、小学校は修業年限が6年と長く、1年生と6年生ではかなり学習内容・身体発達に差があることも考慮しなければならない。例えば最低年齢の在学者同士の比較では、小1は6歳、小6は12歳と実に2倍もの開きがある。また、「9歳の壁」といわれる脳科学的な変化により、前半と後半では各種の差があると考えるべきである。
実際、前記の玉川学園K-12では4-4-4制を取っており、5年生から8年生（小学5年生から中学2年生に相当）までが中学年と位置付けられている。このため、議論をする際には「小学校は」と全学年を一くくりに扱うことは避けるべきである。
養護学校の小学部では、個別のケースにあわせたカリキュラムを組まざるを得ないため、異年齢「児童（生徒）」が同一学年に在籍している場合も多い。また都道府県によっては学齢超過者就学推進事業が行われたりもしているため、ある程度学齢超過者も在学している。盲学校・聾学校の小学部においてもほぼ同様とされる。
なお、法律の条文上は少なくとも15歳まで、小学校に在学をしている場合が想定されている。この部分は、学齢期終了まで小学校を卒業しなかった場合についての取り扱いを定めたものにすぎないため、学齢を過ぎてからも在学することを制限するものではない。しかし、ほとんどの小学生の卒業年齢は12歳であり、13歳の卒業生ですらかなりまれなことを見ると、この規定はほぼ空文化しているかのようである。

#### 関連人物
- 八木下浩一（1941年9月18日 - 2020年2月10日[116]）

脳性麻痺のため9歳まで寝たきりの生活を続け、12歳の時と16歳の時に、地元の小学校に入学するために知能検査などを受けにいったが、言語症と肢体不自由を理由に断られた。そのあとクリーニング工場に低賃金で就労し、そして養護学校を見学するも、生徒の目に活気がないと感じた。そのあと自分で就学猶予規定などの教育に関する法令を調べ始めた。
27歳の時、川口市教育委員会に出向いて就学希望を述べると、初めは相談者（浩一）の子供（いない）の入学についての相談だと思い込まれたが、しばらくして相談者本人のことだと分かったので教委側がとても驚いた。
教委は小学校入学をかなり渋り、「すでに就学免除願いを出されているが、書類は火事で消失した」などと虚偽の報告を行ったりしたが、障害者団体らとともに複数回訪問をするうちに徐々に譲歩を受け、やっと川口市立芝小学校への入学を許可された。
しかし、週3回のみの登校で、最初から6年生に入ることが条件だった。そして28歳の時、普通より1ヶ月程度遅れた5月になって小学6年生に入学したのだが、そのうち、古い教科書を渡されるなど、色々な違和感から自分に学籍がないことに気づいた。
これを校長に問いただすと「君は聴講生だ」と説明されたので疑問に思った。八木下は、いきなり6年に編入学したので学力が付いていけず、また学籍がないため通知表も出ず、再度交渉したのち、29歳でやっと3年生に編入学することができた。そのあとは6年まで進級し、その学年末に長期欠席のため原級留置を求めて、3度目の6年次の履修をした。八木下は合計6年間を小学校に在学したことになる。考えがあって中学校には進学しなかった。（参考文献：『街に生きる』八木下浩一著、現代書館刊、入手困難）
その後は、全国障害者解放運動連絡会議代表幹事、川口に障害者の生きる場をつくる会代表、埼玉社会福祉研究会代表、『季刊福祉労働』編集委員、千書房社長、埼玉障害者市民ネットワーク代表、埼玉障害者自立生活協会理事長、相談役を歴任した。2020年2月10日、肺炎のため死去。78歳没。
この事例は1970年ごろの話であるが、この時代においても、学校や教育委員会の、高年齢入学者への風当たりがいかに強かったかを物語る。その一方で、他の在学者からは忌避されていたわけではない（少なくともそういう声があったという資料が存在していない）ことにも注目すべきである。

### 前期中等教育
前述したように、中学校においては、小学校・高等学校と同様に進級に当たっては「平素の成績を評価」とされているため、法律上は課程主義を取っているとされる。しかし現実的には、一般の公立中学校では年度が替わると自動的に学年が上がるような形となっており、もはや課程主義は建前ですら無く、ほぼ年齢主義での運用になっている。
このため、原級留置が行われることは、小学校ほどではないが極めて稀であり、学年を構成するのは同年齢集団となっている。ただし異年齢になるケースも稀ながら存在し、例えば病気などのために長期欠席をした場合や、日本語の能力に問題がある場合の帰国生徒などは、所属できる最高学年よりも下の学年に所属する場合もある。
また、標準年齢=最低年齢であるため、早期教育・ギフテッド教育などを目的として標準年齢生徒が飛び級をすることは不可能であるが、年齢主義による高年齢者に対する強制的な飛び級が行われる場合もある。また学齢超過者の入学はかなり門戸が狭いため、学習権が奪われているとされる。
現在は年齢主義の考え方が強いためと不登校生徒数が多いために、公立では不登校を理由とした原級留置はほぼ皆無に等しい（実際に不登校向けの塾でも、中学校は不登校であっても必ず卒業できると説明している所が多い）が、不登校生徒数が少なかった時代は、不登校の場合は進級や卒業ができずに原級留置や退学となる場合もあった。
例えば1953年には「第三学年の総授業時数の半分以上も欠席した生徒については、特別の事情のない限り、卒業の認定は与えられないのが普通であろう」という初等中等教育局長回答が出ているが、これは約70年も昔の事である。現在ではもはやこれは過去の話とされており、たとえ中学校3年間の出席日数が0日であってもほとんど全ての例で卒業させている。先述の神戸市立小学校強制進級事件でも、原告側はこの回答を引用し主張しているものの、裁判官は退けている。このように、時代によっては年齢主義と課程主義の間を揺れ動いていた。

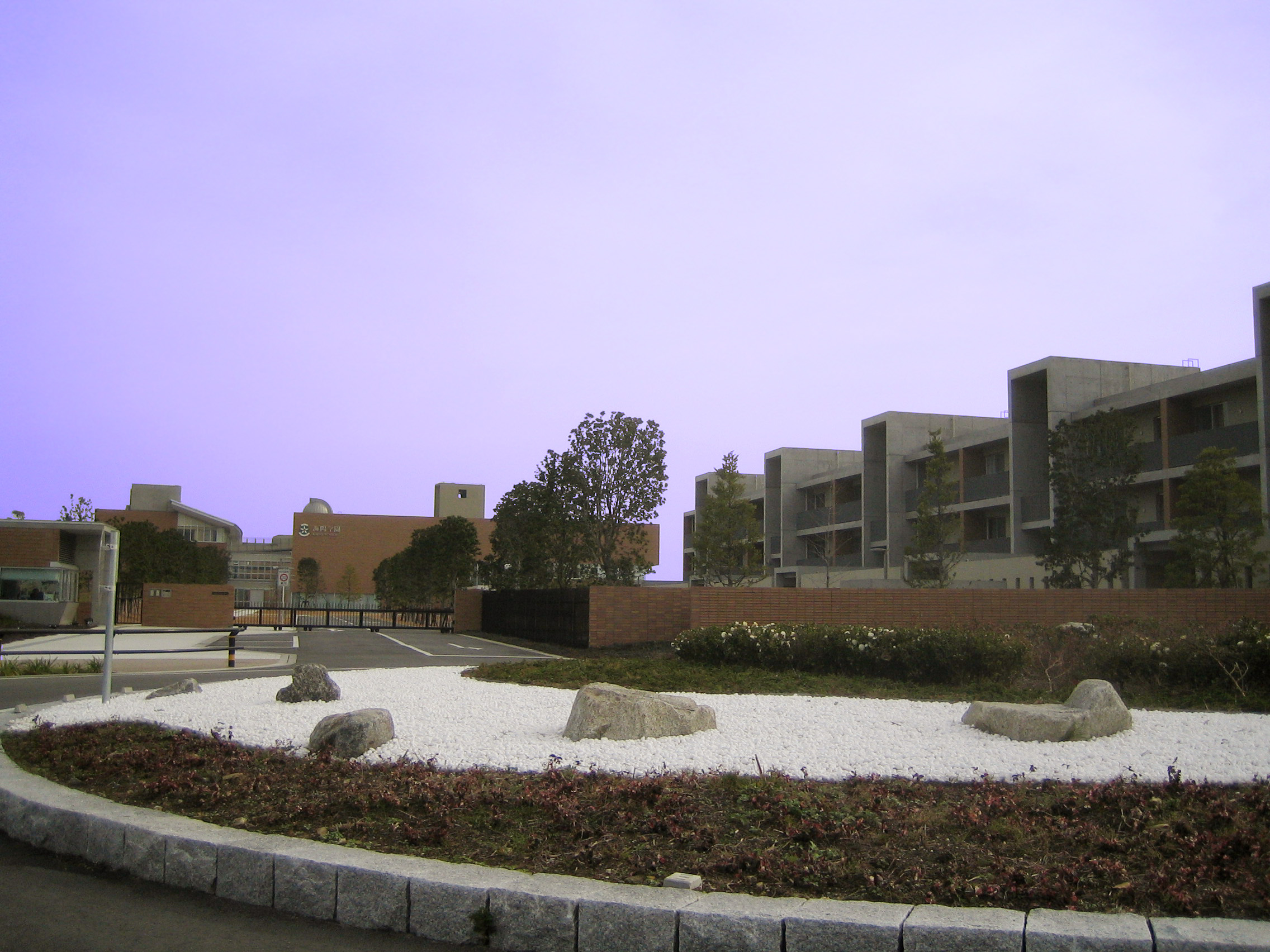
現役かつ最年少でないと入学できない私立学校も多い（写真は海陽中等教育学校）

私立中学校においては必ずしも公立中学校と同様な基準ではなく、基本的には年齢主義の考え方も強いが、学校によっては課程主義的な考え方も強く、成績次第によっては原級留置となる（慶應義塾普通部の生活 が一例）。
例えば私立中高一貫校で中学3年時の成績が悪いと併設高校に内部進学できず、原級留置または他校を含めた一般受験をしなければならないというようなケースもある。
また、入学時には学力検査を課し、かつ12歳であること（または小学校卒業見込みであること）を条件とするという、年齢主義かつ課程主義の入学基準を定めている学校が多い。しかし一部の中学校では受験時に13歳以上の志願者や過年度生の入学を認めている場合もある（「中学受験」の記事も参照）。
このように年齢主義とはいっても、1〜2歳程度の差は許容する学校も多い。また入学年齢の上限を定めていない年数主義の学校もある。なお、厳格な年齢主義の学校であっても、下記リンクにあるように多くの学校は募集要項では明確な年齢制限ではなく｢小学校を卒業する見込みの者｣などとして浪人不可という形で出願資格を定めているにすぎないが、これは例年の受験生の小学校卒業年齢がほぼ12歳であることから事実上の年齢制限と解釈できる。
- 参考：中学校・中等教育学校の受験資格 - 過年度生が出願可の学校も少しあるが、大部分の学校が現役生に限定しており、出願資格すら掲載していない学校も多数ある。

在学中に学齢を超える場合でも、希望すれば継続在学できる場合もあるが、強制的に退学または除籍にされてしまう場合もある。
一般の中学校は上記のように年齢主義を基本として運営されているが、中学校の夜間学級・通信教育課程では基本的に学齢超過者のみを対象としているため、年齢主義は存在せず、また習熟度別学習が行われており、熱心な教員が多いこともあいまって生徒の立場を配慮した教育となっている。しかしごく一部の地域にしか存在しないなど、広範囲に行き渡っていない上、授業時間・内容は一般的な公立中学校と比べてかなり削減されており、必ずしも昼間教育の代替とはなっていない。
養護学校の中学部では、個別のケースにあわせたカリキュラムを組まざるを得ないため、異年齢生徒が同一学年に在籍している場合も多い。また都道府県によっては学齢超過者就学推進事業が行われたりもしているため、ある程度学齢超過者も在学している。盲学校・聾学校の中学部においてもほぼ同様とされる。
学齢超過者の比率は、地域差はあまりないが、東京では夜間中学のためやや高く、沖縄も高い。詳細は#統計の地域差の節を参照。

### 後期中等教育
高等学校や高等専門学校においては、小学校・中学校と同様に学校教育法施行規則により「各学年の課程の修了又は卒業を認めるに当っては、生徒の平素の成績を評価して、これを定めなければならない」とされており、課程主義を取っている。さらに、単位制高校でなくても高等学校では単位制を採用しているため、単位不足では卒業することができない。
このように実際に単位や出席日数が不足すると進級や卒業ができずに原級留置となるなど、実質的にも課程主義を取っている。また入学に際しては入学試験のために不合格となり、浪人する場合もある。
しかし、実際には中学校卒業者の現役進学率は98.8%に上り（令和2年度）、高校では15歳から18歳の生徒が97%程度を占める（国勢調査参照）ようになっている。
そのため、「中卒者が全員高校に進学する」のを当たり前と思い込む、「誤った前提」がまかり通るようになり、「高校に進学していない（できない）15〜18歳の者」が否定的に見られ、中卒者の就職を困難なものへ至らしめるようになってきた（#学校外社会における現状で後述）。
このように、あたかも「高校も義務教育である」と決めつける「誤った前提」に基づく雰囲気から、多くの高校では学年を構成するのは同年齢集団となっているため、年齢主義的な考え方も強い。例えば15歳で高校に入学し18歳で卒業する生徒は一般的であるが、それよりも1歳年上であっただけで、学校によっては疎外感があったり、入学資格すら失われてしまったりすることもある。
そのためこれらの風潮は進級判定にも影響を及ぼしており、一般的な高等学校では、例え成績が悪くても補習などの措置を行い単位認定するなどしてなるべく原級留置を出さないように取り扱っている。
このように課程主義を取ってはいるものの年齢主義的な要素もあり、また進級・単位取得は容易であるため原級留置率は0.6%と低く、修得主義というよりも履修主義に近い形態である。
通常は入学できる年齢に上限はないが、特に国立高校や私立高校では、各学校で募集要項を決められるため、独自に最低年齢者以外の入学を断っている場合もある（過年度生と高校受験で詳述）。また、公立高校でも、明文化はされていないものの過年度生の入学を断る場合もある。
高等学校の主目的は学力を身に付けることであるが、上記のように課程主義があまり機能していないことや、中卒者による高校への進学率が98%を超過した影響から、近年は高校を卒業したというだけでは、どの程度の学力があるのかがほとんど分からず、卒業証書は形骸化している。
かつての日本において、『分数ができない大学生』という書籍がベストセラーとなり、大学生の学力低下を世に知らしめたが、まして高卒であるというだけでは分数の計算が不可能な人もかなりの数存在しておかしくはない。このように高校卒業学歴の形骸化が指摘されているため、一部の知識人は高等学校の卒業試験の提唱を始めている。もちろん難関高校の場合は、底辺高校よりも進級は難しいが、大学と違って高校は数が多いため、どの高校が難関なのかをいちいち覚える人はわずかであり、よほどの有名校でもない限り高校の威信というものはあまり遠隔地では通用しない。
なお近年、単位制高校が増加しており、学年にこだわらない運営が可能になっている。詳しくは「学年制と単位制」を参照。また高校2年から大学への飛び入学もあり、僅かながら年数主義から脱する傾向も認められる。
高校の多くは上記のように同年齢集団に近くなっているが、年齢階層が若年層に集中していない高校もある程度存在する。例えば通信制高校・定時制高校は、全日制高校と比較すると、平均的に生徒の年齢層が高く、同一学年は異年齢集団となっており、年齢主義の要素はほとんど存在しない。これは多くの通信制・定時制高等学校が、もともと勤労者を主対象にした学校であるため、中学校卒業後の現役進学者が少ないという特徴があるためである。ただし、高校の多くが全日制課程であるため、定時制・通信制の年齢層の幅広さは高校全体の統計に現れにくい。
なお、高等専修学校（専修学校高等課程）では、過年度生の比率が多く、年齢主義の風潮は薄い。また職業能力開発校（普通職業訓練普通課程）も、この段階の教育に該当するとされるが、年齢主義はあまり存在しない。ただし、自衛隊学校（自衛隊少年生徒教育隊、陸自の陸上自衛隊少年工科学校、海自の第1技術学校、空自の航空教育隊）などでは年齢の上限はある。
都道府県別の高校生の年齢的な傾向は、#統計の地域差の節を参照のこと。
部活動によっては、その活動分野の大会（高校総体など）で出場できる年齢の上限があるため、本人が所属することをあきらめてしまう場合もある。#学校外社会における現状の説も参照。

### 高等教育
大学においては、ほぼ完全に課程主義的な運用がなされており、単位不足によって留年するケースもある程度見られる。また、大学生の多くは18歳から20代前半ではあるものの、高校と比べて年齢的な均一性は少ないので、年齢主義的な雰囲気はほとんどない。すべての大学は単位制を取っているため、単位取得が十分でなければ卒業ができない。
しかし諸外国ほど課程主義が徹底しているわけではなく、年数主義も取っている。例えば4年制大学はどんなに成績優秀であっても2年で卒業することは不可能であり、また3年次卒業者も数少ない。
また一般的な大学では入学試験こそ難しいものの、教授による単位認定の難易の差はあるが、諸外国の大学と比較すると進級や卒業は容易であり、留年者は少数派である（もちろん各大学や学部・教授によってまちまちであるため一概には言えない。大学によっては原級留置率が高く中退者が多い学校もある）。このように、通常は在学期間が修業年限と大幅にずれることは少ない。また、17歳からの飛び入学もごく一部の学校を除いて実施されていない（ただし外国学校卒業者は可能）。ただし近年は、3年で卒業する早期卒業も徐々に増加しており（平成17年度現在、40大学が実施）、年数主義からも脱し始めている。また18歳未満でも正規課程生以外ならば受講は可能である（放送大学など）。
ただし、防衛大学校、防衛医科大学校、海上保安大学校、気象大学校、航空保安大学校の5つの大学校は、入学すなわち就職（当該省庁の職員）となるため、入学年齢に上限がある（大学校一覧に記載）。また、大幅に年齢が高いケースだが、2005年には群馬大学医学部に55歳の受験生が高年齢を理由に不合格となったため裁判になったという事件も発生した。他にも、一部の私立大学医学部では、年齢制限の明記はないが、20代であっても多浪生の入学が困難であるとの話もある。
また一部の大学では高校2年からの飛び入学を実施しているが、千葉大学や名城大学などでは17歳の高校2年生に限定しており、18歳以上の場合は受験資格がない。
鳴り物入りで導入した飛び入学自体も実際には激減しており、2010年の国勢調査では17歳以下の大学生は全国に63人いたが、2020年の国勢調査において8人にまで減ってしまっており、2020年国勢調査における大学生数が268万4313人ということを考えれば、いかに少ないかが分かるであろう。
こうなった原因として、何らかの事情で中途退学した時に、学歴が高校中退となるため、一定のリスクが認められたことが指摘されていた。また、飛び入学の制度は当初こそ注目されたものの、単純に時間が経過するとともに飽きられ、年齢主義の社会通念に飲み込まれ、制度が忘れ去られたことも影響しているであろう。
2022年には飛び入学者の中退時のリスク軽減のために、高等学校卒業程度認定審査が設立されたが、2022年度の出願者は9人にとどまっている（9人全員が合格）ばかりか、そのうちの5人は既に学部を卒業して大卒になっていた。
また同認定審査の資料から2022年から2023年にかけての大学飛び入学者は日本全国で僅か1人という結果になっていることも判明した。
また、高校ほどではないが、やはり卒業の容易さによる卒業生の能力の保証のなさは問題となっている。しかし、これについてはいわゆるブランド大学（旧帝国大学などの難関大学）の卒業者であれば信用できるという社会通念はあるが、逆に学校名社会を生んでいるという問題もある。
大学院においては、ほぼ完全に課程主義的な運用がなされており、能力主義となっている。また、修業年限も自由である。修士課程からはじめることも、博士課程からはじめることも可能である。
博士課程においては、学位を取得しなければ修了にはならないなど、修得主義での運用となっている。そのため、修士・博士の学歴については能力が担保されていると言っていいであろう。

## 日本から外国への留学における現状
一般的に外国の学校（特に高等学校）は日本よりも年齢的な制限がゆるいといわれる。しかしながら、日本国内の外国留学プログラムでは、18歳までの高校生を主対象にしていて、それ以上の年齢の場合は利用不可能になる場合も多い。
このように、外国留学とはいえ年齢上限がないわけではないことに注意すべきである。例えば外国留学・交換留学プログラムの一つである、AFS日本協会やYFU日本国際交流財団では、応募可能な志願者の生年月日が明記されている。
いくつかの業者では、不登校などから立ち直るということを謳って海外留学の宣伝をしており、海外教育コンサルタントなどの名義で書籍を発行したり、留学雑誌に案内が掲載されたりしているが、それらの書籍や雑誌には年齢の上限があることが書かれていない場合もある。しかし実際にはかなり厳格な年齢制限が存在する場合もあるのである。一般的に、不登校生徒や、形式卒業後も社会参加ができていない青年の場合は、年齢が高い場合が多いため、最低年齢の現役生ばかりを対象にするプログラムの意味は薄いといえる。

## 諸外国における歴史と現状
以下に諸外国の歴史と現状を記す。また日本語の資料としては2013年（平成25年）には文部科学省から委託調査を受けたWIP ジャパン株式会社による「教育改革の総合的推進に関する調査研究～諸外国における 学制に関する改革の状況調査」報告書の記述も助けとなる。
なお日本語の資料では日本の強固な年齢主義の環境で培われた思考パターンで外国の教育制度を著述しているために誤謬をはらんでいる例や、PISAのアンケート調査と矛盾している場合もあるので要注意である。

### 保育・初中等教育（K-12）
世界的に見ると、フランスや西ヨーロッパ諸国は課程主義を基本としている場合が多く、イギリスや北欧諸国など年齢主義を基本としている国の場合でも、日本ほど硬直的な運用ではない。
ただ、複線型学校制度を採っているシンガポールやドイツでは、早期の選別が「敗者」への悪影響を与えているという指摘もある。就学率のうち、粗就学率が純就学率よりかなり高い国家においては、さまざまな年齢の生徒が在学している。
なお、義務教育において上限なしの留年が存在する国々において、留年しても成績が悪く、なおかつ一向に改善も見られずに留年を繰り返し続けた場合は最終的にどうなるのか（形式卒業とするのか義務教育でも退学させるのか）、あるいは回数に上限が存在する場合において留年回数上限に達した後も一向に成績が改善されない場合にどうなるのかについては判然としないことも多い。

#### アメリカ合衆国

人種のるつぼといわれるアメリカ。複雑な事情を抱えている。

アメリカ合衆国では、一般的には能力別学級編成が行われているので、基本は年齢主義でありながら学力格差による問題がある程度解消されている。しかしアメリカの場合は州や時代によってかなり教育制度が違うため、一概に論じられない。アメリカ合衆国の教育も参照。
アメリカの高校は年齢主義的色彩も強く、20歳以上では在学できなくなる学校も多く存在する。
そのため、しばしば年齢詐称による違法入学騒動が見受けられる。
留年飛び級など年齢のしがらみがないと思われがちだが、実際には高年齢在学が困難であることがあり、州にもよるが自由度は必ずしも高くない。
英語を話せない移民が多いなど、課程主義を採ると社会的格差が浮き彫りになるなどの問題があり、様々な配慮が必要とされている状況である。なお、アメリカの高校は日本の高校よりもカリキュラムが遅く、そのデメリットを優秀者の飛び級をさせることによって補っているといわれる。
初等教育の粗就学率は98.98%（2004年）、純就学率は92.41%（2004年）であり、制度計画上の比定年齢範囲である者は93.36%である。中等教育の粗就学率は94.68%（2004年）、純就学率は89.34%（2004年）であり、制度計画上の比定年齢範囲である者は94.36%である。

#### カナダ
カナダでは、初等教育の同年齢度は日本並みに極めて高いが、グレード9〜12（日本の中3〜高3に相当）については、必ずしも同年齢度が強いわけではなく、ある程度は異年齢者がいる。カナダの教育も参照。
初等教育の粗就学率は100.19%（2002年）、純就学率は99.5%（2001年）であり、制度計画上の比定年齢範囲である者は99.31%である。中等教育の粗就学率は108.53%（2002年）、純就学率は94.11%（1999年）であり、制度計画上の比定年齢範囲である者は86.71%である。

#### ドイツ
ドイツでは、義務教育段階でも小学1年を除いて原級留置が多く、日本の中等教育学校や併設型中高一貫校に相当するギムナジウムでは毎年5〜10%の原級留置生徒が出る。また、就学年齢も弾力化されている。中学校段階で生徒の能力適性によって、進学型のギムナジウム、中間型のレアルシューレ（実科学校）、職業教育型のハウプトシューレ（基幹学校）に分かれるという複線型学校制度となっているため、学業が苦手な生徒でも進学することは一応可能である。学齢成熟の考え方があることから、小学校の就学時期には幅を持たせている（ただし下記のPISAの統計における留年経験率はOECD諸国の中では比較的高い）。ドイツの教育も参照。
初等教育の粗就学率は男女とも103%、純就学率は男女とも98%であり、制度計画上の比定年齢範囲である者は95.14%である。中等教育の粗就学率は100.29%（2004年）、純就学率は不明である。

#### フランス
フランスでは、小学校から課程主義を取っているため、かなり原級留置が多く、1987年の統計では、小学5年生のうち標準年齢者が60%、高年齢者が37%、低年齢者が2.5%であった。ただし、こういった現状に対しては国内の意見は必ずしも肯定的なものばかりではなく、下記のように原級留置を減らす取り組みも行われている。原級留置を防止するために、補習授業（スーチエン）も行われている。
一方、義務教育期間の終了基準については年齢主義を取っており、中学校の課程を修了していなくても16歳になれば義務教育期間が終了する。そのとき小学生である場合も、大学生である場合もある。フランスの教育も参照。
- ホ〜ッ。 落第しなくてよかったぁ〜!（フランスの小学校事情）（原級留置について）
- ヒエ〜。ジャンヌ・ダルク風?!教育ママゴン（フランスの小学校事情）（飛び級について）

なお、正式には留年ではなく延長であるとの主張（）もある。
初等教育の粗就学率は104.8%（2004年）、純就学率は98.94%（2004年）であり、制度計画上の比定年齢範囲である者は94.4%である。中等教育の粗就学率は110.59%（2004年）、純就学率は96.17%（2004年）であり、制度計画上の比定年齢範囲である者は86.96%である。

#### イタリア
イタリアの場合、初等教育は先生達の満場一致により相当な理由により進級が認められないと判断された場合のみ留年し、中等教育では素行点と教科成績、また卒業時の国家試験に合格できないと留年であるとする、文部科学省の調査では飛び級制度は存在しないとしているが、PISAのアンケート調査と矛盾している。

#### ノルウェー
ノルウェーでは、義務教育期間での留年が全く存在しない。日本と同様、どんなに成績が悪くても進級する。ノルウェーの義務教育には留年制度が存在せず、また飛び級に関する資料も確認できなかったとしているが、それが制度の撤廃によるものであるかどうかは不明である、また成績が極端に悪い場合には転校措置が取られることもあるという。ノルウェーの教育も参照。

#### ブラジル
ブラジルでは、他のラテンアメリカ諸国と同様に、修得主義が強く年齢主義の色彩は薄い。このため、日本に出稼ぎに来るブラジル人労働者の子が、日本の学校の年齢主義に直面して戸惑うケースも散見される。さらに言葉の問題も加味して、不就学となるケースも見られる。14歳では76%が原級留置経験者である。一応、1999年には初等教育前期4年間について、学力評価による原級留置が禁止されたため、留年はある程度減少した。
しかし2000年時点では進級率はさほど高くなったとはいえず、また広い国であるために地域による差も大きく、北東部では初等教育における制度計画比定年齢以外の在学者が6割程度であるものの、サンパウロ州においては2割程度である。20歳で小学校に入学した例もある。ブラジルの教育も参照。
初等教育の粗就学率は140.96%（2003年）、純就学率は92.93%（2003年）であり、制度計画上の比定年齢範囲である者は65.92%である。中等教育の粗就学率は102.03%（2003年）、純就学率は75.67%（2003年）であり、制度計画上の比定年齢範囲である者は74.16%である。

#### オーストラリア
オーストラリアでは、下記のように中等教育段階に広い年齢層の人が在学していると推測される。このレベルの数値は先進国ではかなり珍しい。オーストラリアの教育も参照。
初等教育の粗就学率は102.83%（2004年）、純就学率は95.75%（2004年）であり、制度計画上の比定年齢範囲である者は93.11%である。中等教育の粗就学率は148.56%（2004年）、純就学率は85.49%（2004年）であり、制度計画上の比定年齢範囲である者は57.54%である。

#### 大韓民国
大韓民国では、小学校での原級留置は存在しないが、飛び級は稀に存在する。日本統治時代の名残もあってか、遅くとも2012年の時点まで義務教育での留年が存在しなかった。大韓民国の教育も参照。
初等教育の粗就学率は104.79%（2005年）、純就学率は99.37%（2005年）であり、制度計画上の比定年齢範囲である者は94.82%である。中等教育の粗就学率は92.9%（2005年）、純就学率は90.44%（2005年）であり、制度計画上の比定年齢範囲である者は97.35%である。

#### 中華人民共和国
中華人民共和国では、農村と都市部で在学年齢が異なる傾向もあり、日本に移住した児童が、日本の学校の学年と合わないまま編入させられる場合が多く、問題になっている。学齢は6歳からとなっているが、2006年には、5歳以下の小学生が50万人おり、中には5歳で小学6年生の例すらあったほど、法と実態が乖離している。中華人民共和国の教育も参照。
初等教育の粗就学率は男性112%、女性111%、純就学率は男女とも100%であり、制度計画上の比定年齢範囲である者は89.68%である。中等教育の粗就学率は72.53%（2004年）、純就学率は不明である。

#### シンガポール
シンガポールでは、英才教育志向が強く、初等教育段階から能力によって進むコースが異なっている。小学校は3年までは原級留置はなく、それ以降は小学校卒業試験（PSLE）に合格しなければ13歳までは原級留置が可能である。それでも不合格の場合、特別教育校への進学を余儀なくされる。また不合格とはならずとも、PSLEの結果次第で進学先も変化する。シンガポールの教育も参照。

#### 世界と地域
サブサハラ（ブラックアフリカ）と南アジアの在学年齢は このファイル の3ページ目のFigure 5（サブサハラ）とFigure 6（南アジア）を参照。どちらも同グレードに数歳幅の在籍者がいることが分かる。特にサブサハラの場合、高いグレードになるにつれて年齢幅は広くなる傾向がある。
世界の初等教育の粗就学率は男性108%、女性103%、純就学率は男性90%、女性87%であり、制度計画上の比定年齢範囲である者は83.88%である。中等教育の粗就学率は男性68%、女性64%、純就学率は男性61%、女性60%であり、制度計画上の比定年齢範囲である者は91.66%である。中等教育の方が比定年齢範囲率が高いのは、以下の理由によるものと考えられる。
- 先進国では初等教育の就学率と中等教育の就学率の差が小さな傾向があり、非先進国では初等教育の就学率が高いが中等教育の就学率が低い傾向にある。
- 先進国では初等教育と中等教育の比定年齢範囲率が高い傾向があり、非先進国では低い傾向がある。

このため、中等教育の就学者は初等教育の就学者よりも先進国の人の占める割合が大きくなり、先進国の内容が数値に現れやすくなる。つまり、初等教育よりも中等教育の方が比定年齢範囲率が高い国が多いということではなく、実際には、初等教育の方が比定年齢範囲率が高い国が多いと思われる。

#### 共通
開発途上国における学校制度は、課程主義かつ年数主義である場合が多い。これらの国では、低年齢労働者も多く、また成人非識字者も多いため、年齢主義での運用を行うとごく一部の人しか教育を受けられなくなってしまう。
シュタイナー教育では年齢主義を取っており、各年齢ごとに教育内容が決められている（金持ちで健康で「頭のよい」子のためのシュタイナー教育 を参照）。
モンテッソーリ教育では、3歳の幅がある異年齢混合のクラスを編成する。
日本の1条学校は全日制がほとんどであり、各国の中でも1日の在校時間が長い方である。先進国においても、日本における半日授業並みの授業時間の小学校システムとなっている所も見られる。このため、日本の学校は家庭教育や社会教育が行うべき部分を肩代わりしている傾向が強い。ただし、核家族化・共働き化が進んでいるため、家庭で十分に教育が行えるとは限らず、こうしたシステムは必ずしもマイナス面ばかりではない。

### PISAによる調査結果
下記はPISAによる2018年の15歳の生徒の留年経験率並びに所属学年と標準学年の78の国と地域別の比較である。なお、調査書の発表時期の関係で、コスタリカがOECDに含まれていない。また、OECD平均は人口ベースではなく国数の単純平均とした。また四捨五入の都合上所属学年の合計が100％になってない国が存在する。
| 国・地域                   | 小中学校での 留年経験率（％） | 現在の所属学年（％） | 現在の所属学年（％） | 現在の所属学年（％） |
| 国・地域                   | 小中学校での 留年経験率（％） | 標準学年より下       | 標準学年             | 標準学年より上       |
| -------------------------- | ----------------------------- | -------------------- | -------------------- | -------------------- |
| オーストラリア             | 5.9                           | 11.6                 | 81.0                 | 7.4                  |
| オーストリア               | 14.4                          | 51.8                 | 48.1                 | 0.2                  |
| ベルギー                   | 30.8                          | 33.9                 | 64.8                 | 1.3                  |
| カナダ                     | 5.4                           | 11.1                 | 87.7                 | 1.2                  |
| チリ                       | 23.2                          | 25.9                 | 68.5                 | 5.6                  |
| コロンビア                 | 40.8                          | 38.5                 | 43.0                 | 18.5                 |
| チェコ                     | 4.6                           | 4.0                  | 48.5                 | 47.5                 |
| デンマーク                 | 3.2                           | 16.4                 | 81.7                 | 1.8                  |
| エストニア                 | 2.9                           | 22.3                 | 76.4                 | 1.4                  |
| フィンランド               | 3.3                           | 14.2                 | 85.6                 | 0.2                  |
| フランス                   | 16.6                          | 17.4                 | 79.2                 | 3.3                  |
| ドイツ                     | 19.6                          | 8.5                  | 46.4                 | 45.1                 |
| ギリシャ                   | 4.0                           | 4.5                  | 95.5                 | 0.0                  |
| ハンガリー                 | 8.5                           | 10.0                 | 71.1                 | 19.0                 |
| アイスランド               | 0.9                           | 0.0                  | 99.2                 | 0.8                  |
| アイルランド               | 6.1                           | 2.0                  | 61.6                 | 36.4                 |
| イスラエル                 | 9.0                           | 16.9                 | 82.4                 | 0.7                  |
| イタリア                   | 13.2                          | 14.5                 | 77.8                 | 7.7                  |
| 日本                       | 0.0                           | 0.0                  | 100.0                | 0.0                  |
| 大韓民国                   | 4.5                           | 16.1                 | 83.8                 | 0.1                  |
| ラトビア                   | 3.7                           | 10.6                 | 86.9                 | 2.6                  |
| リトアニア                 | 2.0                           | 2.5                  | 90.2                 | 7.3                  |
| ルクセンブルク             | 32.2                          | 10.3                 | 48.3                 | 41.4                 |
| メキシコ                   | 15.0                          | 21.5                 | 77.8                 | 0.7                  |
| オランダ                   | 17.3                          | 39.5                 | 59.3                 | 1.3                  |
| ニュージーランド           | 5.6                           | 6.7                  | 89.0                 | 4.2                  |
| ノルウェー                 | 0.0                           | 0.3                  | 99.3                 | 0.4                  |
| ポーランド                 | 3.3                           | 3.5                  | 95.1                 | 1.4                  |
| ポルトガル                 | 26.6                          | 31.8                 | 68.0                 | 0.2                  |
| スロバキア                 | 5.5                           | 47.0                 | 51.3                 | 1.7                  |
| スロベニア                 | 3.6                           | 7.1                  | 92.4                 | 0.4                  |
| スペイン                   | 28.7                          | 30.0                 | 69.9                 | 0.1                  |
| スウェーデン               | 3.5                           | 2.1                  | 96.3                 | 1.6                  |
| スイス                     | 17.6                          | 10.7                 | 60.8                 | 28.5                 |
| トルコ                     | 7.4                           | 18.2                 | 78.8                 | 3.0                  |
| イギリス                   | 2.5                           | 4.8                  | 93.5                 | 1.8                  |
| アメリカ                   | 9.1                           | 7.6                  | 73.6                 | 18.8                 |
| OECD平均                   | 10.8                          | 15.5                 | 76.0                 | 8.5                  |
| アルバニア                 | 3.3                           | 38.0                 | 61.5                 | 0.5                  |
| アルゼンチン               | 29.2                          | 34.1                 | 64.0                 | 1.8                  |
| バクー（アゼルバイジャン） | 2.7                           | 37.8                 | 61.5                 | 0.7                  |
| ベラルーシ                 | 1.4                           | 43.8                 | 56.2                 | 0.0                  |
| ボスニア・ヘルツェゴビナ   | 1.9                           | 16.5                 | 83.4                 | 0.1                  |
| ブラジル                   | 34.1                          | 59.2                 | 39.3                 | 1.5                  |
| ブルネイ                   | 12.0                          | 7.0                  | 59.7                 | 33.3                 |
| 北京、上海、江蘇省、浙江省 | 8.3                           | 40.4                 | 58.2                 | 1.3                  |
| ブルガリア                 | 4.5                           | 2.9                  | 92.8                 | 4.3                  |
| コスタリカ                 | 28.1                          | 55.1                 | 44.7                 | 0.2                  |
| クロアチア                 | 1.5                           | 0.3                  | 78.9                 | 20.8                 |
| ドミニカ共和国             | 32.5                          | 42.4                 | 43.8                 | 13.8                 |
| ジョージア                 | 3.3                           | 14.8                 | 84.2                 | 1.0                  |
| 香港                       | 15.7                          | 33.2                 | 66.0                 | 0.8                  |
| インドネシア               | 15.5                          | 45.2                 | 49.2                 | 5.6                  |
| ヨルダン                   | 10.8                          | 13.0                 | 87.0                 | 0.0                  |
| カザフスタン               | 3.1                           | 45.8                 | 53.4                 | 0.9                  |
| コソボ                     | 4.5                           | 23.7                 | 74.6                 | 1.8                  |
| レバノン                   | 34.5                          | 30.0                 | 58.2                 | 11.7                 |
| マカオ                     | 30.1                          | 41.0                 | 57.9                 | 1.1                  |
| マレーシア                 | 0.0                           | 5.5                  | 94.2                 | 0.3                  |
| マルタ                     | 5.5                           | 5.5                  | 94.4                 | 0.1                  |
| モルドバ                   | 2.6                           | 6.4                  | 83.2                 | 10.5                 |
| モンテネグロ               | 1.6                           | 3.3                  | 93.8                 | 2.9                  |
| モロッコ                   | 49.3                          | 53.9                 | 38.4                 | 7.7                  |
| 北マケドニア               | 3.2                           | 0.2                  | 95.8                 | 4.0                  |
| パナマ                     | 26.5                          | 30.7                 | 65.4                 | 3.9                  |
| ペルー                     | 20.8                          | 21.9                 | 54.5                 | 23.6                 |
| フィリピン                 | 21.1                          | 17.4                 | 51.1                 | 31.6                 |
| カタール                   | 17.1                          | 23.7                 | 63.4                 | 12.9                 |
| ルーマニア                 | 4.5                           | 6.9                  | 77.9                 | 15.2                 |
| ロシア                     | 1.7                           | 8.2                  | 80.6                 | 11.2                 |
| サウジアラビア             | 11.4                          | 18.8                 | 77.5                 | 3.8                  |
| セルビア                   | 1.4                           | 0.9                  | 87.7                 | 11.4                 |
| シンガポール               | 4.8                           | 8.8                  | 90.8                 | 0.4                  |
| 台湾                       | 0.9                           | 35.8                 | 64.2                 | 0.0                  |
| タイ                       | 6.8                           | 20.9                 | 76.6                 | 2.5                  |
| ウクライナ                 | 1.6                           | 42.0                 | 57.3                 | 0.7                  |
| アラブ首長国連邦           | 10.2                          | 11.4                 | 56.8                 | 31.8                 |
| ウルグアイ                 | 33.4                          | 36.0                 | 63.4                 | 0.6                  |
| ベトナム                   | 4.9                           | 5.1                  | 94.9                 | 0.0                  |
| 78カ国平均                 | 11.6                          | 20.0                 | 72.4                 | 7.6                  |
| 国・地域                   | 小中学校での留年経験率        | 標準学年より下       | 標準学年             | 標準学年より上       |
| 国・地域                   | 小中学校での留年経験率        | 現在の所属学年       |                      |                      |

1. 国名は出典元に基づきOECD→非OECD諸国をアルファベット順
2. 濃い赤色はそれぞれ調査国中で最高の数字、薄い赤色は上位5カ国
3. 濃い青色はそれぞれ調査国中で最低の数字、薄い青色は下位5カ国

#### 留年経験並びに標準学年より下の生徒に関する統計
留年経験率と所属学年が大きく乖離している国が何カ国かあるが、標準学年より下の割合が高いならば就学開始年齢を遅らせる（就学猶予）生徒が多数いることや、逆の場合は後で飛び級をさせて帳尻を合わせたと考えられる。
留年を経験したことがあると答えた生徒が全くいなかった国は日本、ノルウェー、マレーシアの3カ国。ただし日本以外の2カ国は就学猶予として遅れての入学があるため、標準学年より下の生徒がある程度存在するが、日本には全く存在しない。
わずかでも留年者を出す国で最も留年経験率が低いのはアイスランドと台湾でそれぞれ0.9％、次いでセルビアとベラルーシの1.4％、クロアチアの1.5％、モンテネグロ、ウクライナの1.6％と続く。OECD諸国では留年が存在しない日本とノルウェーに続くのはリトアニアの2.0％、続いてイギリスの2.5％、エストニアの2.9％でここまでが3％未満である。
2012年のOECDの報告書では、留年の存在しない国として日本、ノルウェーの他に大韓民国（以下韓国）が挙げられていたが、韓国は2018年までの6年間の間に制度を復活（または創設）させた模様であり、この調査では15歳時点で4.5％とおよそ21人に1人の割合の生徒が留年を経験している。報告書内でも、2003年から2018年までの間に留年率が増加した国としてオーストリア、チェコ、アイスランド、ニュージーランド、スロバキア、タイと共に韓国が挙げられた。
逆に留年経験率が最も高いのはモロッコの49.3％、次いでOECD最多留年率のコロンビアが40.8％、以下レバノン34.5％、ブラジル34.1％、ウルグアイ33.4％と続く。この統計でも、全般的に留年経験率の高い国は中南米など非先進国に多い。
OECD諸国では先述のコロンビアが4割超の他、ルクセンブルクとベルギーがそれぞれ3割を超える留年経験率を出している。またスペイン、コスタリカ、ポルトガルも4人に1人以上の割合で留年経験者が存在している。
OECD37カ国（当時）の平均は10.8％であるが、実際に留年経験率が10％を超えている国は13カ国と少数派であるため、一部の国が平均を押し上げていることが見て取れる。
就学猶予や留年決定後の飛び級による帳尻合わせを含めた「標準学年より下」率は、日本とアイスランドが0.0％であり、次いで北マケドニア0.2％、クロアチアとノルウェーがそれぞれ0.3％である。
この中で留年経験者が日本と同様0％であるノルウェーは就学猶予によって、留年経験率が標準学年より下と答えた生徒よりも多いその他国は何処かの段階で飛び級させて帳尻合わせを行ったと思われる。
逆にブラジル、コスタリカ、モロッコ、オーストリアの3カ国は15歳時点で標準学年に達していない生徒が過半数存在している。この内コスタリカとオーストリアがOECDに含まれている（ただしコスタリカは調査報告書が発表された当時は非加盟）
中でもブラジルは6割近い数字であり、もはや標準学年はあってないようなものと化している。日系ブラジル人などが来日し、日本の学校に入学するとこうした文化の違いから様々な問題が引き起こされる（先述）
なおこの報告書の本文にも2012年のOECD報告書や2006年のユネスコの報告書と同様に、留年した生徒は留年しなかった生徒より学校の成績が低く、15歳の時点で学校により否定的な態度を取る他、高校を中退する可能性が高いことを、先行研究を提示した上で示している箇所が存在する。

#### 標準学年より上の生徒に関する統計
世界的には原級留置や就学猶予によって標準学年より下の学年に所属するよりも、早期入学や飛び級に伴って標準学年より上に所属する方が珍しいが、OECDではチェコ、ドイツ、ハンガリー、アイルランド、ルクセンブルク、スイス、アメリカの7カ国は標準学年より上の生徒の方が下の生徒よりも多い。とりわけチェコ、ドイツ、ルクセンブルクは飛び級・早期入学などによって標準学年以上に進んだ生徒が全体の4割を超えている。しかし、これらの国は例外的である。
世界全体の大まかな流れとして、飛び級や早期入学は留年よりも抵抗感が強いということは数字上でも見て取れ、OECD平均でも78カ国平均でも、標準学年より上の生徒は下の生徒の半分程度の数字となっている。
標準学年より上に所属していると答えた生徒が存在しない国はOECDでは日本とギリシャが存在し、他にはベラルーシとヨルダンが標準学年より上に所属する生徒が皆無が国である。
なお、台湾とベトナムは端数の問題で0.0％であるが、それぞれ極めて少数ながら標準学年より上に所属する生徒が存在する。
その他OECDでは韓国とスペイン、非OECDではマルタが0.1％と極めて少数である。他、1％以下の国は20ヶ国以上存在しており、飛び級や早期入学が例外的な国は多い。

#### 標準学年の割合と日本
日本はOECDを含む78の国と地域の中で生徒たちは誰一人留年を経験しておらず、またアンケートに回答した生徒の100％が標準学年所属と答えており、標準学年から外れて所属する人が全くいない唯一の国である。
標準学年より下と答えた生徒がいない国は日本の他にアイスランドがあるが、アイスランドでも0.9％の生徒が留年を経験していると回答しているし、留年経験者が存在しないノルウェーとマレーシアも標準学年より遅れて入学する生徒や飛び級する生徒が僅かに存在する。
飛び級や早期入学が存在しないために「標準学年より上」の生徒が存在しない国々もそれぞれ原級留置や就学猶予のために標準学年より下と答えた生徒が一定数存在している。
しかし、日本にはこれらのいずれも存在しておらず、世界一年齢主義が強固な国である。
世界各国において日本の次に年齢主義が強い国はノルウェーであり、次いでアイスランドである。
ノルウェーでは全体の99.3％の生徒が、アイスランドも99.2％の生徒が標準学年に所属すると答えており、これら3カ国に次いで「4番手」であるスウェーデンでも標準学年所属生徒の割合が96.3％（標準学年非所属生徒の割合で換算すると約5-7倍）まで落ちることを考えれば、国際的な標準から見れば両国とも年齢主義が非常に強い国と言える。
しかし、99.2～99.3％ということは、裏を返せば両国とも標準学年を離れた生徒が全体の0.7～0.8％いるということを意味し、これは国勢調査において最も学齢超過生徒の割合が多かった2000年の日本における16歳以上の中学生の割合と比べてもかなり高い。
翻って生徒たちの100.0％、文字通り例外なく全員が標準学年に所属していると回答した日本は、この両国と比べても異次元に強固な年齢主義の国と言っても決して大げさではないであろう。このアンケートを信じる限り、2010年代後半以降の日本では、全日制の中学校からは学齢超過者は殆ど一掃され、学齢超過の中学生は、夜間中学または自主夜間中学に通っているものと思われる。
その他年齢主義の強い国として北マケドニア、ギリシャ、ポーランド、ベトナム、マルタ、マレーシア、モンテネグロ、イギリス、ブルガリア、スロベニア、シンガポール、リトアニアが挙げられ、これらの国々はいずれも標準学年の生徒の割合が90％以上である。また上記のうち北マケドニアからポーランドまでの3カ国は標準学年率が95％を超えている。年齢主義の強い国は、日本とイギリスを除けば東南アジアの他、北欧や東ヨーロッパ、旧ユーゴスラビア諸国で占められており、フランスなどの西欧とは一線を画している。
逆に標準学年に所属している生徒数が50％を切る国としてモロッコ、ブラジル、コロンビア（OECD最低）、ドミニカ共和国、コスタリカ、ドイツ、オーストリア、ルクセンブルク、チリ、インドネシアの10カ国、大半が中南米で占められている中でドイツ、オーストリア、ルクセンブルクの3カ国が入っているのは注目に値する。
また、モロッコとブラジルは30％台まで落ち込んでおり、標準学年で学ぶ生徒よりも、標準学年以下で学ぶ生徒の方が多いという有様である（他コスタリカとオーストリアが該当、特にオーストリアはヨーロッパ諸国でも唯一標準学年以下の生徒数が標準学年の生徒を上回ってしまっている）

### 高等教育
多くの国の大学は、修得主義・課程主義を取っており、進級・卒業が難しい。また、大学受験がない国もある。一般的に学生の年齢層は日本より高い。
ただし徴兵制の観点から、男子学生の年齢層が一定の幅に集中している場合もある。
なお、英語圏では高年齢生徒・学生のことをMature student（マチュア・ステューデント）と呼ぶ（Mature_studentを参照）。マチュアを直訳すると成熟・円熟であるが、大学の場合は25歳程度でもこの語が使われる。このように、一定年齢以上の在学者を呼び分ける語がある通り、学生は年少者がなるものという通念はゼロではない。なお、これは年齢のみに着目した単語なので社会人学生とは意味が異なる。

## アメリカ合衆国における歴史と議論

### 歴史
アメリカ合衆国の教育においては、州によって方針が大幅に異なる他、時代によって年齢主義を導入しようとする行政・教育学者側と、課程主義を進めようとする世論側で鋭く対立してきたため、非常に複雑である。
下記に記すとおり、1970年代以降は概ね10年周期で年齢主義に対する反対運動が起きている。
歴史的には、19世紀末までは課程主義が一般的であり、20世紀前半には進歩主義教育運動の影響で年齢主義が一般的になった。19世紀においては原級留置は一般的で、アメリカの全学生の約半数が13歳になるまでに少なくとも1回は原級留置していた。
日本の大正時代より約10年遅い1930年代になると、原級留置による心理社会的影響への懸念とともにアメリカにおいても社会的進級が広がり始めた。
しかし、1970年代ごろから「基礎に帰れ運動」が広がったため、州によっては進級・卒業時に「最低基礎能力検査」が実施されている。検査の成績いかんによっては進級できない場合もあり、また10代前半で大学に入学するなど飛び級制度も普及している。
そんな中でも、特にニューヨーク市やフィラデルフィア市では1940年代以来100%進級の方針を採用し続けていた。
しかし、1980年代ごろに教育改革運動があり、上の両市でもその年代に22%の原級留置者を出した。なお、学年（グレード）別の平均年齢の標準偏差は、1918年には1〜9年生において11.8〜16.6であるのに対し、1952年には6.8〜9.6と狭くなっている。なお、この2回の調査の学年の平均年齢はそれほど変わっておらず、52年の方が6ヶ月から1年程度若くなったにすぎない。このように、20世紀前半には同学年同年齢に近づいていく傾向が見られる。また20世紀初頭はグレード1に4歳から18歳までの在籍者がいたことも明らかとなっている。なお当時のコモンスクール（公立学校）は21歳まで在学できるとの規定が多かった。
更に2000年ごろから、各地で社会的進級（自動進級）に対する反対から、小学校への課程主義の積極導入が行われており、一方で落ちこぼれを作らないようサマースクールが開かれるなどの対策も行われている。
ただし、社会的進級の廃止により悪影響が現れたという失敗例が多く、現にこうした運動が何度も周期的に起こっているのは、時と共に原級留置の弊害が顕在化し、現場がこれまでの年齢主義に戻してきたからとも言える。
中には学区長自身が、自分たちがしていること（自動進級廃止）は間違いだと認識しており、多くの証拠と研究結果、それどころか同一学区で過去に同じことを行って失敗した前例すらあることも知っていたにもかかわらず、あまりにも圧倒的な世論に抗いきれず、できる限りゆっくりと、また部分的に実行を始めざるを得ない状況に追い込まれた事例もあった。
なお、2006年にはユネスコ国際教育計画研究所（UNESCO-IIEP）とInternational Academy of Education（IEA）が米国を中心に初中等教育における留年制度並びにそれを支持する意見を批判する報告書をまとめている（先述）
アメリカの教育学者の間では既に答えが出ており、現に何度も失敗している問題であるにもかかわらず、無理解な世論や政治家が何度も蒸し返しては同じ破綻を繰り返しているとも言われ、社会的進級に関する論争はその代表格とも言える。
年齢主義的な進級制度を米国では「Automatic promotion（自動進級）」または「Social promotion（社会的な進級）」と呼ぶ。後者の呼び方は、留年制度の支持者からは成績が低い人が昇進するのは学業成績ではなく、自尊心と社会適応のためであり、怠惰と非効率性であるという批判を込めて呼ぶことがある。
英語版ウィキペディアの当項のリンク先の記事名も「Social promotion」となっている他、「promotion based on seat time（座った時間による進級）」「the time the child spends sitting in school(子供が学校で座って過ごす時間)」といった言い回しも紹介されている。
課程主義に当たる用語は「merit promotion（実績による進級）」である。

### 現在の議論
「Social promotion」と「Merit promotion」を巡る議論は現在も続いている。特に読解力の乏しい3年生を留年させるか否かについての論争が現在も全米各地で存在している。

#### 推進派の主張
社会的進級（年齢主義）政策の支持者は、社会的進級そのものを擁護することはあまりない。
代わりに、原級留置することが悪いと主張している。 彼らの主張では、追加の個別指導やサマースクール（補修に相当する）など、より安価でより効果的な介入と比較して、原級留置は成績不振に対する費用対効果の高い対応ではないとする。ユネスコやOECDなどの先行研究の結果を背景に、原級留置には何のメリットもないし、それどころかそれに伴う弊害さえも示していること。
そして長期的には原級留置によって得た利益が失われる傾向があることを示す幅広い研究結果を指摘している。
- 時間と共に原級留置児のドロップアウト率（中退率）が増加すること
- Allenseorth (2005) による研究データと Frey (2005) によって記録されたデータによれば、ミネソタ州の学校における原級留置を経験した生徒たちの退学率は27.2%であり、原級留置を経験してない生徒たちの12.4%と比べて2倍以上である[153][154]。
- 原級留置を経験した生徒たちに長期的な学業上の利益があるという証拠も存在していない[152]。
- 原級留置を経験した生徒たちとほぼ同様の成績を収めた進級生と比較して、原級留置生の間で精神障害や飲酒、薬物使用、犯罪、十代の妊娠、うつ病、自殺などの危険行為の割合が増加している。
- 異なる年齢層の子供たちから疎外されていると感じます。つまり、年をとりすぎると、いじめに遭ったり、友達が減ったり、嘲笑されたりする可能性があります。

また、原級留置を批判する人たちには、それが学校システムにとって厳しい経済的コストをもたらすことも指摘している。
生徒に原級留置を要求するということは、その学生が中退しないと仮定すると、学校システムに1年間1人の学生を追加することを意味する。社会的進級（年齢主義）を推進する保護者の中には、年長の生徒が年下の生徒を犠牲にするのではないかと心配する人もいる。

#### 反対派の主張
社会的進級（年齢主義）政策の反対者（実績による進級（課程主義）の支持者）は、子どもたちの教育を騙すものであると主張する。 社会的に昇進した子供たちがより高い教育レベルに到達すると、準備が整わずにコースに落ち、卒業に向けて通常の進歩を遂げられないと主張している。
彼らは以下のようなマイナス点を主張する（ただし根拠が不明のものや、既に国際機関の研究や年齢主義の国（例えば日本）における実例からも否定されたものも多い）
- より高度な学習に進むために学年末まで待たなければならない生徒は、現在の成功を否定される。
- できないことがわかっているクラスに進級した生徒は、さらに失敗する可能性がある（分からないまま進級してもますます分からなくなる）
- 生徒たちは社会的進級によってその後も簡単に進級に成功するため、学習スキルが低下したり、平凡な授業に不満を感じて中退したりする可能性がある。
- 社会的進級によって自動的に上級学校に進んだ生徒たちはその後数年間に多くの失敗を経験する可能性があり、それが彼らを挫折させ、中退のリスクを高める可能性がある[155][156]。
- 自身の学力よりも著しく低い「赤ちゃん授業」を座って受けることに対する生徒たちの不満は、教室の混乱や他の人への屈辱につながる可能性がある。
- またそれによって教室の混乱につながり、他の生徒の成績を下げる可能性がある。
- 生徒たちに、頑張らなくても大丈夫だというメッセージを与える恐れがある。
- 教師は、既に理解している生徒、まだ理解していない生徒、理解しようとしている生徒を同時に相手にする必要がある。
- 親や生徒に子供の進歩について誤った認識を与える。
- 同年齢の仲間による社会的封鎖を生み出し、その結果として生じる仲間からの圧力がいじめや薬物乱用を引き起こす。

また、小学校の原級留置は効果的ではないが、中学校では行うべきとする主張もある。
課程に達していないほとんどの生徒が自分のペースで進級できないようにすることで、社会的昇進が彼らが教育に真剣に取り組まない理由であると主張することもできます。彼ら（課程主義推進派）が言うには、「社会的昇進制度を廃止すれば、各学生の学業開始時の功績昇進のインセンティブがより効果的になるだろう」とのことである。

#### 現況
現在、親や教育者が認めるよりも遥かに頻繁に社会的進級が行われているとするデータがあり、ほとんどの教師が、次の学年への準備が整っていない生徒を進級させた経験があるという。
またイリノイ州では、新型コロナウイルス感染症のパンデミック以降、本来の成績よりも高い判定を与える例が急増している。
オハイオ州でも、2012年に当時のジョン・ケーシック知事が、重度の読解力の欠如を持つ3年生を留年させ、集中的に介入する州法（いわゆる3年生留年法）を出したものの、2022年から2023年にかけては、これが打ち切られ、社会的昇進がなされるようになった。学区によっては、さながら日本のように文字通り全ての生徒が進級した模様である。
世論においては、2004年において保護者の4分の3、教師の80％以上が社会的進級（年齢主義）に反対しており、原級留置がより悪いと考える親は24％、教師は15％だけであり、また保護者の87％は、たとえ子供が退学になることを意味するとしても、昇進のために生徒にテストの合格を要求する政策を承認すると答えた。
そうした中で、社会的進級（年齢主義）を推進する教育学者たちは、アメリカの同盟国であり、同時に世界で最も強固な社会的進級（年齢主義）を実施している日本の教育を「成功例」として引き合いに出すことがしばしばある。

### アメリカ合衆国における原級留置の統計
2003年の国勢調査では、グレードごとの在学者の年齢の統計が存在する。それによれば、グレード1などの低グレードにおいても、少数派とはいえ同グレードに約5歳幅の異なる年齢の在籍者がいることが分かる。またグレード7（日本の中1に相当）以上においては、18歳以上の生徒も居り、65歳以上の生徒も3000人いることが分かる。特に最終のグレード12では、40代くらいまである程度在籍者が存在する。
また飛び級もある程度盛んで、15歳の高卒者は33万人、15歳で大学に在学している例も数千人見られる。また高等教育のイヤー5（日本の修士課程1年に相当）に所属している15歳の人も3000人いるなど、きわめて能力主義的な側面もある。
また、女子生徒や白人生徒よりも男子生徒や非白人生徒の原級留置率がより高くなっている。 生徒が高校生になるまでに、男子の原級留置率は女子よりも約10ポイント高くなっている。
また低学年においては、白人、アフリカ系アメリカ人、ヒスパニック系アメリカ人の間で差は見られない。高校別にみると、アフリカ系アメリカ人とヒスパニック系の割合は白人よりも約15％高い。すべての学年において、黒人の生徒は白人の生徒よりも原級留置する可能性が3倍高くヒスパニック系でも2倍の確率であった。
社会的進級（年齢主義）と功績による進級（課程主義）の両方に賛否両論があり、生徒が年齢主義的に進級する時、学習が不十分であることで不利益を被る可能性がある。
しかし、原級留置になる生徒は教室の他の生徒よりも年齢が高いため、問題行動を引き起こす可能性がある。特にアフリカ系アメリカ人の男子は、原級留置になる可能性が最も高いグループであり、彼らが15～17 歳に達するまでに、アフリカ系アメリカ人の少年の 50% は、同級生よりも学年が下であるか、学校を中退してしまっている。
対照的に、15～17歳の白人の少女たちのうち、同年代の女性の下位グレードに位置しているのはわずか30％である。
1999年には教育学者のRobert Hauserは、ニューヨーク市において社会的進級を廃止することについて、「社会的進級を終わらせるという政権の決定は、失敗した子どもたちを追い込む。この政策の是非については大量の証拠が強く否定的である。 そして、この政策は何よりも貧しい子供たちや少数派の子供たちを傷つけることになる」と述べた。

## 諸外国における年齢主義導入への動き
日本においては批判されがちな年齢主義と自動進級制度であるが、OECDを始めとした国際機関などの研究では逆に初中等教育における課程主義とそれに伴う原級留置を批判し、代替案として年齢主義・年数主義的な自動進級制度を提唱するものも多い。こうした研究成果に伴い、ヨーロッパを始めとした諸外国においても、いきなり日本ほどの強力な年齢主義を導入はせずとも、原級留置を減らしたり、回数に上限を設ける動きがある。

### アメリカの事例
先述

### スペインの事例
スペインでは、OECD諸国でも最悪レベルである留年率の高さが社会問題になっており、これがそのまま、同国のニート率の高さに繋がっていると指摘されている。同国は教育改革として、これまで義務教育期間において3回可能であった留年を2回に減らし、また留年決定の目安となる科目数も撤廃、最終的には留年を例外的なものにすることを目指している。

### フランスの事例
フランスの教育においても1980年代半ば以降、留年を減らす政策を取ってきており、回数を制限した上で、抑制の数値目標を掲げている。教育学者の園山大祐は、留年を繰り返す生徒の最終学業達成が低いこと、中等教育での留年を減らすことでバカロレア取得率が上昇していることを示し、フランスにおける「留年抑制」の取り組みは成功したと結論付けた。

## 学校外教育における現状

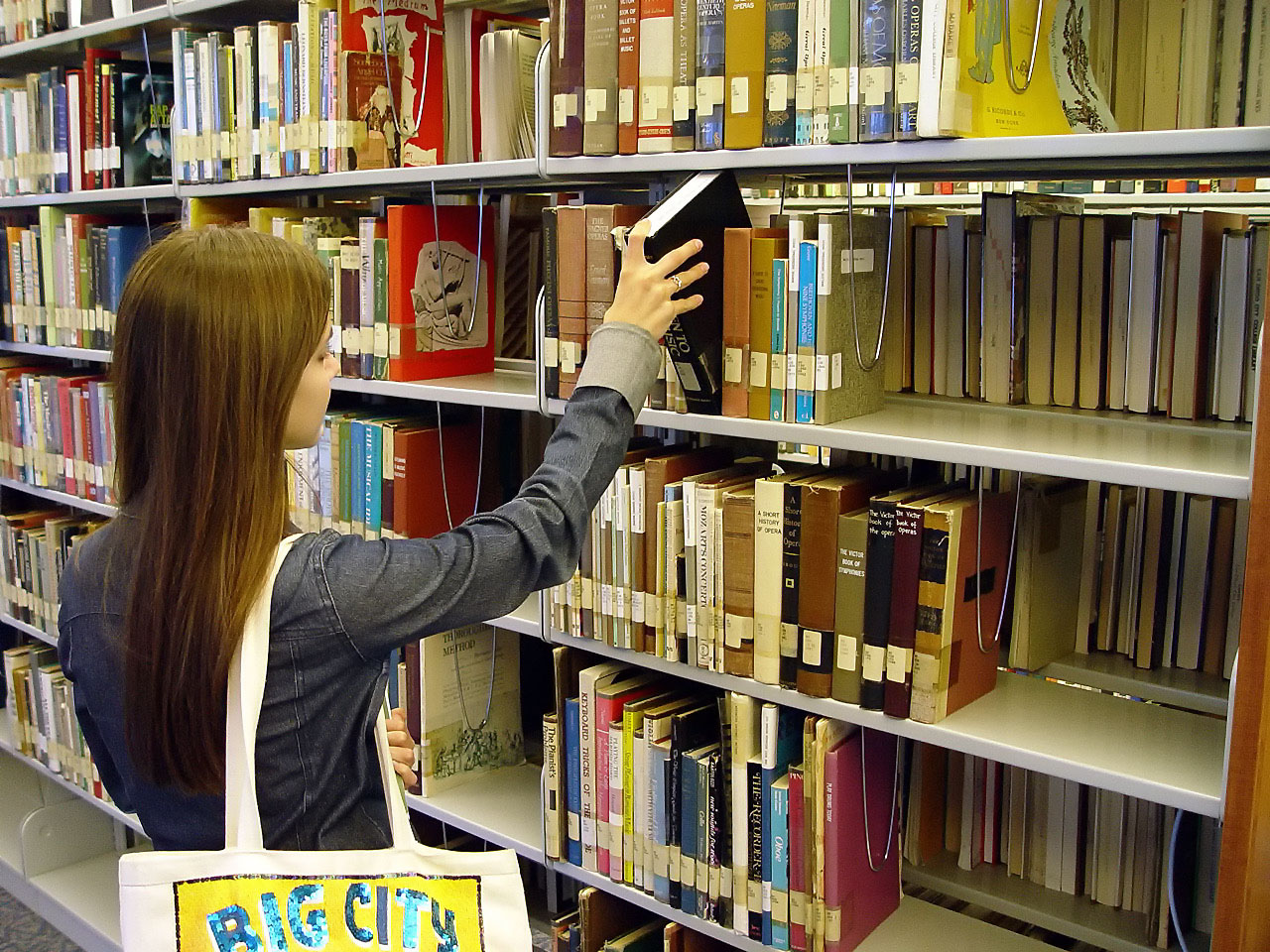
図書館や博物館などの社会教育施設は学習者の年齢に縛られない

学習塾や予備校などにおいては、年齢主義を取るか課程主義を取るかはまちまちであるが、一般的には課程主義となじみやすい。
なぜならば、学習塾は学力を身に付けることを目的としたものであるため、年齢主義を取ると学力的にばらつきがある集団を教授せざるを得ず、学力上昇の目的が達成できないからである。例えば公文式においては、年齢が何歳であろうと自分にあったカリキュラムを受ける。こういった特徴があるため、学習塾での教育は一般的な学校教育よりも習熟度にあった教育を受けられるとされている。
しかし、一部の塾においては、「5年生クラス」など学校の学年を基準として学級を編成しており、この方式では例外的に上学年・下学年に所属する場合はあるものの、基本的には学校の学年によって所属する教室が決まる。
例えば中学進学塾の日能研では、学校の学年に応じたクラス編成となっている。これは、小学6年生の2月ごろに行われる中学受験に合格するという目的があるからであり、目標到達までの時間が確定しているためであろう。
もっとも、単純に学校の学年にあわせただけのクラス編成では塾生間の学力格差が大きすぎるので、同じ学年内でも学力別のクラス編成となっており、学力の変動によっては頻繁にクラス替えをする。塾によっては席順さえも成績別になっており、クラスの生徒間の学力が一目で分かるようになっている所さえある。
こういった小中学校の学年によってクラスが決まる塾は、一般の小中学校の学年が年齢主義なので塾の学級編成も年齢主義だということもできるが、逆に学力の習熟度という課程によってクラス（時には席順も含めた）編成をしているので課程主義だということもできる。
一方、通信教育や書店販売の教材による独習は、他生徒との触れ合いがないため、「何年生用」などと銘打ってあっても、使用者が自分にあった学年の教材を使用することが容易である。このため、自分の学年や年齢にこだわらない限りは課程主義といえよう。
ただし、教科書準拠の教材の場合は、通学中の学校の学年と合わない場合は問題となってしまう。ただ、やはり高校以下の学校用の補助教材については、上記のように高校以下は年齢主義的な色彩もあるため、一部の出版社は年齢が高い顧客を想定しておらず、例えばインターネット上で購入する際に、年齢選択欄に19歳以上がないなどの例も見受けられる（もちろん、この場合も電話注文は可能であるが）。

## 学校外社会における現状

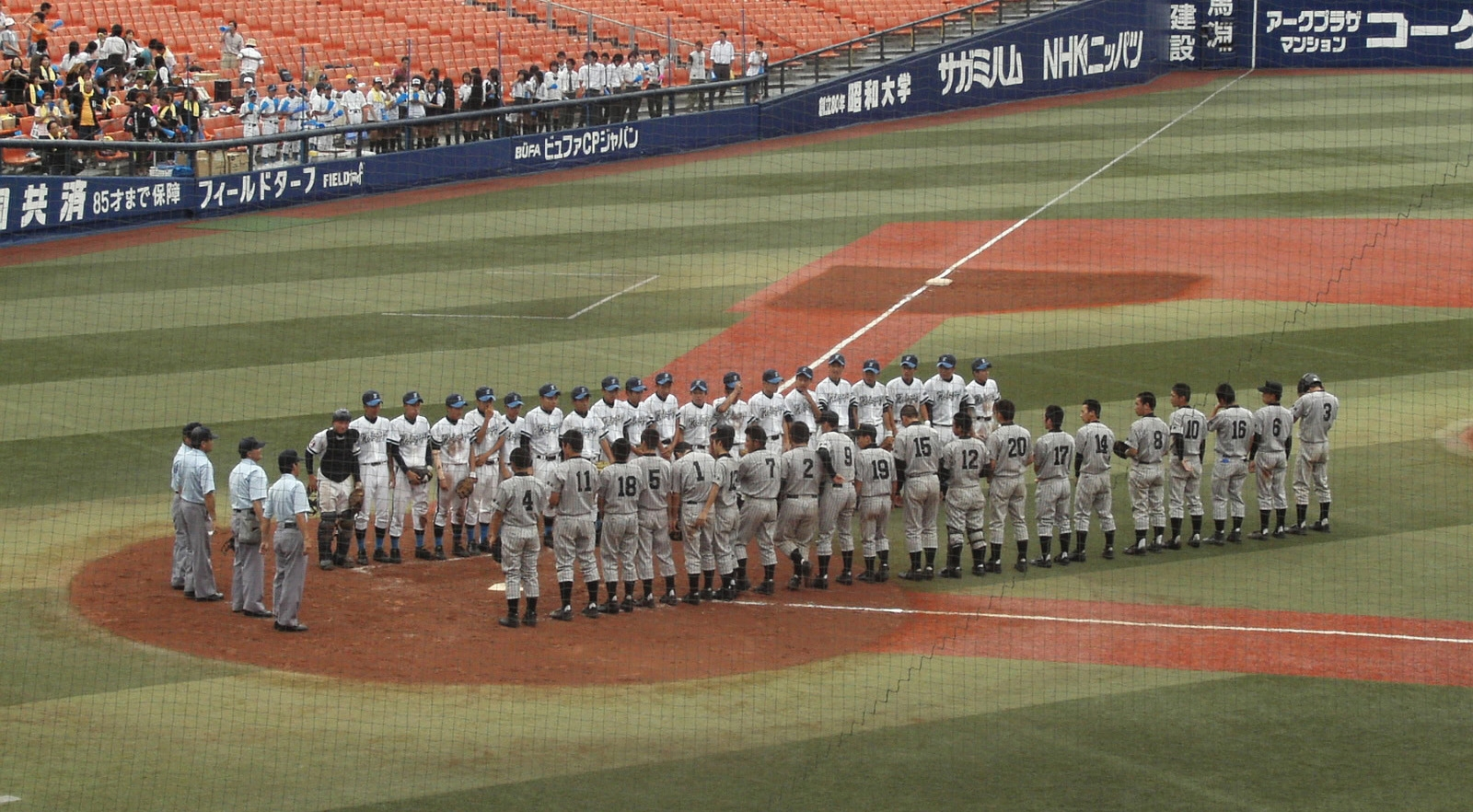
高校野球やその他のスポーツ大会では年齢制限（上限）が厳しいうえ、中卒者には同様のイベントに出場する機会が一切提供されない。

日本では、学校教育と直接関係ない場面でも、学校と同様に年齢主義があったり、「中学校を卒業すれば、全員が高校に進学する」という「誤った前提」に基づき、「高校が義務教育」と誤認する課程主義の考え方があり、中卒者および自主退学者の事情をほとんど考慮していない。
このため、自分の年齢では少数派の学年に所属している場合、または高校に進学していない（できない）場合、特に「中卒」（または18歳～20歳未満）であることを理由に、予測できない制限や不利益を受けることが多い。
例えば、年齢が18歳〜20代以上であっても、「中卒」では国家資格・業務独占資格がほとんど受験できず、選択できる職種が高卒以上に制限されるため、中小企業への就職が困難になっており、中卒者による学歴詐称も行われている。
また、学校の在学生のみ（15〜18歳の高校生のみ、など）を対象にしたイベントやサービスには、学校の年齢主義や課程主義が影響しており、高校の非進学者（高校に進学していない、15歳〜18歳の者）には各種イベントへの出場資格や学生割引などのサービス一切受けられない。
小・中学生の段階から活動を始めた芸能人（子役、アイドルなど）やスポーツ選手が中学校を卒業した場合、高校に進学し、かつ卒業しなければプロ活動（プロ野球選手など）はほぼ不可能になるため、高校で学業に励みながら兼任することが暗黙の了解となっている。
芸能界は学歴より実力が重視されることや、芸能活動を禁止している高校もあるため、あえて進学せず活動している芸能人（安室奈美恵、山田孝之など）も少数存在するが、やはり進学しないと異端の目で見られる懸念があるため、学業に励みつつ空き時間に芸能活動（テレビ番組の収録など）も行う芸能人もいる（引退後に高校へ進学することも不可能ではないため、必ずしも終生にわたって中卒のままとも限らない）。
アニメ・漫画・小説といった架空の物語においても、小学◯年生、高校✕年生といった表記を持って年齢を示し、同一学年同一年齢がほぼ自明である。逆に飛び級や留年をしていれば、それだけでキャラクターの強い個性とみなされる。
高校の在学者のみを対象とした、スポーツ大会（高校野球など）や、日本数学オリンピック、日本テレビの全国高等学校クイズ選手権などのコンテストも、最低年齢より数歳年齢が高いと出場資格がなくなるし、ソフトウェアのアカデミックパッケージの利用にも、「高校生であること」と「年齢の上限」を課し、「中卒を対象外」としている場合もある。
このように、学校教育とは直接関係ない場面であっても、「高校以下の学校が年齢主義で運営されている」ことや、「中卒者が全員高校に進学している」ことを「暗黙の前提」としている場合があり、学校外においても年齢主義と課程主義の影響が存在している。これについては過年度生でも詳述している。
逆に、学校の在学生であることによって身分制限がある場合もある。例えば2005年までは学生・生徒は競馬の馬券を購入をすることを禁止されていた。また、R15指定の映画の観賞は、年齢制限をクリアしている15歳以上でも、中学生・高校生の場合は入場が禁止される。
また、18歳以上から利用できるサービスでも、高校生や大学生であることにより、風紀上の理由で禁止されるサービスなども存在する（例としては原付・自動車の運転免許証など。ただし、高校の卒業見込と認められれば、3学期の卒業式前に教習を受けられる場合はある）。
こういった「在学生であること」や「中卒であること」（高校に進学していないこと）による制限は、厳密には教育課程についての考え方ではないため、課程主義と呼ぶことは異論もあろうが、年齢基準より「学校種」や「学歴」（中卒か、高卒以上か）を基準とした制度であるため、学校外社会においても「課程主義」の存在が影響しているともいえる。
しかし、こういった考え方に対しては、それらの学生・生徒が退学したら、その瞬間からそれらのサービスを受けることに対して適性が生まれるのであろうかという疑問も生ずる。実際、2005年の改正競馬法では学生・生徒の馬券購入・譲受禁止は撤廃され、禁止対象は「20歳未満のみ」に緩和された経緯がある。
大学などであっても、高年齢だと奨学金や留学制度などが使えない場合がある（50代で東京外国語大学に編入した人の証言）。
また、一部の企業では入社の時期ではなく、年齢によって給料が決まっている場合もある。また、学校卒業者の新規採用では、浪人経験者など年齢が高い応募者は、受け付けない企業もある。これらは、新卒一括採用制度という日本型採用システムそのものも含めて、企業社会における年齢主義といえる。
本来、年功序列制や新卒一括採用制のないアメリカなどでは、（正当な理由がない限り）高年齢を理由に就職を断ることは禁止されているが、日本では国家公務員試験や公立学校の教員採用試験でも年齢の下限・上限が定められている（受験前と受験時の日数差による加齢を防ぐため、生年月日の下限・上限を明確にすることで年齢を制限している）。

### 一般社会における認識
学校制度と本来的に無関係な場面においてすら、年齢主義と「15〜18歳の中卒者=高校に進学している」という「誤った前提」に基づき、年齢主義の思想に裏打ちされた表現が随所に見られる。
例えば公的機関の説明文書でも、小中学校や、場合によっては高校も年齢主義によって運用されていることを前提としているものがある。例えば児童手当の説明文では、このように「小学校3年生まで」と学年基準で書かれているが、実際には小学校の学年が何年であっても、年齢によって受給資格が決まる。
また、2010年から始まる子ども手当に関するリーフレットでは、支給できる年齢の上限を明記せず「中学卒業まで」と表記しているが、実際には学歴は関係なく15歳の4月1日の前日で打ち切られる。
また、厚生労働省と文部科学省の共同作成した予防接種のパンフレット においても、「中1、高3の年齢の皆さんも」や「中学1年生と高校3年生に相当する年齢の者」と表記しており、中学のみならず高校までも同学年同年齢であるかのような表現がなされている。
実際には、予防接種は学年ごとではなく、特定年齢を対象にしたものであるが、このパンフレットにはその説明がない。また、ここでいう「高3の年齢」とは17〜18歳頃のことだが、「この年齢であれば、全員が高校に通っている」と決めつける、誤った前提に基づく表現であり、高校の非進学者の事情を考慮していない。
薬学部門でも、学校の年齢主義に影響された表現が存在し、たとえばライオンの市販薬 小中学生用ストッパ のように、5〜14歳を対象としている物に対し小中学生用という表現を用いる例がある。
また、学資保険も満期年齢を最低在学年齢に固定する場合が多く見られ、顧客全員が同一年齢で学校を卒業することを前提とした商品作りとなっている。
ディズニーランドのチケット料金 においても、「中人（中学・高校生）12〜17歳」という、年齢と学校段階が同一視された表現があり、19歳以上の中高生や、高校の非進学者はいくらになるのか、問い合わせなければ分からない形となっている。
パナソニック製のある電球型蛍光灯の 広告 では、3万時間の寿命があることについて、「毎日10時間点灯しても8年2ヶ月と20日間。誕生した子供が小学3年生になるまでの実に長い寿命である」と謳い、生まれてから小学3年生になるまでの期間が全員同じであるかのような印象を抱かせるものとなっている。
2010年に検討された東京都青少年の健全な育成に関する条例の改正案では、漫画などの創作作品に登場する非実在青少年が18歳未満であるかどうかの判断基準として、「年齢又は服装、所持品、学年、背景その他の人の年齢を想起させる事項の表示又は音声による描写から十八歳未満として表現されていると認識されるもの」との条文を設け、この部分に関する質疑に対し「ランドセルや制服、教室などが明らかに描写されている場合は、18歳未満と判断される。少女のように見えても、そうした点が表現されていなければ、18歳未満とはされない」と回答している。このように、「小・中高生=18歳未満」との見方を推進している。

## 有識者の意見
日本における展望で先述したもの以外。
- 上田早苗

私立学校では出席日数不足はもちろん、成績によっても落第や留年をさせるが、それも高校生くらいからだと思う。本当に必要なのは義務教育のときの落第や留年ではないかと思う。基礎基本さえも身についていない子供に勉強の有用性を説いても机上の空論でしかない。親も先生も社会も「落第バンザイ!」というくらいの気持ちを持つことだ。
- 苅谷剛彦

フランスなどでは義務教育段階での原級留置が一般的に行われているが、日本の国民性や教育制度のもとでは有効性は疑問。原級留置の対象者拡大は急に行わず、現行制度を徐々に改善していくべきである。（典拠）
- 河村建夫

義務教育段階での原級留置など、習得主義を研究すべきである。学年と年齢が固定されているのは疑問。保護者の理解が必要であり、幅広い議論を呼びかけたい。（典拠）
- 町村信孝

年齢にともなう進級は悪平等。二十歳の中学生や十歳の大学生がいてもよい。（原文・報道）
- 山崎元は、2003年に発生した泉南郡熊取町小4女児誘拐事件で行方不明になった小学4年生の女児（事件当時9歳）に卒業証書を授与しようとしていることに対し、本人の意向にかかわらず強制的に進級させることに疑問を呈した[176]。